# Vin
Pour les articles homonymes, voir Vin (homonymie).
Le vin est une boisson alcoolisée obtenue par la fermentation du raisin, fruit de la vigne viticole.
La transformation du raisin en vin est appelée la vinification. L'étude du vin est l'œnologie. La grande variété de vins existant au monde s'explique par les différences de terroirs, de cépages, de modes de vinification ou de types d'élevage. Ainsi, ils peuvent donner des vins rouges, oranges, rosés ou blancs, mais aussi des vins avec un taux de sucre résiduel variant (secs ou doux), ou une effervescence variante (tranquilles ou effervescents). La viticulture a colonisé une vaste partie du monde et de très nombreux pays sont producteurs de vin.
Le vin, comme toutes les boissons alcoolisées, est à l'origine de nombreuses maladies.

## Histoire
Le philosophe péripatéticien grec Théophraste, auteur d'un Traité de l'ivresse au IIIe siècle av. J.-C., a parlé du vin, et comme le fit le médecin valencien Arnaud de Villeneuve plus tard, concocta toute une série de vins médicinaux : en Grèce antique, « on mêlait anciennement le vin tout autrement que de nos jours ; en effet, on ne versait pas l'eau sur le vin, mais le vin sur l'eau, afin d'user d'une boisson bien détrempée, de sorte qu'après en avoir bu, on fût moins avide de ce qui pouvait rester, et l'on en employait la plus grande partie au jeu du cottabe. » Théophraste considérait que le vin avait été donné par Dionysos aux hommes pour compenser la vieillesse en éloignant sa mélancolie, et les faisant se sentir jeunes à nouveau. Platon, dans ses Lois, est du même avis.

### Tronc commun méditerranéen
Les noms du vin, définis tant dans l'espace méditerranéen et associé que dans le temps, procèdent d'un thème linguistique commun où se retrouvent le V (ou sa variante W) et le N. Seuls font exception dans cet espace linguistique le basque ardo et le hongrois bor :
| Racine V (W) - N | Hittite cunéiforme | Hittite hiéroglyphe | Sanskrit | Grec archaïque | Grec antique | Latin |
| ---------------- | ------------------ | ------------------- | -------- | -------------- | ------------ | ----- |
| Transcription    | WEE-AN             | WE-ANAS             | VENA     | WOINOS         | OINOS        | VINUM |

Nom désignant le vin dans les langues européennes

Ce qui a donné, dans les langues des principaux pays producteurs de vin, les mots vera (albanais), Wein (allemand), wine (anglais), wie (alsacien), bin (aragonais), գինի (guini) (arménien), gwin (breton), вино (vino) (bulgare et russe), vi (catalan), vino (croate, espagnol, italien et tchèque), vin (occitan, danois, français, islandais, roumain et suédois), vein (estonien), viini (finlandais), viño/vinho (galicien), οίνος (grec moderne), wijn (néerlandais), xwînî ou wîn (kurde), vīns (letton), vynas (lituanien), wino (polonais), vinho (portugais) et vinu (corse et sarde).
Des similitudes entre les noms du vin dans les langues kartvéliennes (par exemple en géorgien : ღვინო [ɣvinɔ]) et dans les langues indo-européennes et sémitiques (*wayn) suggèrent la possibilité d'une origine commune des termes désignant le vin dans ces familles linguistiques. Une grande partie des linguistes croient qu'on a affaire à un emprunt au géorgien gvin (en géorgien : ღვინო).
Les partisans de ce point de vue ont montré que, dans les langues kartvéliennes, le nom du vin (ღვინო ghvino, ღვინი ghvini, ღვინალ ghvinal) est en rapport avec le verbe ghvivili (ღვივილი « fleurir, susciter, bouillir, fermenter ») et la racine *ghv (ღვ), qu'on retrouve dans divers mots kartvéliens (par exemple gaghvidzeba, გაღვიძება « se réveiller », ghvidzli, ღვიძლი « foie », etc.).

### Découvertes archéologiques

#### Proche-Orient
De nombreuses preuves ont permis d'établir que la vinification est connue depuis plusieurs millénaires et les archéologues s'accordent a dire que la « culture du vin »  débute au Néolithique entre −8 000 et −4 000, et ce dans les montagnes du Proche-Orient entre la Turquie orientale actuelle, le Caucase méridional et les monts Zagros. En l'état actuel de nos connaissances, les scientifiques s'accordent à dire qu'elle est d'abord pratiquée dans la région du Caucase, considérée depuis le XIXe siècle comme la patrie de la vigne domestique, car on y trouve une grande diversité de vignes sauvages et aussi de cépages (le pays qui compte le plus grand nombre de cépages est la Géorgie, où l'on en dénombre plus de 500). Plusieurs découvertes archéologiques appuient cette théorie :
Des traces de vinification datées d'environ 7000 ans avant notre ère ont été trouvées en 2011 dans une grotte en Arménie. Des vestiges similaires ont été découverts en Iran en 2017, renforçant l’hypothèse de l’origine proche-orientale du vin.
.

Sites néolithiques, chalcolithiques et du Bronze ancien où ont été pratiqués la viticulture ou l'oléiculture.

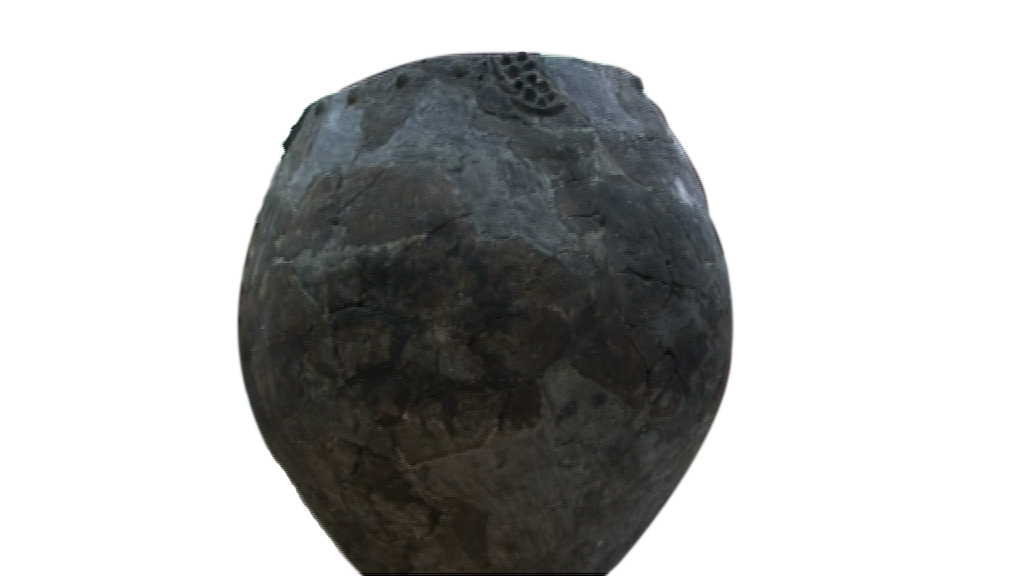
Jarre ayant contenu du vin, découverte à Shulaveri, en Géorgie, elle est datée du Néolithique (conservé au Musée national de Tbilissi)

- « Shulaveris gora » et « khramis Didi gora », en Géorgie :

La plus ancienne traces de vinification connue à ce jour[Quand ?] a été découverte en Géorgie; elle date du VIe millénaire,,. C'est sur le site néolithique de Shulaveri, qui s'inscrit dans la culture de Shulaveri-Shomu, la plus ancienne culture de la région du Caucase, que des ceps et des grains (Vitis vinifera) desséchés datés des environs de −6 000 sont retrouvés, ainsi que des résidus dans une jarre.
Les pépins trouvés à Shulaveri et khrami témoignent de l’ancienneté de la domestication de la vigne sauvage. McGovern fait aussi remarquer que c'est en Géorgie qu'on trouve les premières manifestations de la civilisation du vin dans la vie économique et sociale, en témoignent les représentations, notamment en Trialeti, et sur d'autres récipients trouvés dans plusieurs sites en Géorgie. Les techniques de vinification utilisées il y a 8 000 ans, sont semblables à celles encore utilisées à l'heure actuelle, notamment la vinification dans les jarres appelées kvevri. Les découvertes révélent que les vignes cultivées dans la région de Kvemo Kartli en Géorgie différent des variétés modernes de raisins. De plus, les résidus de raisin trouvés dans les jarres en terre cuite indiquent que les raisins ont été utilisés pour produire à la fois du vin rouge et blanc, ce qui suggère une pratique viticole sophistiquée à cette époque.
- « Hajji Firuz », en Iran :

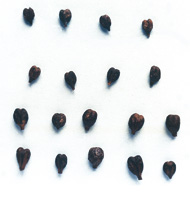
Pépins de raisin datant du néolithique, retrouvés en Géorgie

La découverte au nord des monts du Zagros était considérée comme la plus ancienne trace de vinification avant les découvertes de Géorgie,,. C'est André Tchernia, archéologue et spécialiste des vins de l'Antiquité, qui rapporte :
« Les restes d'un résidu jaunâtre déposés sur la paroi d'une jarre néolithique, vieille de 7 000 ans, trouvée au Hajji Firuz Tepe, en Iran, se seraient révélés être un mélange d'acide tartrique et de résine. Il y aurait là, du même coup, le vin et le procédé de vinification les plus anciennement attestés ».
Cette technique consistait à mêler de la résine de thérébinthe au vin pour l'empêcher d'aigrir. Pour Philippe Marinval, chargé de recherche au Centre d'anthropologie de Toulouse, la preuve est faite que les hommes du Néolithique buvaient du vin.
- « Areni-1 », en Arménie :

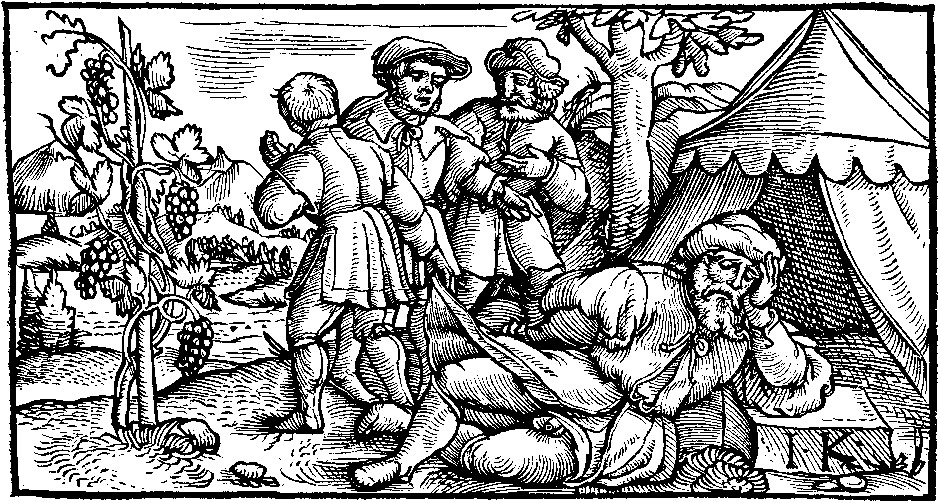
Ivresse de Noé, bois gravé de 1539

Se fondant sur des découvertes archéologique obsolètes, des auteurs comme Alexis Lichine situent en Arménie la « patrie du raisin »[réf. obsolète], tandis que Hugh Johnson ne manque pas de souligner que ce lieu d'origine de la vigne cultivée[réf. obsolète] est en même temps celui où le mont Ararat sert de frontière septentrionale entre la Turquie et l'Arménie orientale, lieu où la légende biblique fait planter la vigne par le patriarche Noé à la fin du Déluge. Au cours de l'année 2007, une équipe composée de vingt-six archéologues irlandais, américains et arméniens a fouillé un site proche de la rivière Arpa, près de la communauté d’Areni. Dans une caverne composée de trois chambres, ils ont trouvé un crâne contenant encore son cerveau, des traces de cannibalisme ainsi que des vases emplis de pépins de raisin permettant de supposer qu'en ce lieu, il y a 6 000 ans, aurait eu lieu une des plus anciennes vinifications au monde.

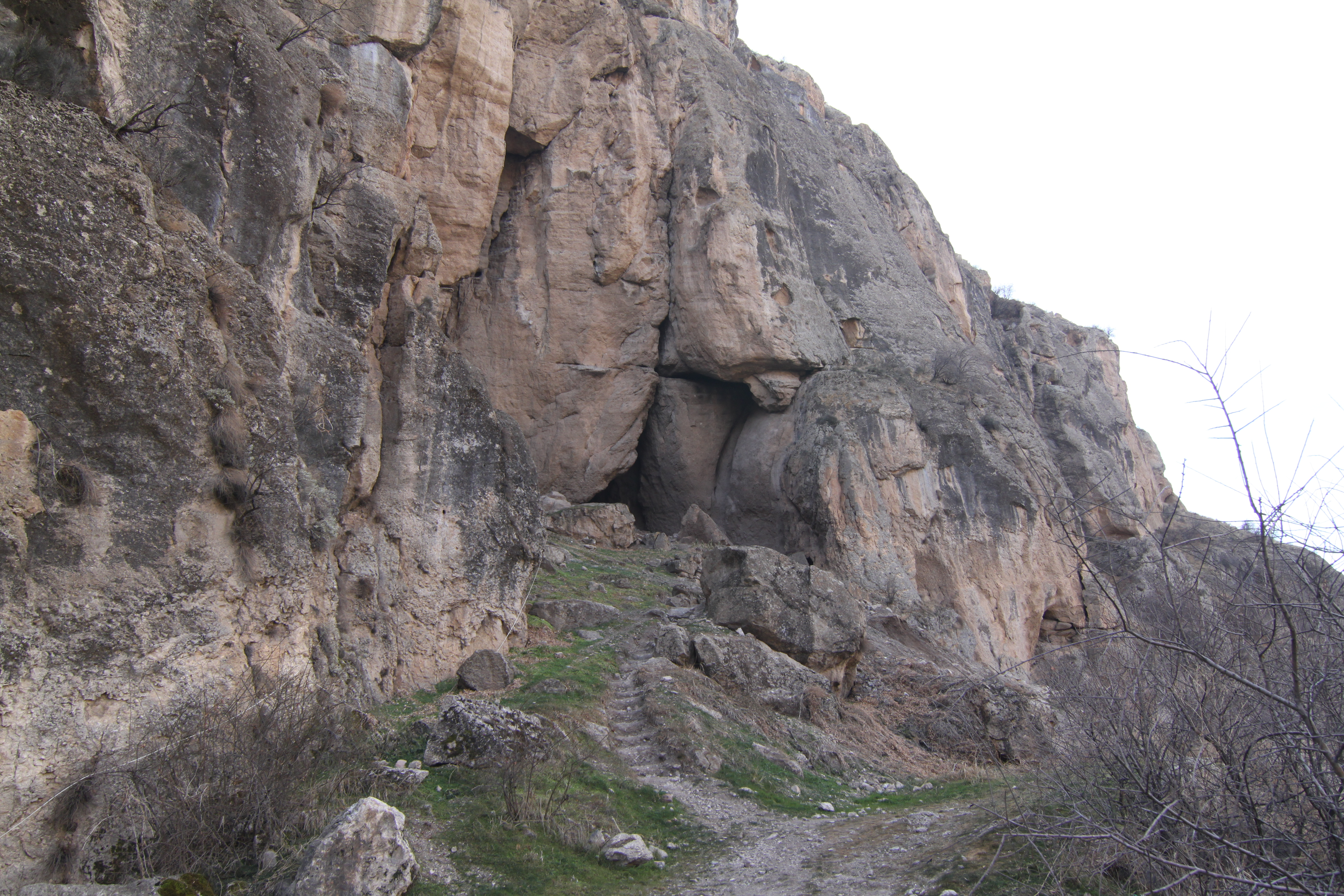
Entrée du site Areni-1

La découverte de pépins de raisin en 2007 dans le Vayots Dzor, région arménienne au sud du pays, a incité la National Geographic Society à financer une nouvelle campagne au cours de l'année 2010. Les fouilles archéologiques, faites sur le site Areni-1, ont mis au jour un complexe de vinification daté d'il y a 6 100 ans.
Une équipe internationale d'archéologues a retrouvé les traces et les équipements d'une vinification sur un site de 700 mètres carrés. Ce complexe de vinification correspond à la période du chalcolithique. Ils ont identifié un fouloir et une cuve de fermentation en argile abrités dans une grotte. Gregory Areshian, de l'Institut d'Archéologie Cotsen à l'UCLA, codirecteur des fouilles considère que c'est l'exemple le plus complet de production vinicole au cours de la préhistoire,.
Outre fouloir et cuve, ont été identifiés des pépins, des reliquats de grappes pressées, des sarments de vigne desséchés, des tessons de poterie, une tasse ouvragée dans une corne et un bol cylindrique servant à boire le vin,. Le fouloir, un bassin d’argile d'un mètre carré et de 15 centimètres de profondeur, possédait un conduit pour permettre au jus de raisin de se déverser dans la cuve de fermentation. Profonde de 60 cm, celle-ci pouvait contenir de 52 à 54 litres de vin,.
Ce complexe a été découvert dans les montagnes du sud-est de l'Arménie, dans une grotte dénommée Areni-1, du nom du village proche et toujours renommé pour sa production viticole. Cette grotte est située dans une gorge profonde de la région de Vayots Dzor. Ces premiers vignerons de l'humanité pourraient être les ancêtres des peuples Kouro-Araxes, une ancienne civilisation du Caucase,. Ce site de vinification était entouré de dizaines de tombes, faisant penser que le vin pourrait avoir joué un rôle cérémonial. L'idée que cette population ne devait pas boire du vin uniquement lors des inhumations, mais aussi dans la vie courante a été avancée. Mais aucune trace de cette consommation à l’extérieur de la grotte n'a jusqu'à présent été prouvée,.
Par contre, il est sûr pour les paléobotanistes que les pépins sont du type vitis vinifera sativa, variété de vigne qui produit les plus grands vins de nos jours,. La vigne, à l'origine sauvage et identifiée comme vitis vinifera silvestri, avait donc été domestiquée, passant de la lambrusque à l’état de raisin de cuve. « De toute évidence, les raisins étaient écrasés avec les pieds comme cela a été fait très longtemps dans toutes les régions de production viticole », a précisé Gregory Areshian,.
De plus « la présence sur le site de malvidine, pigment donnant la couleur rouge au vin, est un autre indice confirmant que ces installations servaient bien à la vinification », ont souligné les archéologues,. Cela prouve que la vigne avait déjà été domestiquée il y a six millénaires. Les plus anciens vestiges comparables à ceux découverts en Arménie avaient été identifiés à la fin des années 1980, en Égypte, dans la tombe du roi Scorpion Ier, et dataient de près de 5 100 ans,,. « Des installations similaires à celles récemment découvertes en Arménie et destinées à presser les raisins ont été utilisées jusqu'au XIXe siècle dans tout le bassin méditerranéen et le Caucase », a souligné Gregory Areshian.
Les analyses au radiocarbone effectuées par l'université de Californie ont pu confirmer la datation. Une nouvelle méthode scientifique a été utilisée pour déterminer avec précision que ce vin arménien datait de 4 100 ans avant notre ère.
Cette apparition des premiers vins sur le haut-plateau arménien et en Transcaspienne a été aussi confortée par la découverte de pépins de raisin dans des couches datant des IVe et IIIe millénaires av. J.-C., tant en Géorgie que dans la plaine de Kharpout. À cette même période, d'autres fouilles ont mis en évidence en Arménie la présence de grandes réserves à vin près des habitations par la découverte de grandes jarres portant des traces de fermentation et des résidus de lie. Tout près, une aire pavée servait de fouloir.
- Çayönü en Turquie :

Ce site néolithique du sud-est de la Turquie occupé à partir de 10 200 avant notre ère a livré de nombreuses informations aux archéologues sur la culture du vin après la découverte de pépins de raisins (sans vinification) datés de −6 000 ans avant notre ère.

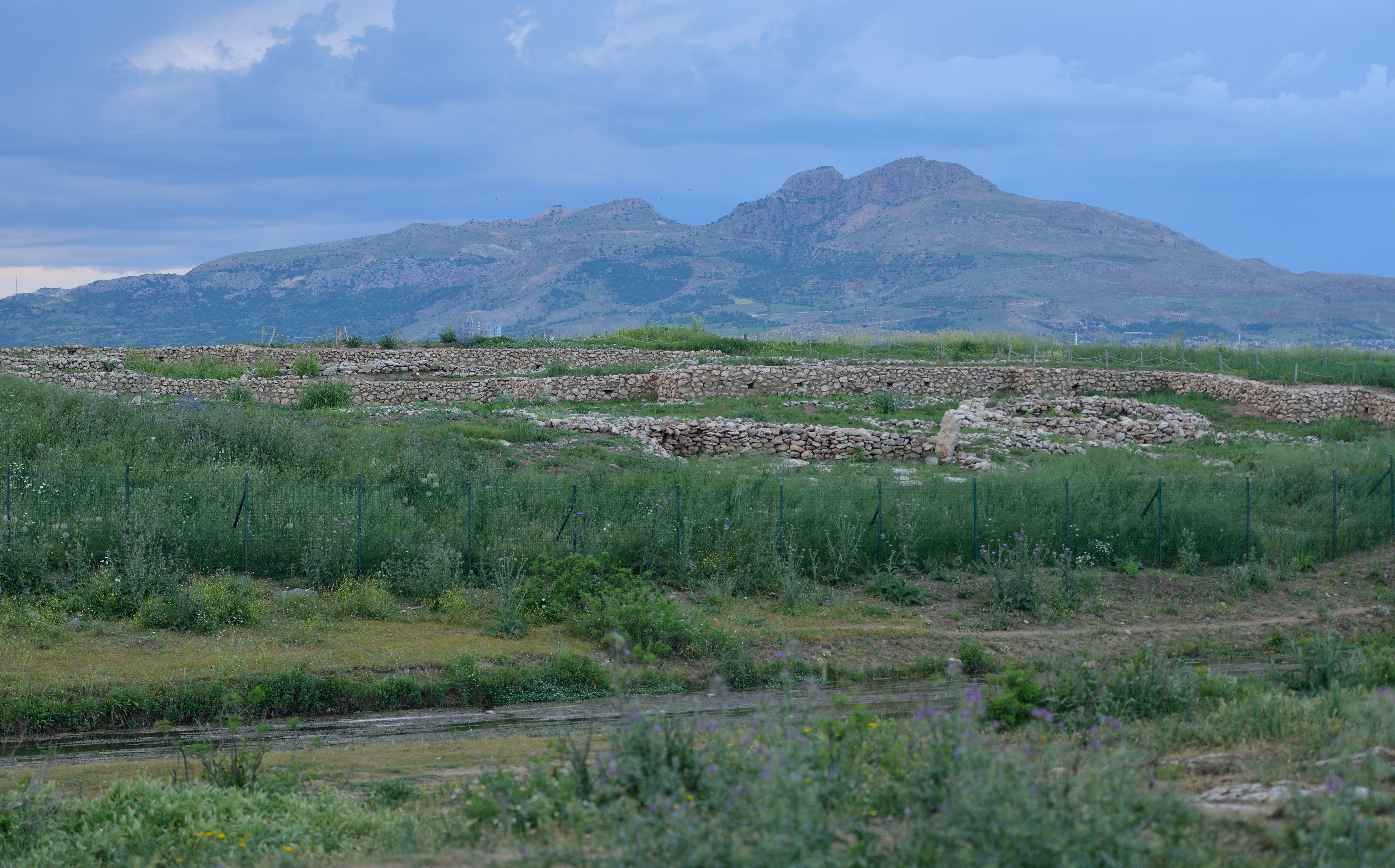
Vue du site archéologique de Çayönu.

#### Grèce
La mythologie grecque fait remonter l'invention du vin au berger Staphylos, ainsi qu'au satyre Ampélos. Dans l'Iliade, les Grecs en sont approvisionnés entre autres depuis la petite île thrace de Lemnon et dans l'Odyssée, c'est avec du vin qu'Ulysse enivre le cyclope Polyphème avant de lui crever son unique œil. L'historien Thucydide a affirmé : « Les peuples méditerranéens commencèrent à sortir de la barbarie quand ils apprirent à cultiver l'olivier et la vigne ». Ce fut une réussite puisque, six siècles plus tard, le poète Virgile écrivit qu'il « serait plus facile de compter les grains de sable de la mer que d'énumérer tous les crus grecs ».

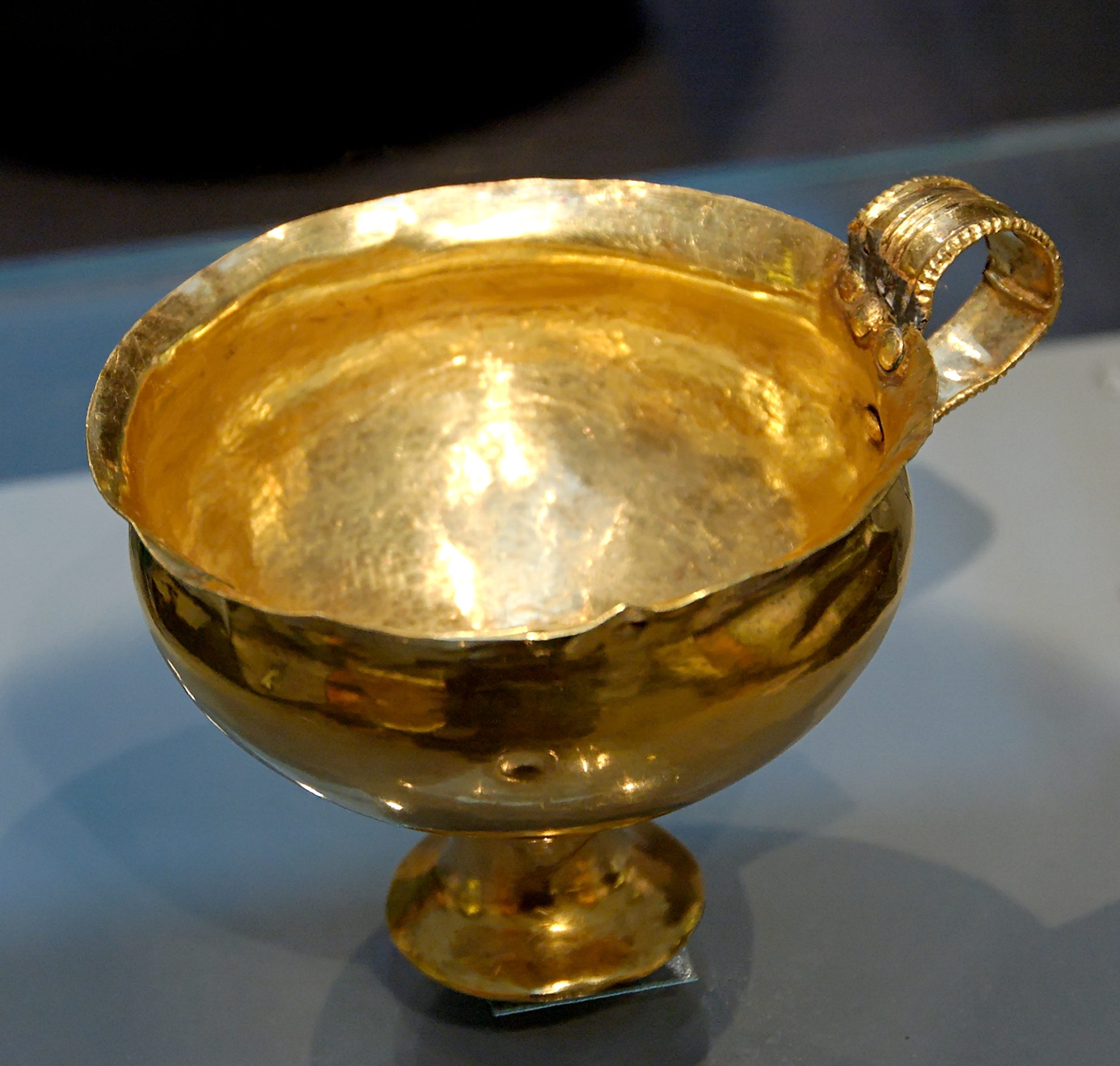
Tasse à vin en or, héritière des poteries de Dikili Tash. Art mycénien, vers -1500, contemporain des tombes à fosse de Mycènes (Helladique récent II)

Ce qu'ignorait Thucydide, et pour cause, c'est que les plus anciennes traces de vinification ont pu être âgées d'environ 6 500 ans. Cette découverte a été faite par Tania Valamoti, du département d'archéologie de l'université Aristote de Thessalonique. Sur le site néolithique de Dikili Tash, situé dans la plaine de Drama, en Macédoine-Orientale-et-Thrace, à environ 1,5 km à l'est de la cité antique de Philippes, l'archéologue et son équipe ont fouillé quatre maisons où ils ont découvert 2 460 pépins carbonisés et 300 peaux de raisin foulées. L'analyse de ces restes de vinification a mis en évidence que ces grains provenaient soit de lambrusques, soit d'une variété très précoce. Les archéologues grecs ont aussi mis au jour des tasses d'argile à deux anses et des pots suggérant le transvasement des liquides et sa consommation.
La présence de figues carbonisées, près des restes de raisin, laisse supposer qu'elles ont servi d'adjuvant sucré pour camoufler l'amertume du jus des vignes sauvages. Tania Valamoti a expliqué : « Les figues, plus sucrées, ont pu être ajoutées aux jus de raisins avant la fermentation, ou alors après l'achèvement du processus de fermentation ». L'équipe de l'université Aristote va faire analyser la poterie de Dikili Tash pour déterminer si de l'acide tartrique était présent dans les tasses.

#### Égypte

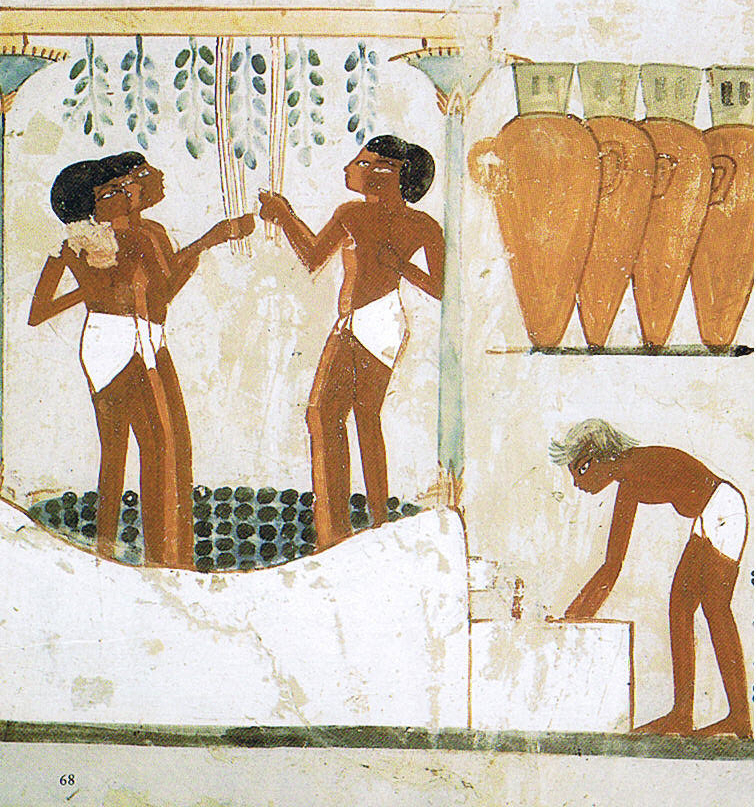
Foulage du raisin dans une cuve monolithique, fresque de la tombe de Nakht

Dans l'Égypte ancienne, on sait que la viticulture était très organisée. Les fouilles archéologiques ont prouvé que 3 500 ans avant notre ère, la vigne était cultivée en Égypte, comme en témoignent les coupes dans lesquelles on offrait du vin aux dieux ainsi qu'un bas-relief découvert à Thèbes où sont représentés deux esclaves cueillant des grappes de raisin. D'autres peintures égyptiennes attestent l'importance des vignes poussant en hautains qui se trouvaient à l'ouest du delta du Nil. Compte tenu de ce mode de conduite et de l'absence de cuvaison, on pensait que ces vins étaient majoritairement blancs ou légèrement colorés. Seul Champollion avait affirmé avoir vu une fresque où du vin rouge était contenu dans des bouteilles blanches. Intrigués, Maria Rosa Guasch-Jané et ses collègues de l'université de Barcelone ont d'abord dû obtenir auprès des British Museum de Londres et du musée égyptien du Caire des échantillons de résidus prélevés sur des jarres du tombeau de Toutankhamon. L'analyse a été surprenante et rendue publique en 2004 par Rosa Maria Lamuela-Raventos, professeur associée à l'université de Barcelone, qui a participé à l'étude. La présence d'une anthocyane changeait tout, le vin était rouge, car « Le malvidine-3-glucoside, membre de la famille des anthocyanidines, est un pigment que l'on retrouve dans les vins jeunes et certaines grappes de raisins, à qui il confère leur aspect rouge. » En -1327, une partie au moins des vignes en hautains du onzième pharaon de la XVIIIe dynastie donnait des vins rouges.

#### Gaule du sud

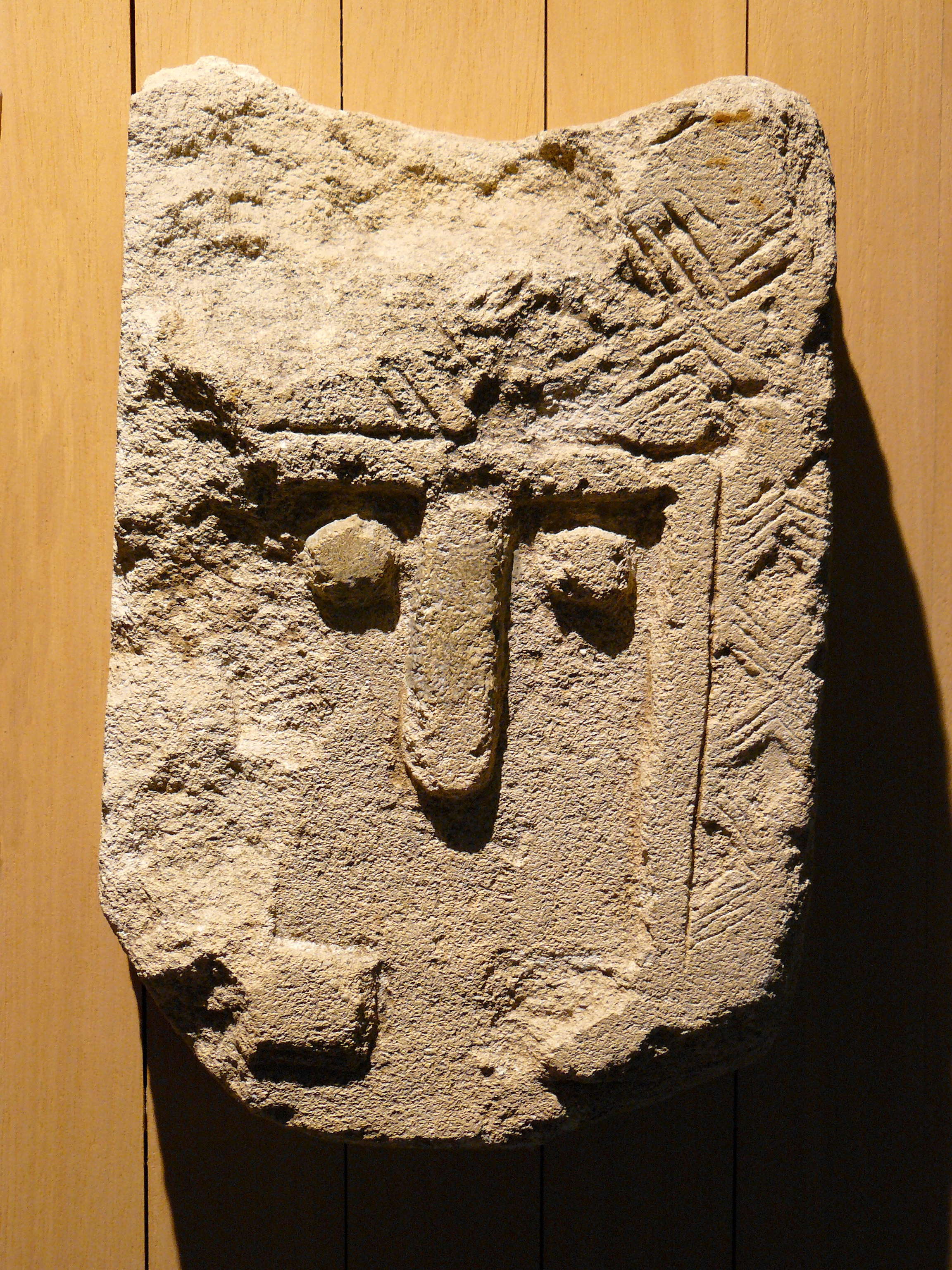
Stèle anthropomorphe de Cavaillon

C'est sur la commune de Courthézon, dans le Vaucluse que le plus ancien site néolithique de France a été découvert en 1971 au « Mourre de Pradel » sur le site du Baratin. Il a été daté du VIe millénaire avant notre ère et est situé en bordure ouest de la plaine de l'Ouvèze, entre le massif collinaire de Châteauneuf-du-Pape à l'est où il constitue « une zone en forme de doigt pénétrant le massif » et les terrasses molassiques de Carpentras à l'ouest. Pour la première fois, ses habitants, qui ont quitté grottes et abris pour s'installer en plaine et construire des cabanes, pratiquent l’élevage et l’agriculture. Leurs poteries décorées avec un petit coquillage se rattachent à la « civilisation cardiale », leurs pratiques pastorales et agricoles aux chasséens, culture autochtone du Midi de la France. Ce groupe qui consommait de 30 à 40 % de viande de chasse, marque le passage de la civilisation cardiale à celle des Chasséens, agriculteurs à 90 %. Les premières fouilles sur ce site ont eu lieu de 1970 à 1972 sous la direction de Jean Courtin. Après une interruption de dix-neuf ans, elles ont été reprises en 1991 sous la direction d'Ingrid Sénépart.
En Provence, entre −3 000 et −2 800, les stèles anthropomorphes, rattachées à la « civilisation de Lagozza », découvertes à Lauris, Orgon, Senas, Trets, Goult, L'Isle-sur-la-Sorgue, Cavaillon et Avignon sont la preuve que l’agriculture est devenue prédominante dans les basses vallées du Rhône et de la Durance.
La culture de la vigne a été introduite sur les rives méditerranéennes de la Gaule par les Étrusques,, un peuple qui vivait en Étrurie (Toscane) et au nord du Latium, en Italie. Max Rives, chargé de mission à l'INRA, l'a vérifié sur place à Massalia, le premier comptoir phocéen édifié six siècles avant notre ère :
« J'ai vu, au cours des fouilles du quartier de la Bourse, à Marseille, les pépins de marc de raisin provenant de leur vinification et jetés dans des amphores, flotter dans l'arrière du Vieux-Port où ces amphores-poubelles servaient de fondations à une rue. Les Grecs avaient importé des variétés de leur pays, ignorant que la vigne spontanée les avait précédés de quelques dizaines de siècles. »

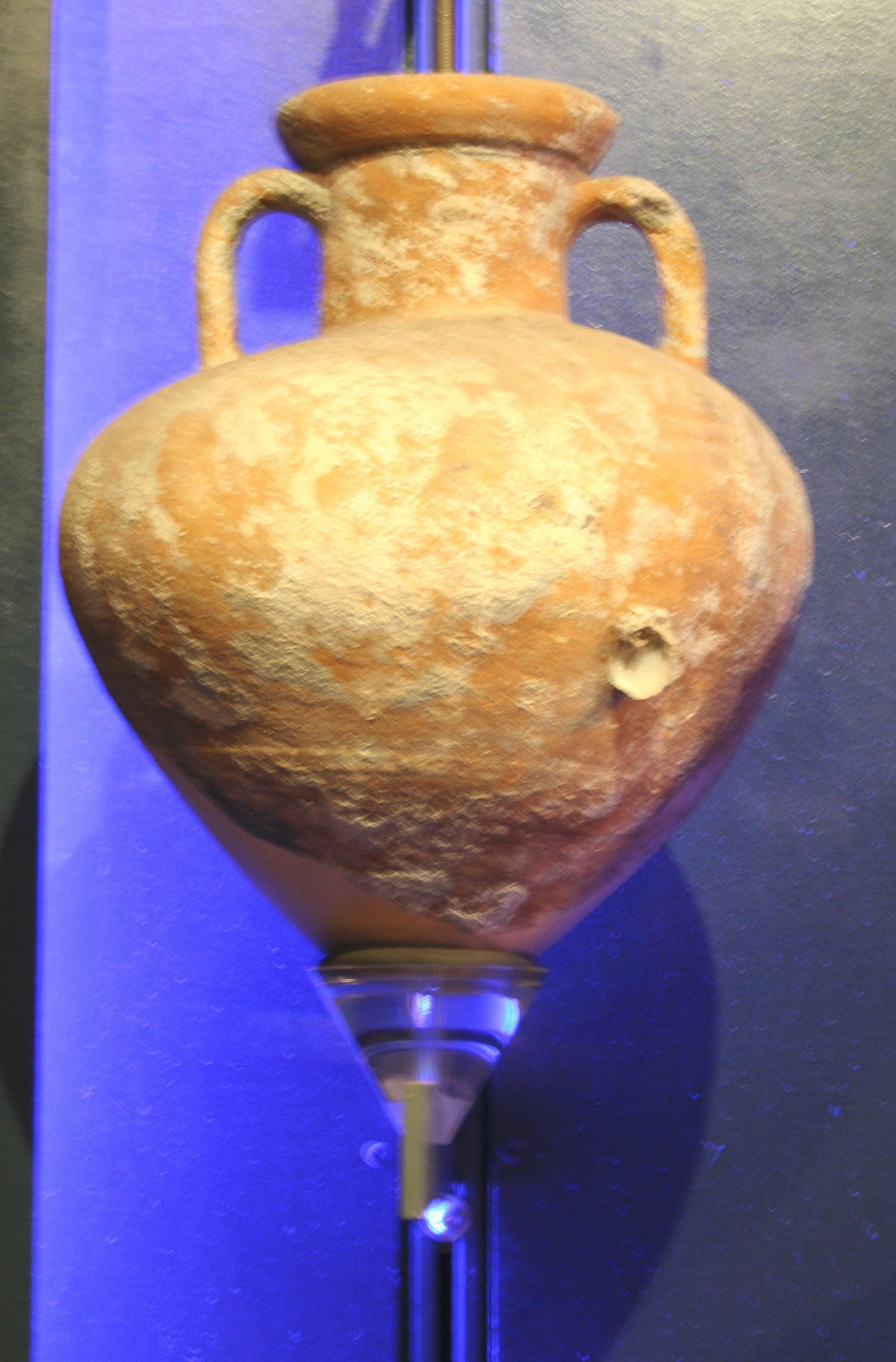
Amphore marseillaise à panse en toupie du VIe siècle av. J.-C.
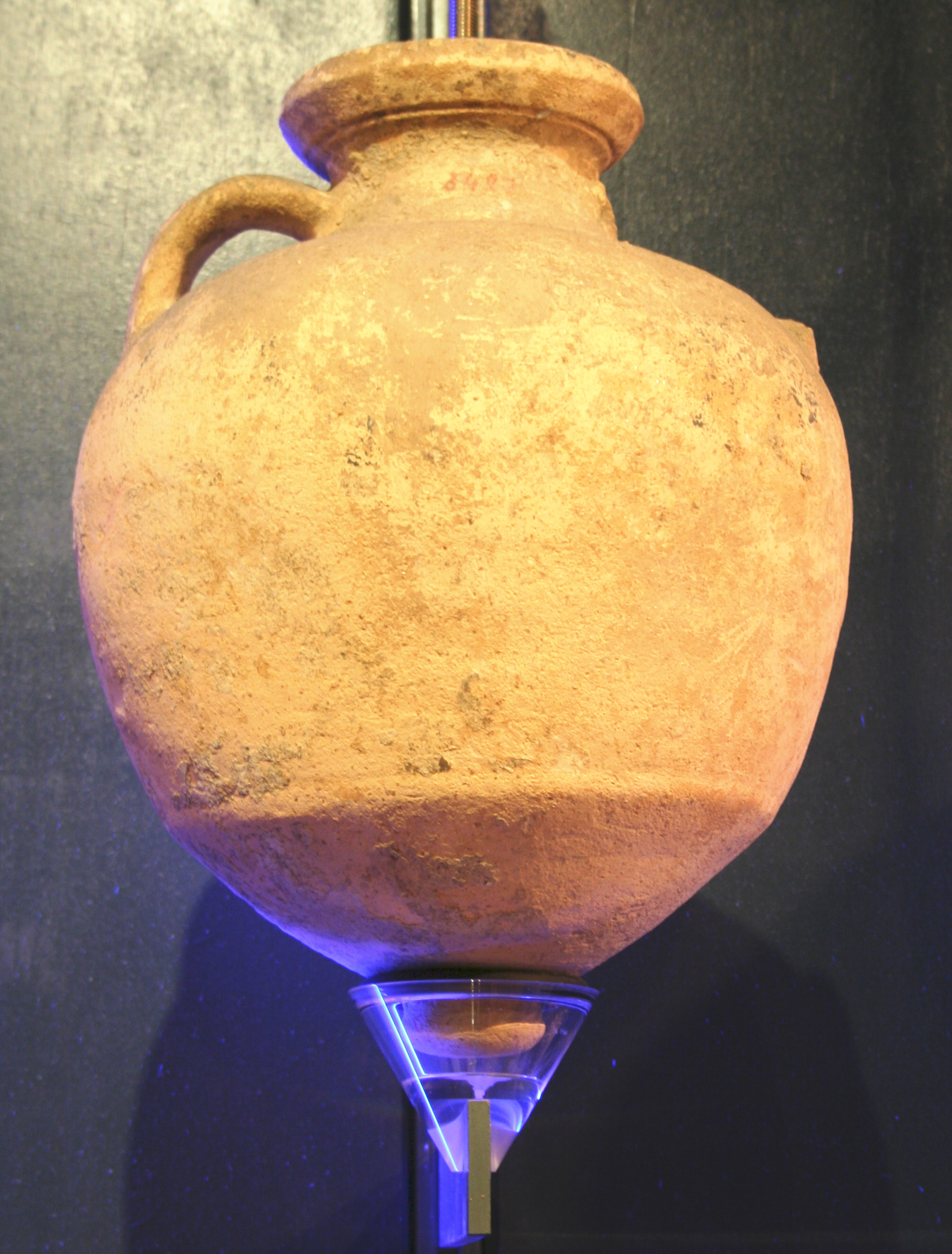
Amphore marseillaise à lèvres à facettes du Ve siècle av. J.-C.
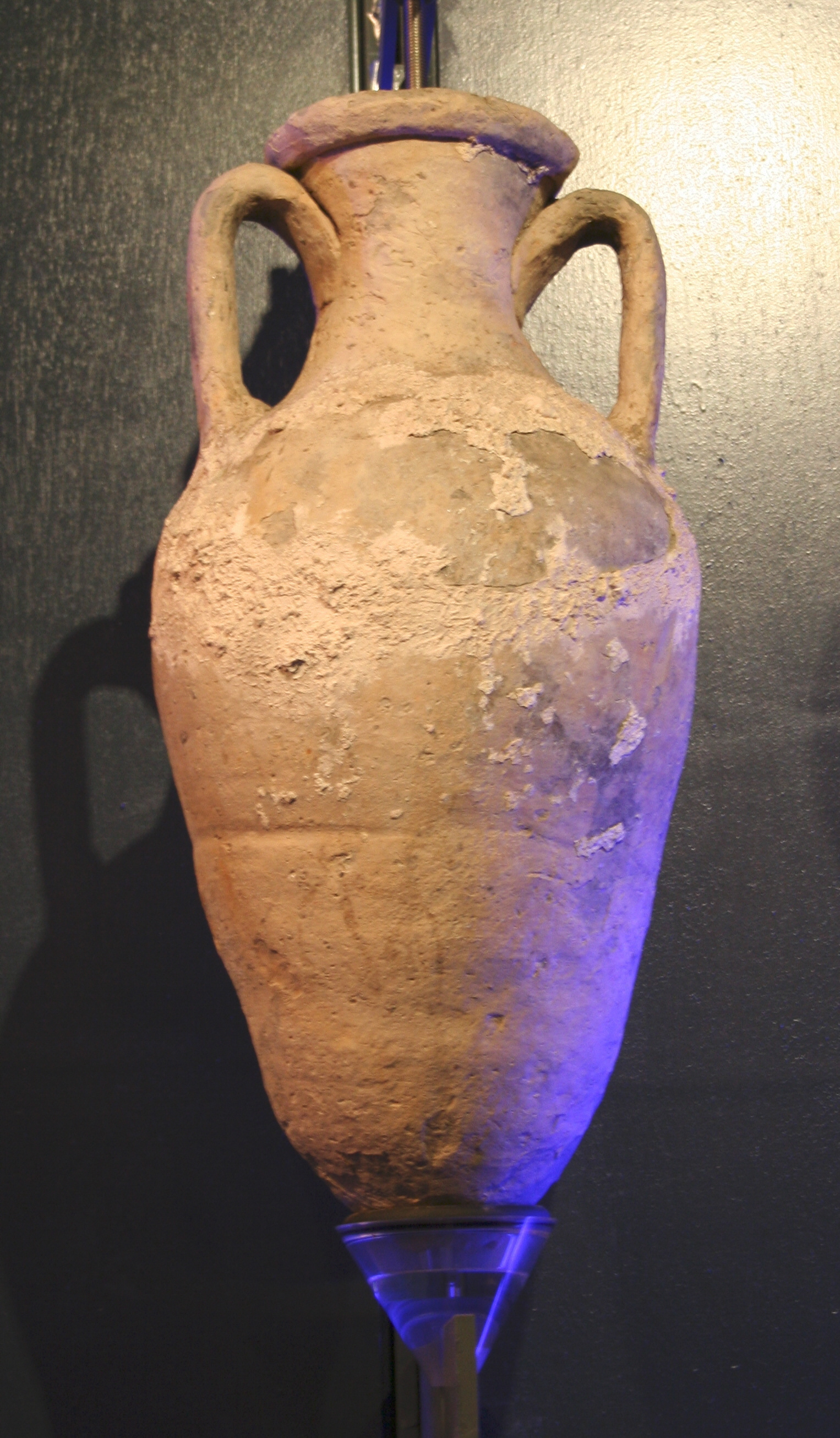
Amphore marseillaise de la fin du IIIe siècle av. J.-C. ou début du IIe siècle av. J.-C.
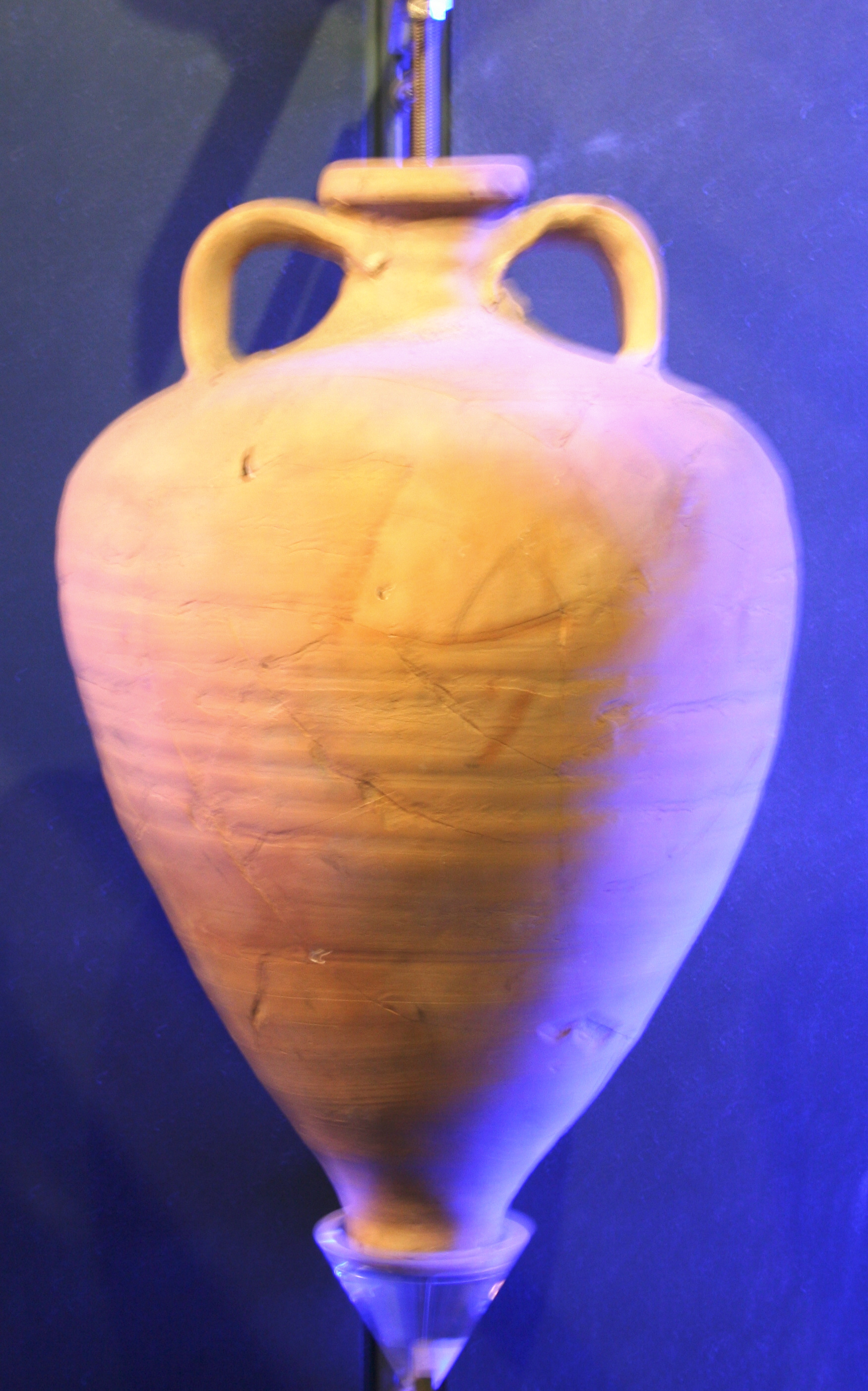
Amphore marseillaise dite gauloise

Le commerce des vins grecs avec les tribus installées dans la vallée du Rhône se fit à partir de comptoirs ou emporion. Le plus célèbre d'entre eux se situait à Le Pègue et son oppidum protohistorique sur la colline Saint-Marcel. Les fouilles ont permis de mettre au jour de la céramique pseudo-ionienne, provenant d'ateliers en relation avec Massalia. Son importance permet de supposer sur place une consommation de vin entre le milieu du VIe siècle av. J.-C. et le IVe siècle av. J.-C. Les productions d'œnochoés et de vases à vin, en pâte claire micacée portant un décor peint avec un registre allant de la bande ocre au développement de formes figuratives, furent majoritaires. Ces récipients vinaires ont d'ailleurs gardé dans leurs formes de fortes influences gauloises (coupes carénées).

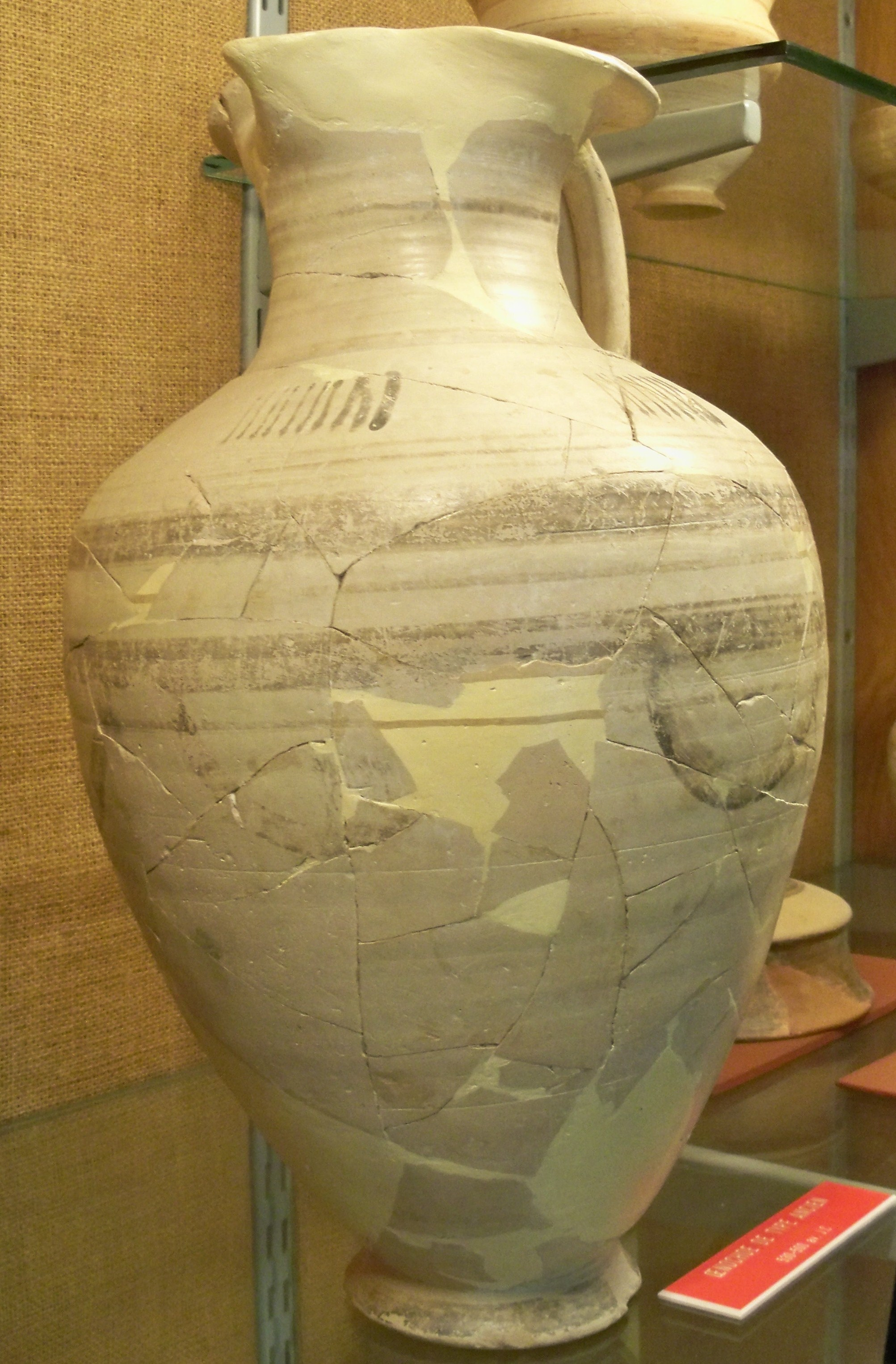
Œnochoé du Pègue à inscription grecque
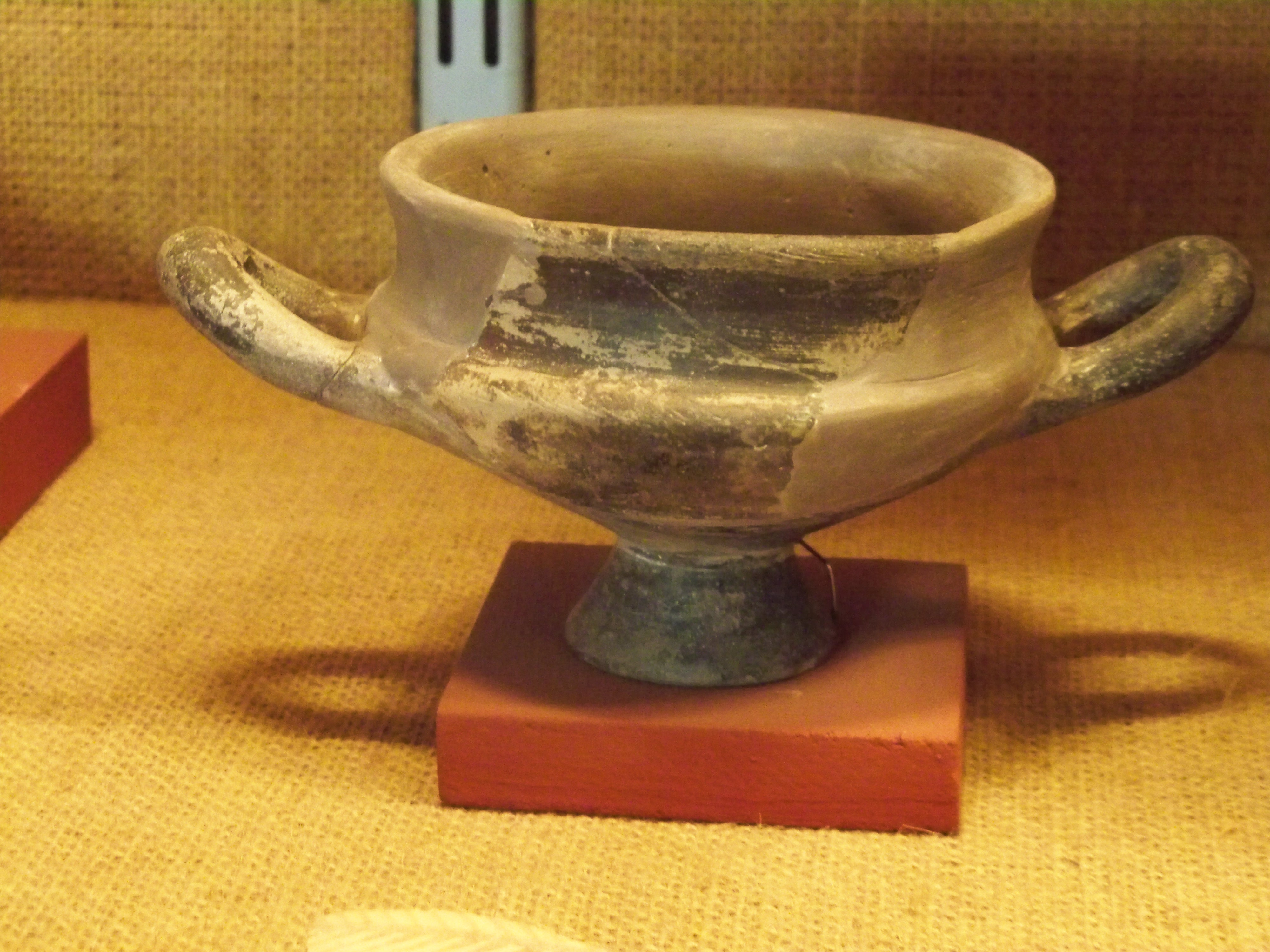
Skyphos à décor pseudo-ionien de fabrication locale
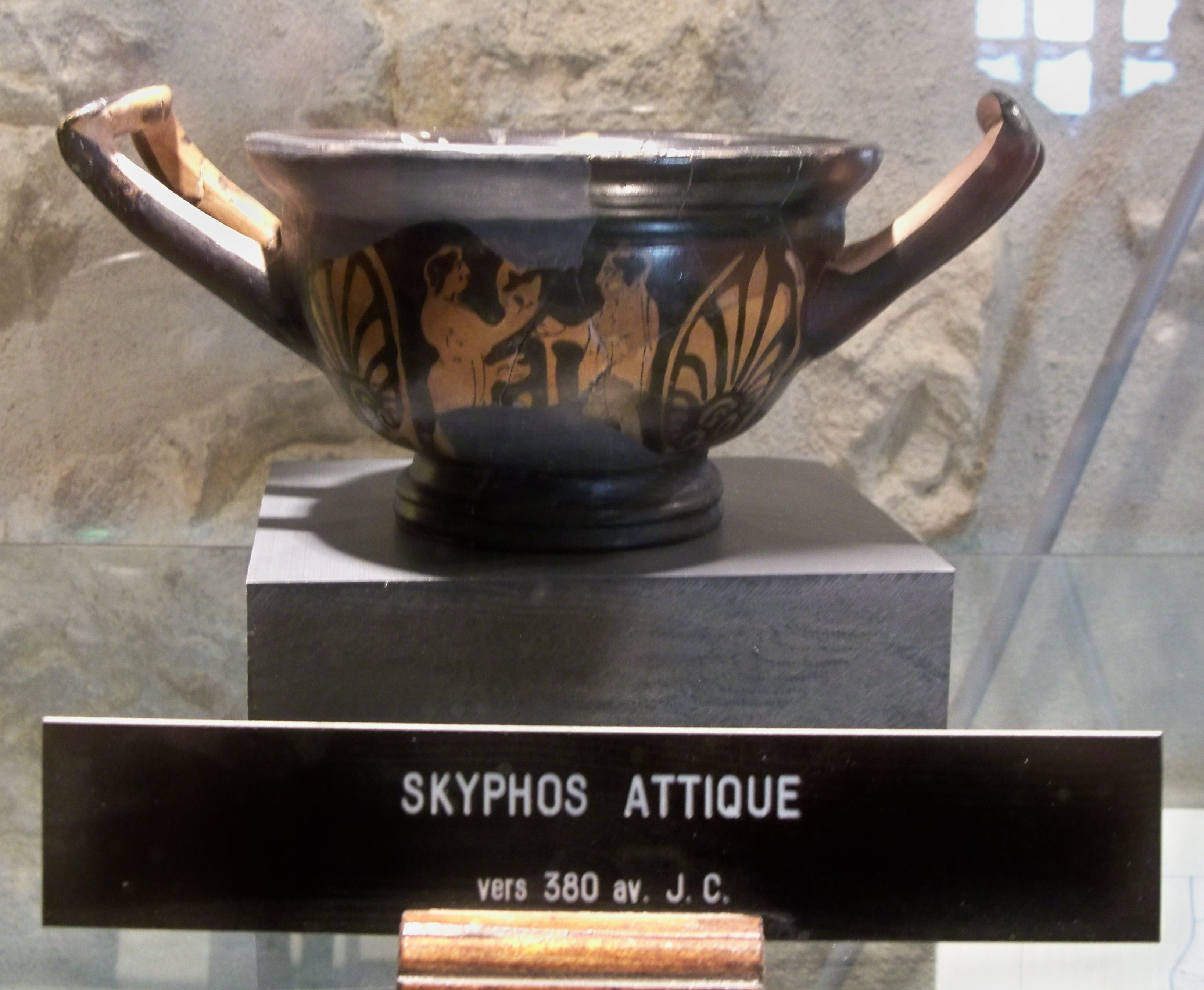
Skyphos de type attique A
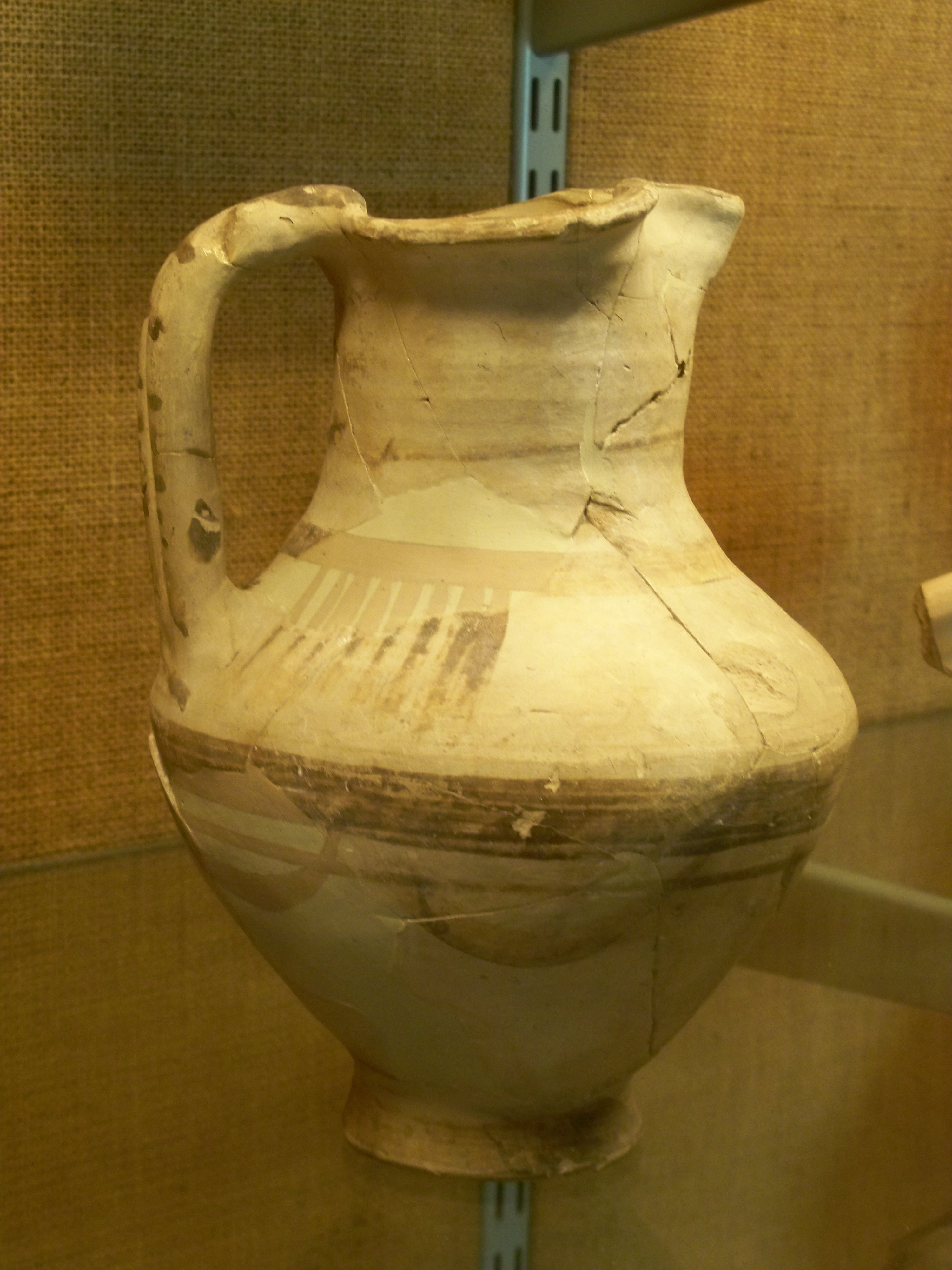
Œnochoé à riche décor pseudo-ionien

La première représentation connue de tonneaux se trouve sur un bas-relief découvert à Cabrières-d'Aigues, au début du XIXe siècle par un agriculteur, Toussaint Guérin. La scène montre le halage d'une barque sur la Durance par deux esclaves. Dans la barque, dirigée par un nautonier, se trouvent deux barriques cerclées et, positionnées au-dessus, quatre amphores à fond plat de type massaliote avec trois autres récipients ressemblant à des bonbonnes. Cette stèle a été érigée à la gloire d'un négociant spécialisé dans le transport des vins par voie d'eau et ayant vécu au début de la période augustéenne,.
Les cuves vinaires rupestres sont parmi les toutes premières structures de vinification mises au point par l'homme. Ces cuves creusées indifféremment dans des roches granitiques, calcaires ou volcaniques se retrouvent en Palestine (Judée), en Toscane (Étrurie), dans les Abruzzes, au Portugal (région des vinhos verdes), dans le Pays basque (province d'Alava) et en France tant en Auvergne qu'en Tricastin. Les plus nombreuses ont été identifiées dans le département du Vaucluse, sur les terroirs d'appellation Ventoux et Luberon.

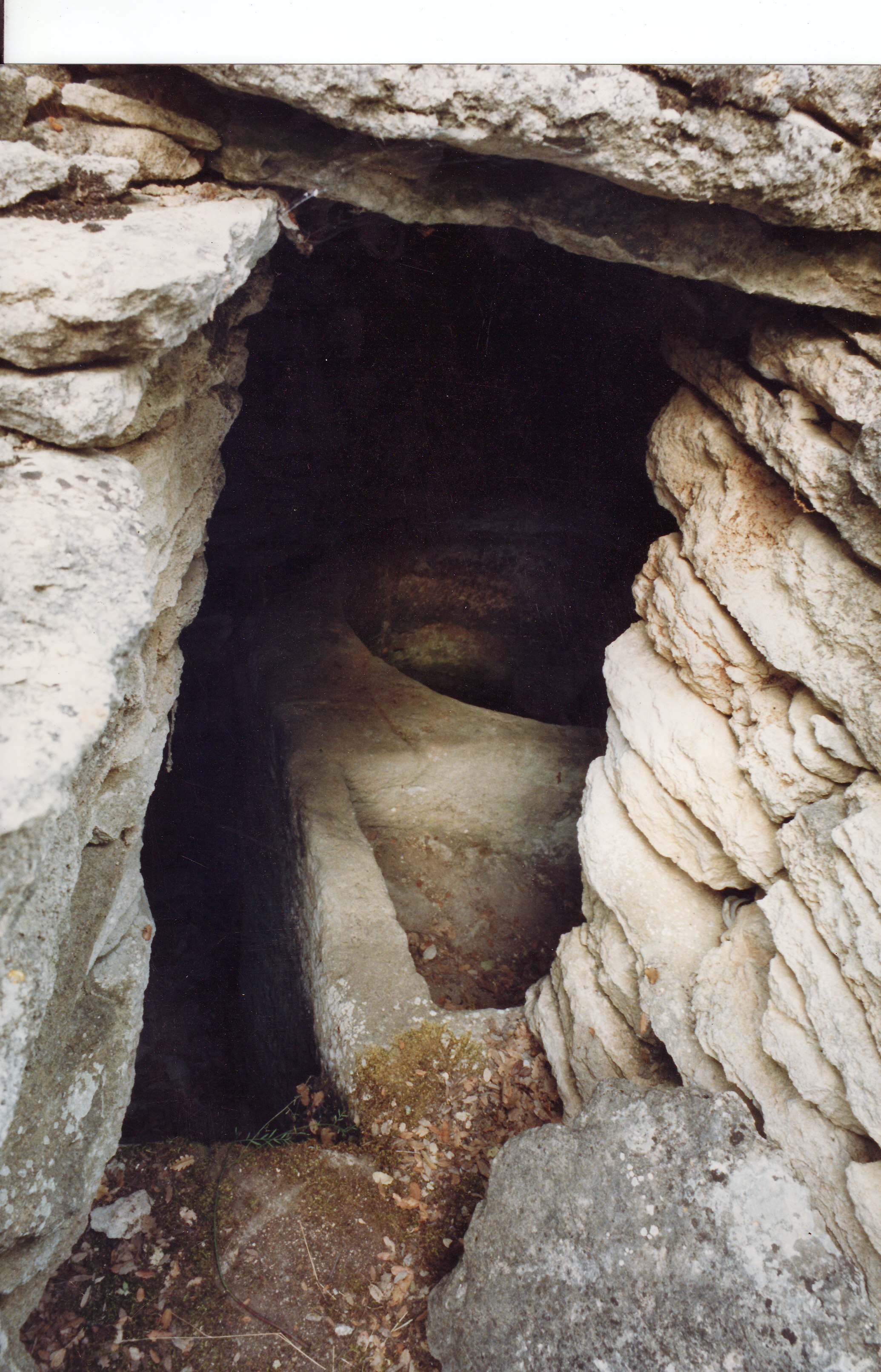
À Ménerbes, au lieu-dit les Hauts Artèmes, la borie classée 01
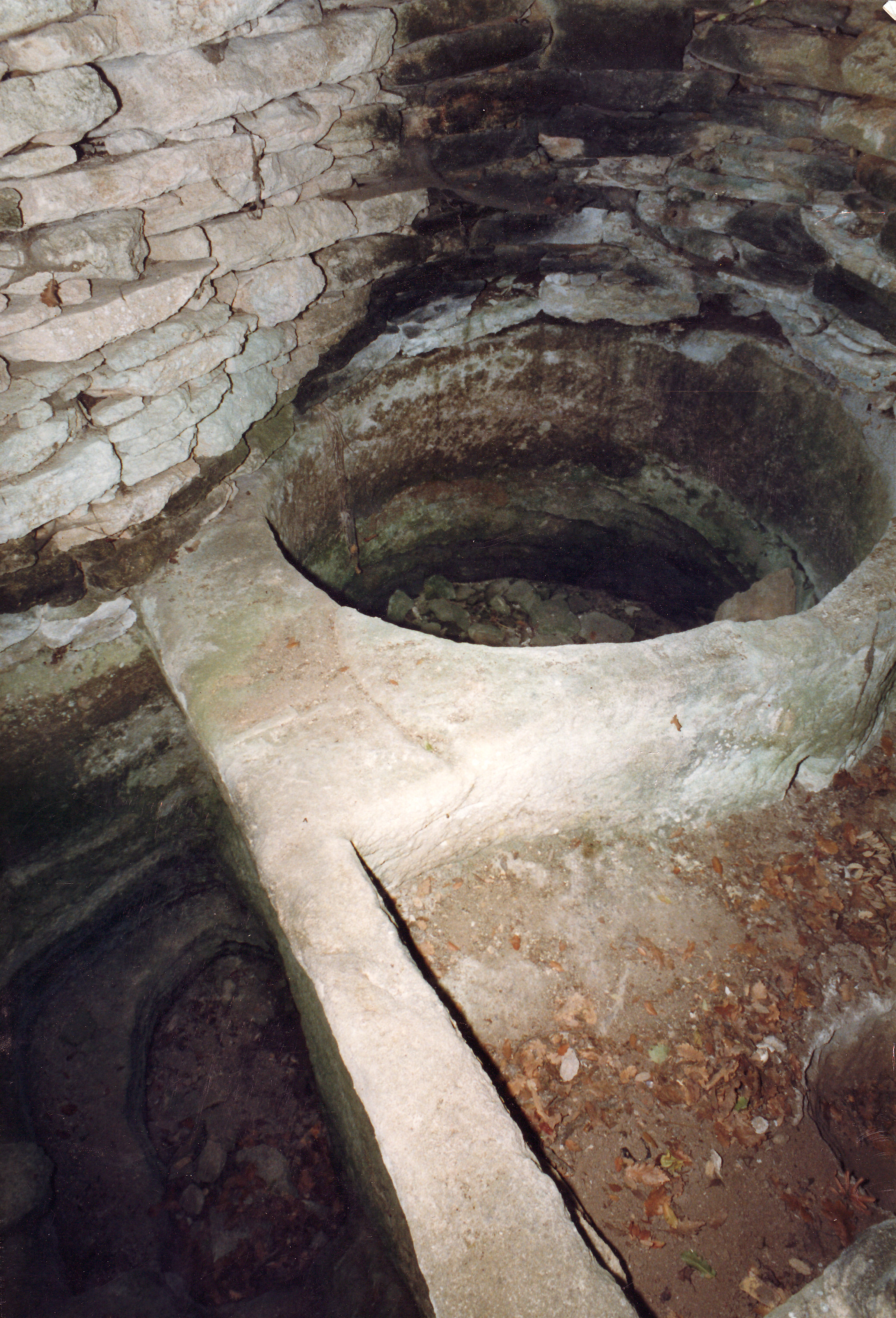
Intérieur de la borie 01 montrant le fouloir et la cuve de vinification
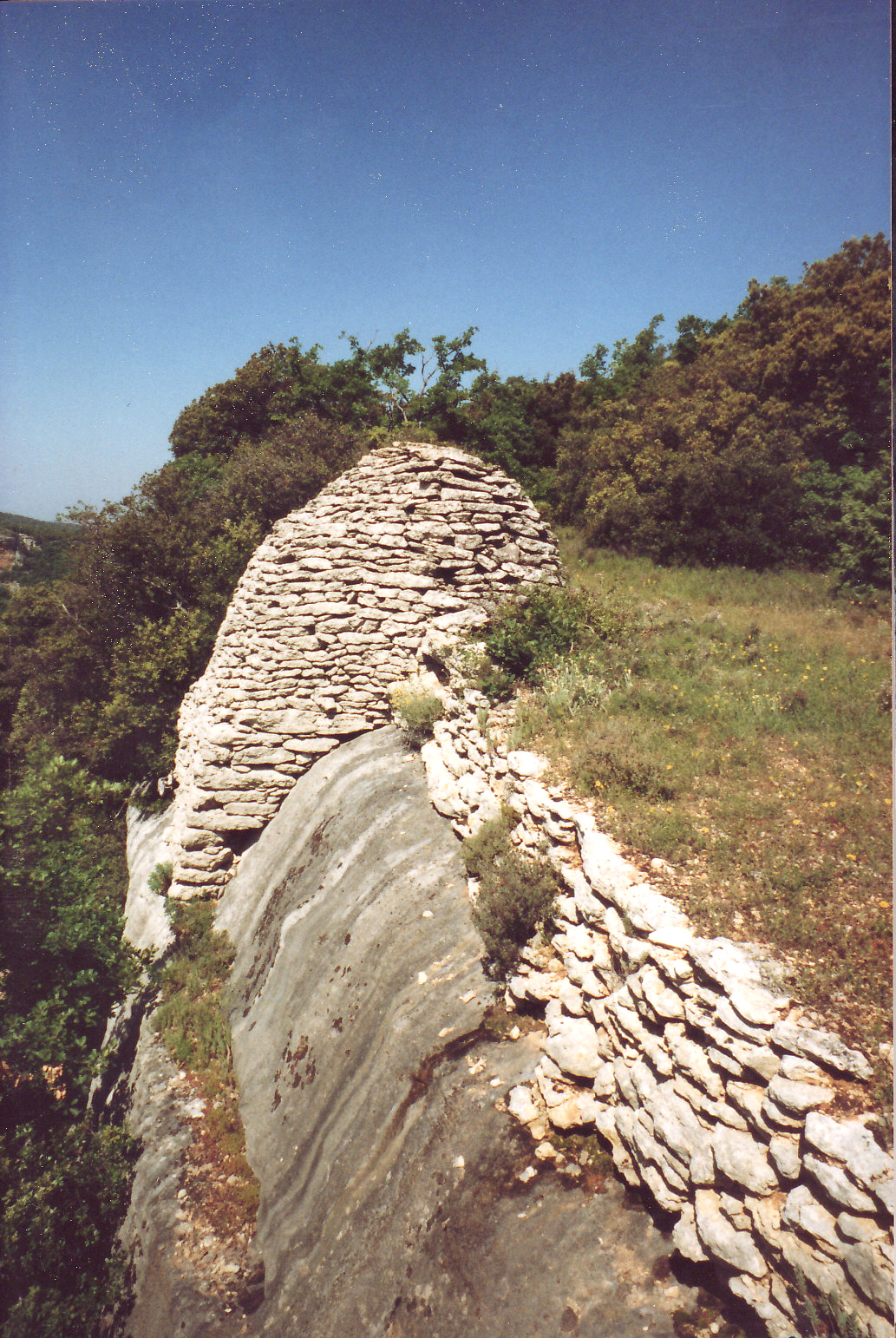
À Venasque, dans le vallon de Carroufa, au lieu-dit la Lauze, la borie classée 26
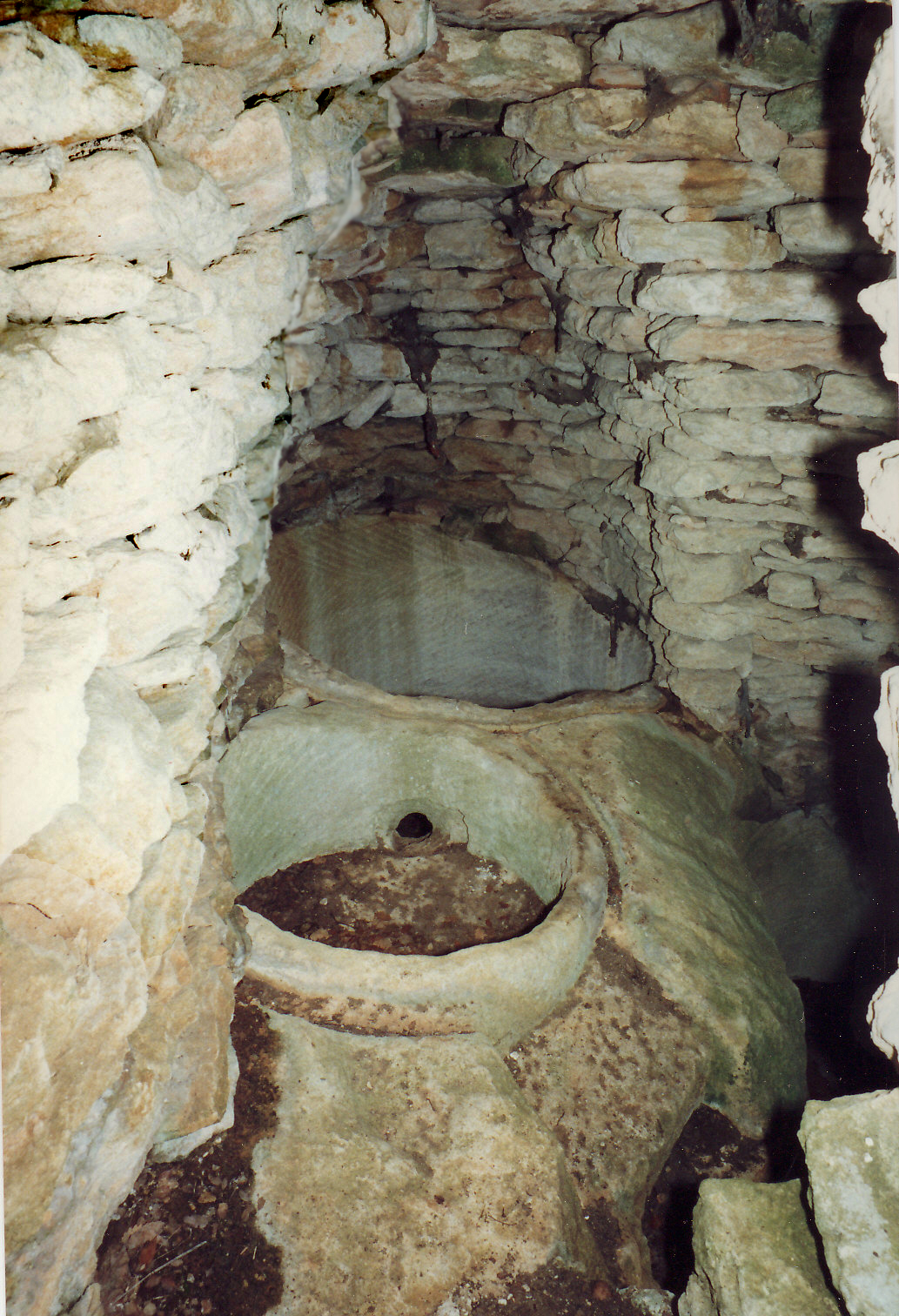
Intérieur de la borie 26 montrant le fouloir et la cuve de vinification

#### Gaule narbonnaise

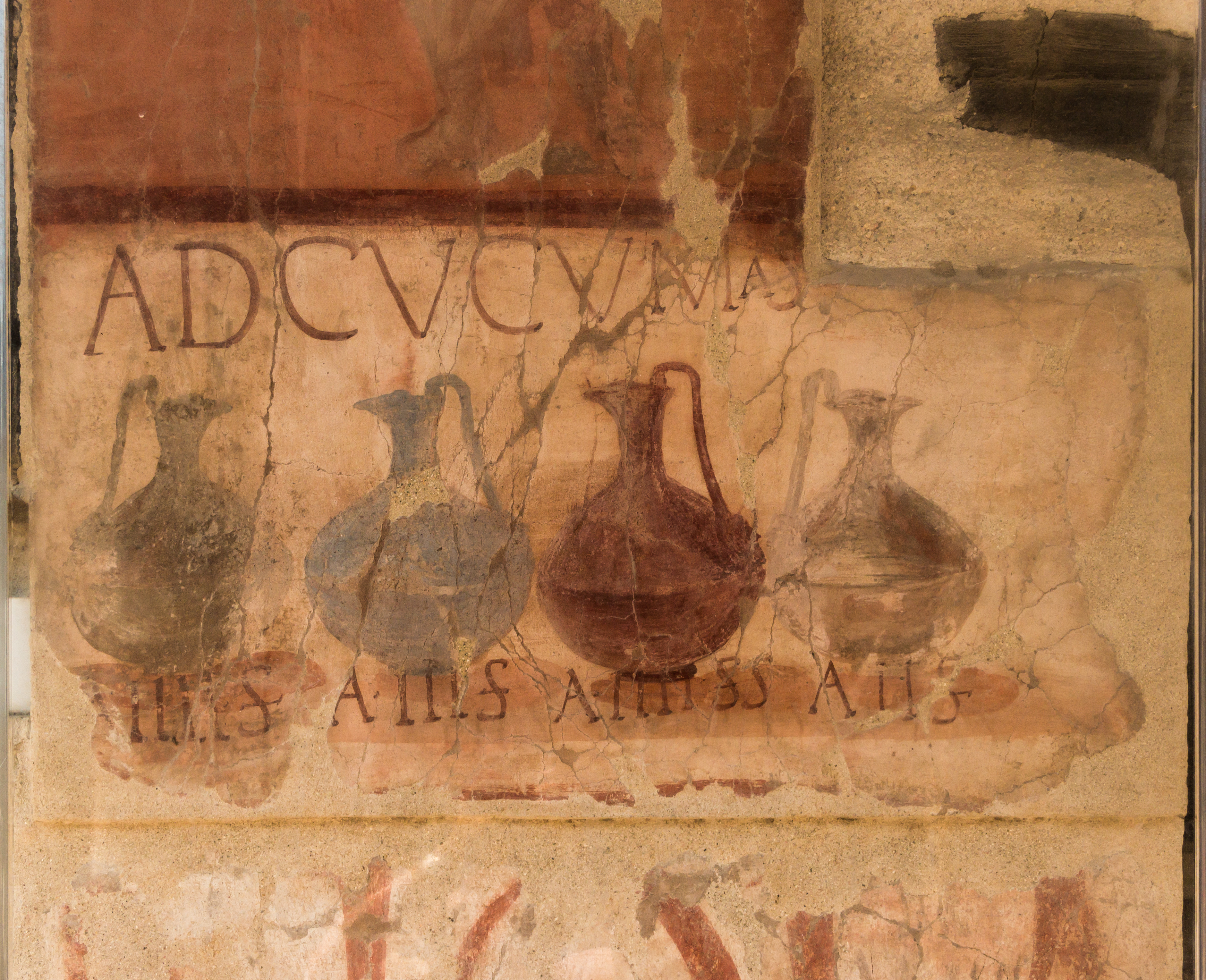
Publicité et tarifs des vins vendus « ad Cucumas », fresque murale du Ier siècle, Herculanum, Italie.

Le vin a évolué énormément durant les précédents millénaires. Les Romains avaient des vins très épicés qu'ils allongeaient à l'eau de mer. Ils ne correspondraient pas du tout aux goûts actuels. Sous la colonisation romaine, le vignoble gaulois se développa autour des deux villes de Béziers et Narbonne. L'importance de cet apport a été mis en exergue dans la cave gallo-romaine du Mas des Tourelles à Beaucaire. Cette reconstitution archéologique, unique au monde, est due à une rencontre entre Hervé Durand, propriétaire du domaine et alors président du syndicat des vignerons des Costières, et le professeur André Tchernia, spécialiste des vins de l'Antiquité romaine. Le vigneron propose dans son caveau des vins réalisés selon les indications de Pline ou Columelle (mulsum, turriculæ et carenum), la visite d'une cave gallo-romaine reconstituée à l'identique et celle du jardin romain et son lucus.

#### Péninsule ibérique
Pour la production du vin, c'est la Tarraconaise qui occupe la première place, tant par le nombre des lieux de production que par celui des amphores retrouvées. En Bétique, on produit le defrutum. En Lusitanie, la barrique (cupa) remplace l'amphore ; les barriques retrouvées (près de quatre-vingts) symbolisent par leur décor l'éternité du vin. Le commerce paraît principalement contrôlé par des négociants italiens.

### XIXeetXXesiècles
Une « crise viticole », due au phylloxéra, a fait son apparition en France dès le Second Empire, en 1863. Elle devient catastrophique dès 1875, comme une crise de sous-production. La reconstitution du vignoble produisit des résultats spectaculaires vers 1899-1900 et la surproduction agricole, remplaçant la sous-production antérieure, donnait lieu en 1907 aux troubles du Midi. Cette crise purement viticole est décrite par les économistes comme un « phénomène économique spécial qu'on ne doit pas confondre avec une crise agricole générale ».

## Typologie
Les vins sont qualifiés en général suivant plusieurs éléments : l'origine (ou terroir), pouvant aller du pays (ex. France) à un terroir précis (ex. Bordeaux, Bourgogne, etc.) ; le cépage principal (ex. merlot ou chardonnay) ou l'assemblage de plusieurs cépages (syrah, grenache, marsanne, viognier, etc.) ; la classification comme vin de pays, VDQS, AOC, etc. ; le distributeur : il peut s'agir d'une simple marque de négociant (ex. Baron de Lestac), du nom du vinificateur (ex. Louis Latour) ou du nom du récoltant (Éric Roche, La Rigodière à Saint-Julien (Rhône)) ou de la cave coopérative ; la couleur (vin blanc, rouge ou rosé) ; le millésime (ou année de récolte des raisins) et bien d'autres critères.

### Terroir
Un terroir viticole est un groupe de parcelles agricoles. Elles doivent se situer dans la même région, correspondre à un même type de sol, tant au point de vue géologique qu'orographique, avoir des conditions climatiques identiques, et ses vignes être conduites avec les mêmes techniques viticoles. Ces conditions, qui définissent un terroir, contribuent à donner un caractère unique, une « typicité » aux raisins récoltés, puis au vin qui en sera issu.
La spécificité d'un terroir est tributaire de caractéristiques locales telles que la topographie (pente et exposition), la proximité d’une rivière ou d’un plan d’eau qui vont agir pour créer des microclimats. La qualité du vin, liée au choix des cépages, en dépend. Toute variation du climat a des répercussions sur les caractéristiques du vin et est le fondement même des grands ou des petits millésimes.

### Cépage

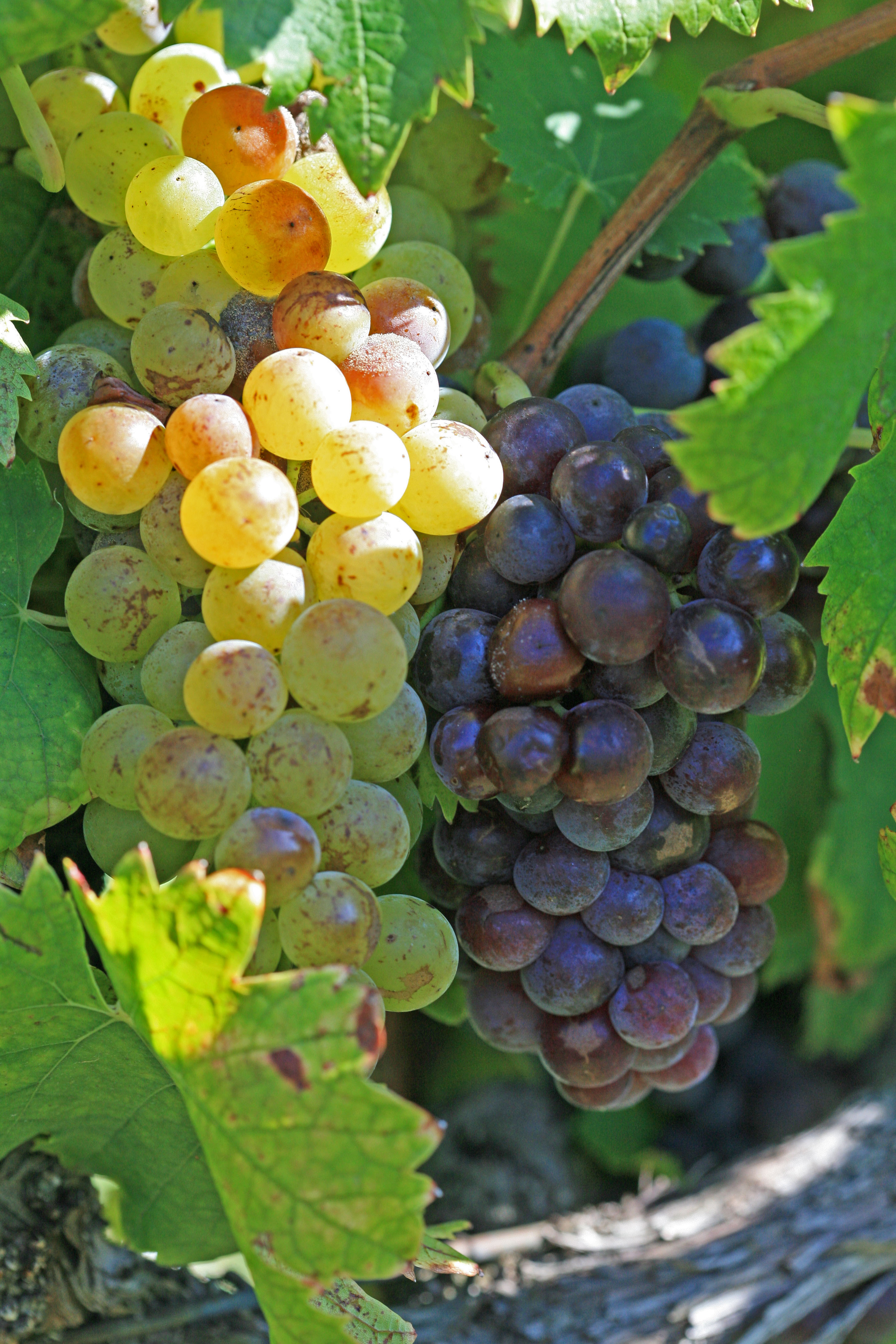
Muscat à petits grains blanc et noir portés par un même cep.

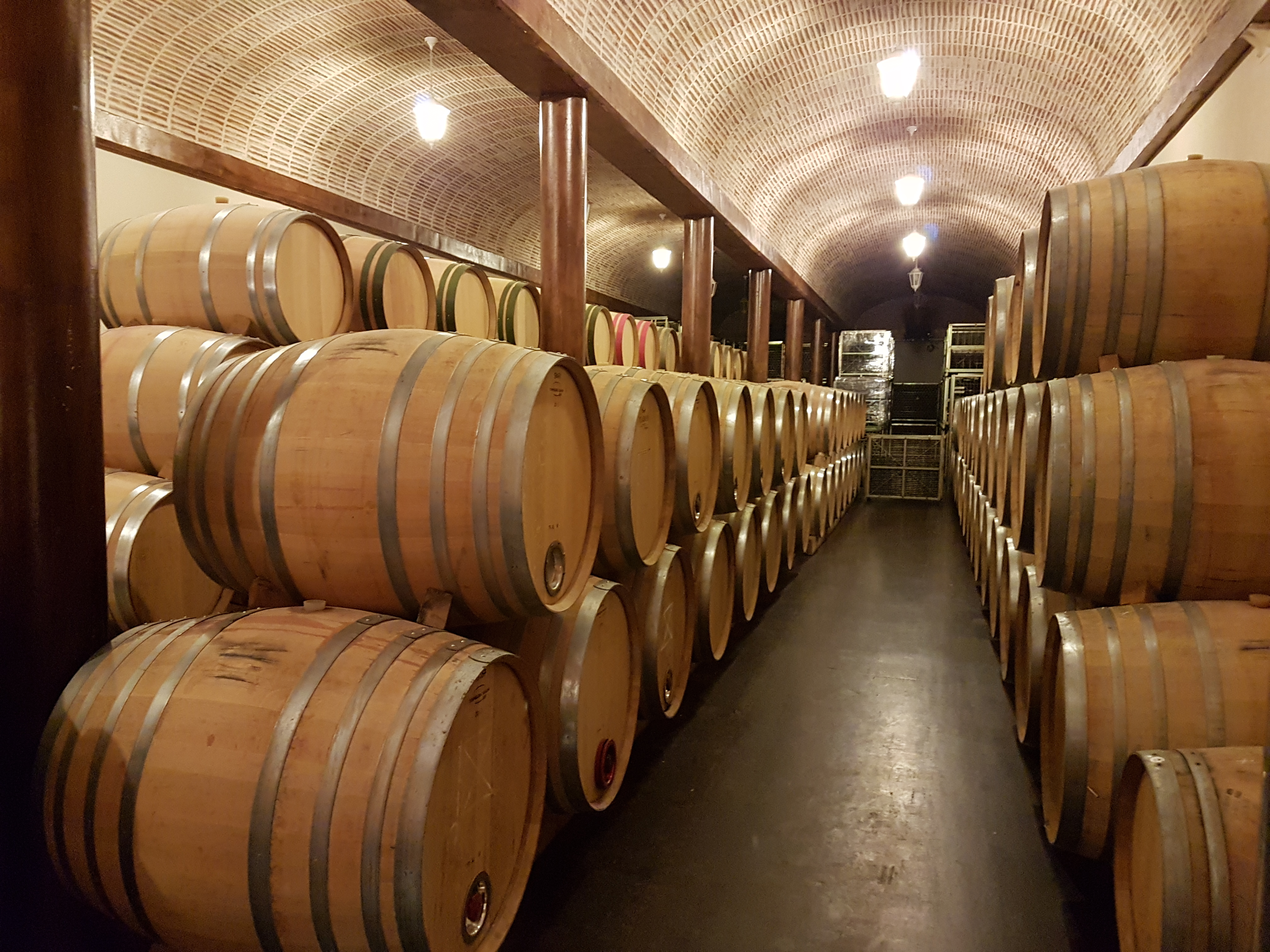
Tonneaux de vin tempranillo à la cave souterraine de Casajús, dans Ribera del Duero (DO).

Le cépage est un plant de vigne caractérisé par la forme de ses feuilles et de ses grappes. Au niveau botanique, c'est un cultivar, c'est-à-dire une variété de population composée d'individus génétiquement différents, mais qui présentent des caractéristiques proches, plutôt qu'une variété de vigne au sens botanique. Le cépage ne peut être multiplié que par voie végétative (bouture, marcottage ou greffe). La vigne est une plante qui mute très facilement, il arrive qu'un même plant produise deux raisins différents. C'est ainsi que le pinot gris et le pinot blanc sont des mutations du pinot noir.
| Cépage                   | Pays                                                            | Aire (ha) |
| ------------------------ | --------------------------------------------------------------- | --------- |
| Cabernet sauvignon N     | France, Chili, Russie, Bulgarie, États-Unis                     | 336 000   |
| Merlot N                 | France, Italie, Bulgarie, États-Unis                            | 266 000   |
| Tempranillo B            | Espagne                                                         | 231 000   |
| Airen B                  | Espagne                                                         | 218 000   |
| Chardonnay B             | France, États-Unis, Australie                                   | 210 000   |
| Syrah B                  | France, Espagne, Italie, Australie, États-Unis                  | 190 000   |
| Grenache N               | Espagne, France                                                 | 160 000   |
| Sauvignon B              | France, États-Unis, Afrique du Sud, Australie, Nouvelle-Zélande | 123 000   |
| Pinot noir B             | France, États-Unis, Allemagne, Australie, Suisse                | 112 000   |
| Ugni blanc / Trebbiano B | France, Italie                                                  | 111 000   |
| Sangiovese N             | Italie                                                          | 60 000    |
| Carignan N               | France                                                          | 50 000    |

En un quart de siècle, la restructuration du vignoble et une politique d'arrachage encouragée par l'Europe a éliminé les cépages de cuve à gros rendement en France. Parmi les variétés qui ont le plus régressé arrive en tête l'aramon (– 91 %), suivi par le grenache blanc (– 65 %), le carignan noir (– 61 %), le cinsault (– 48 %), le sémillon (– 45 %). Par contre, des cépages plus qualitatifs ont le vent en poupe au niveau européen et mondial. Parmi les variétés les plus demandées se place en première position la syrah (+ 425 %), suivie par le sauvignon (+ 231 %), le chardonnay (+ 213 %) et le merlot (+ 201 %).
En dépit de la mode de ces grands cépages internationaux, tous originaires de la France, une constatation reste évidente : « Tel cépage convient à tel sol, tel autre ne convient pas. Plantez dans le Bordelais le pinot noirien et le pinot blanc chardonnay, les deux cépages rois de Bourgogne, et vous obtiendrez des vins rouges et blancs fort quelconques. Venez en Bourgogne avec les grands cépages de Bordeaux, le résultat ne sera pas meilleur. La première leçon à retenir est donc celle qui s'exprime dans la correspondance d'un sol et d'un cépage. »

### Types de vins

#### Selon la robe
La coloration du vin permet de le classifier selon un procédé de vinification.
- Le vin rouge obtenu par la fermentation du jus de raisin au contact avec la peau. En règle générale, le raisin noir est traité en vin rouge, mais les contre-exemples sont nombreux, comme en champagne où le pinot noir (raisin noir) est traité en vin blanc.
- Le vin blanc obtenu par la fermentation du jus de raisin après en avoir retiré les marcs après pressurage. Un blanc de blanc est un vin blanc obtenu à partir de raisin blanc.
- Le vin rosé obtenu traditionnellement par le traitement en « vin blanc » de raisin noir. En raison de la récente modification de la législation européenne il pourrait être le résultat d'un mélange de vin de couleur rouge et de vin de couleur blanche.
- Le vin orange obtenu par le traitement selon les procédés du « vin rouge » avec des raisins blancs. La macération pelliculaire des raisins blancs donne une couleur orangée au vin.

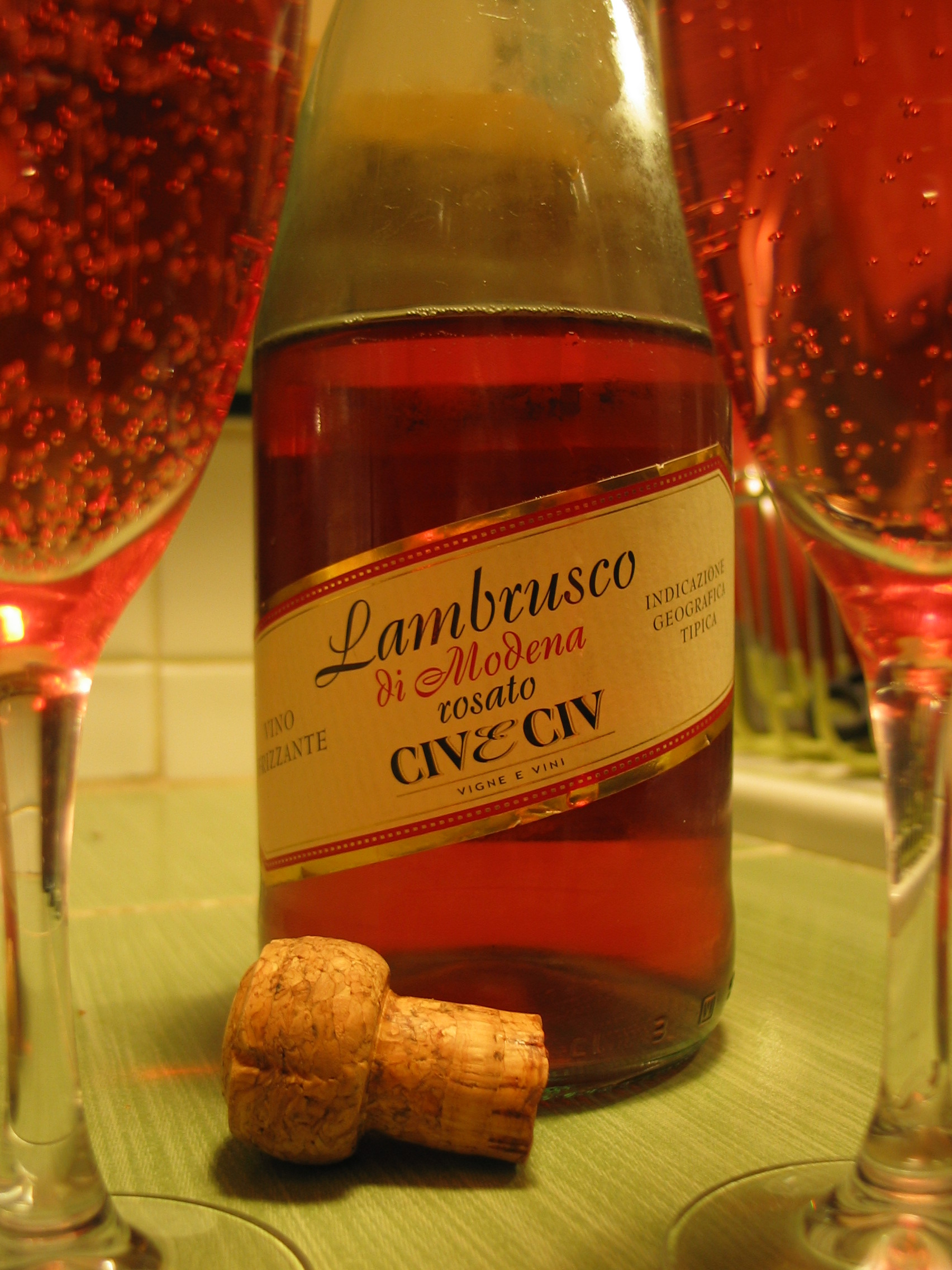
vin rosé (Lambrusco)
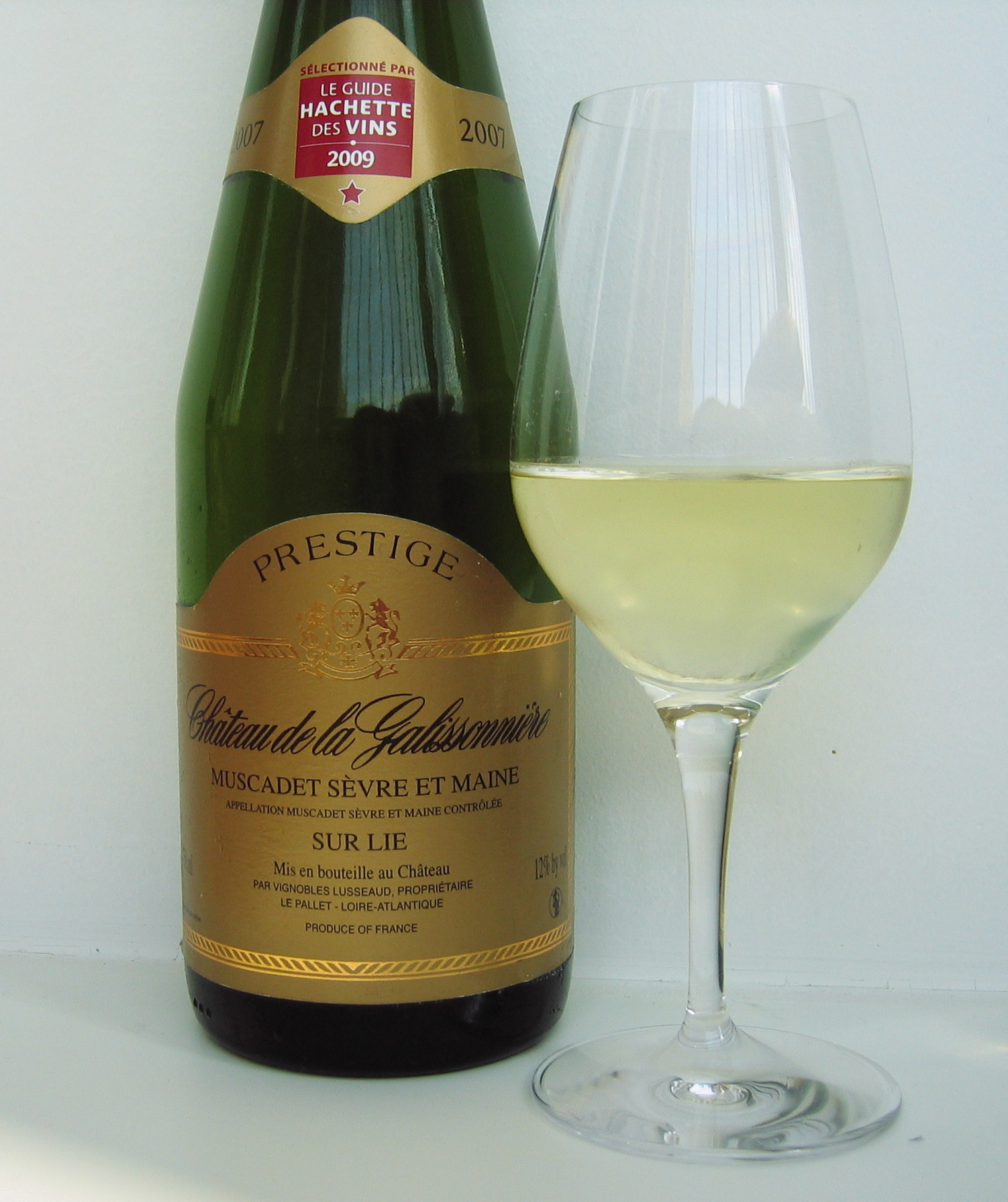
vin blanc (Muscadet de Sèvres-et-Maine)
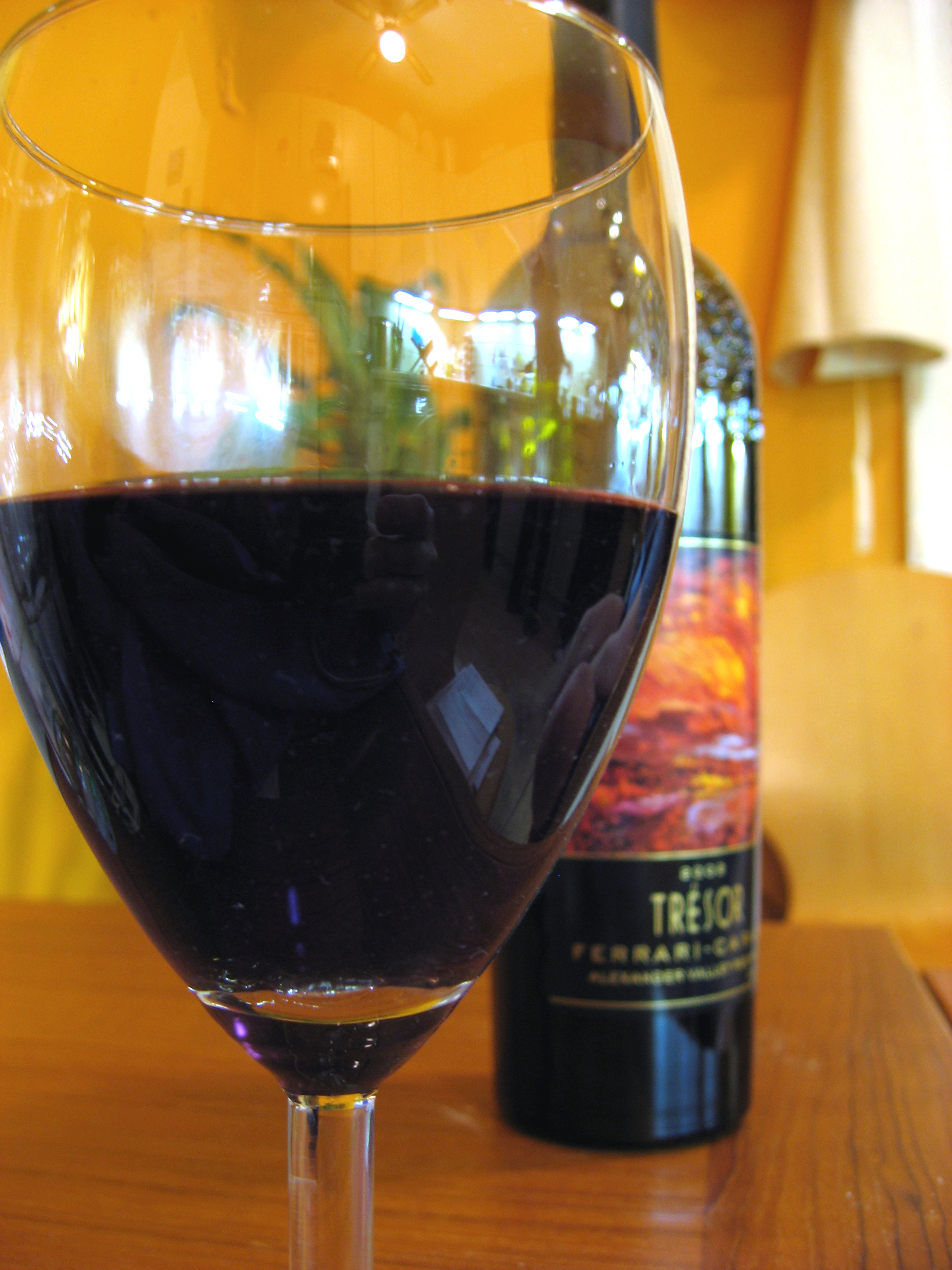
vin rouge (Californie)

#### Selon la teneur en sucre naturel (vins tranquilles)
| Teneur en sucre naturel par litre de vin              | < 2 g/L | 2 à 30 g/L | 30 à 50 g/L  | > 50 g/L | 110 g/L * |
| Equivalence en % de sucre                             | < 0,2   | 0,2 à 3,0  | de 3,0 à 5,0 | > 5,0    | 11        |
| * avec une richesse minimale en alcool acquis de 15 % |         |            |              |          |           |

#### Selon la teneur en sucre de laliqueur d'expédition(vins effervescents)
|                              | Brut nature | Extra-brut | Brut | Extra-sec | Sec     | Demi-sec |
| ---------------------------- | ----------- | ---------- | ---- | --------- | ------- | -------- |
| Sucre ajouté au dosage (g/l) | 0           | 6          | 15   | 12 à 20   | 17 à 35 | 33 à 50  |

#### Selon la pression des gaz dissous à saturation
Un vin tranquille n'a pas de présence de bulles, la quantité de dioxyde de carbone est inférieure à un gramme par litre de vin à 20 °C. La plupart des vins sont des vins tranquilles mais il arrive que le vinificateur bloque volontairement la fermentation malolactique sur des vins rosés ou blancs, d'où au débouchage la formation légère de bulles de gaz carbonique qui ajoute une fraîcheur supplémentaire à ces vins.

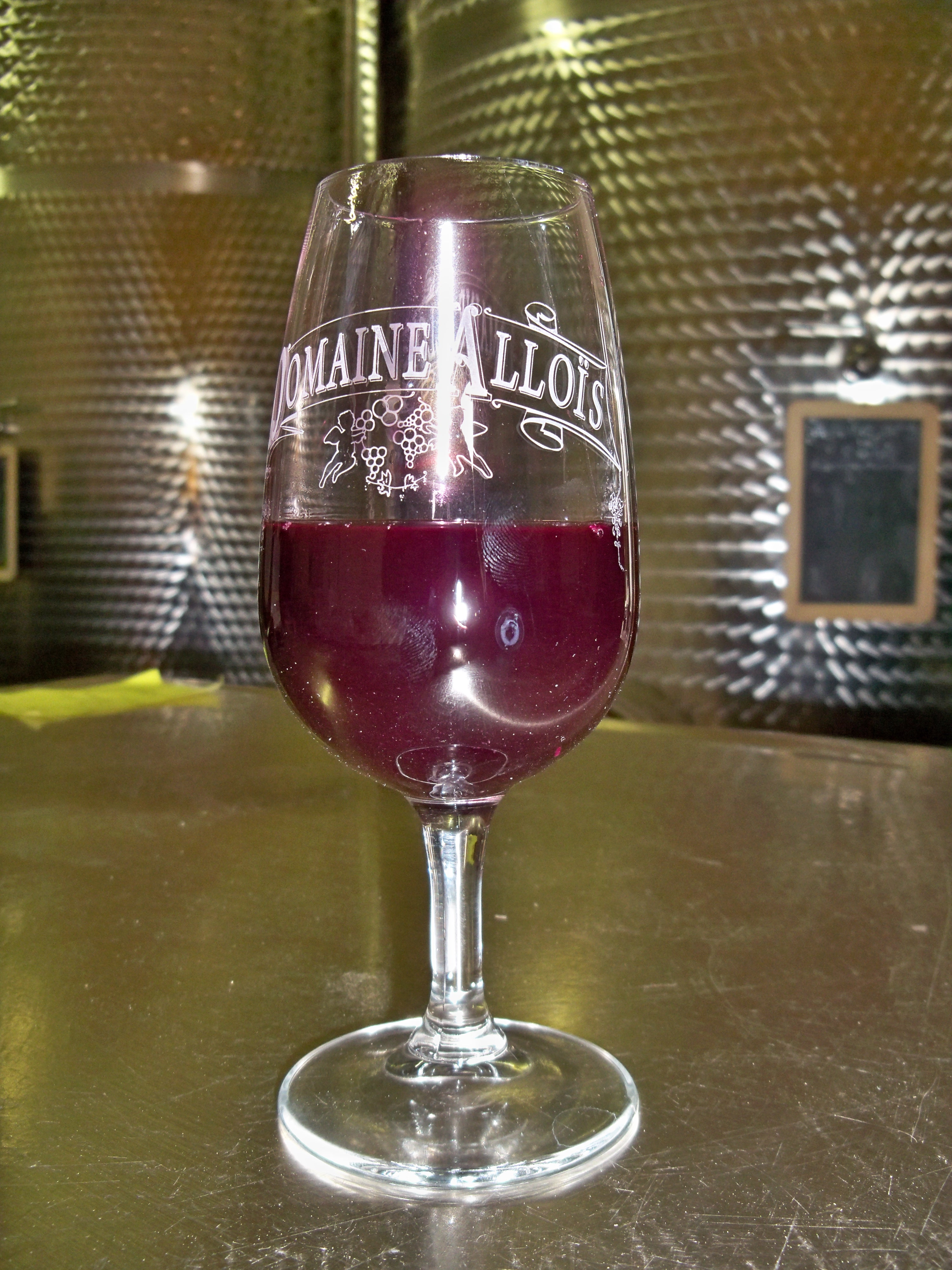
Millésime 2010, dégusté le 17 octobre
Le vin ne pourra être déclaré primeur que dans un mois

Le vin effervescent est caractérisé par la présence de bulles qui forment une mousse. On distingue dans cette catégorie le vin perlant qui contient plus d'un gramme de dioxyde de carbone par litre de vin, des bulles se forment à 20 °C lors de l'ouverture de la bouteille) ; le vin pétillant qui, à bouteille fermée et à 20 °C, subit une surpression de 1 à 2,5 bars par le dioxyde de carbone dissous et le vin mousseux qui, à bouteille fermée et à 20 °C, subit une surpression supérieure à 3 bars. Le champagne et les crémants sont des vins dits mousseux, effervescents ou pétillants.

#### Selon le vieillissement
Le vin primeur est un vin mis en vente presque immédiatement après la récolte, généralement deux mois, dès que la fermentation a eu lieu. On l'appelle aussi « vin nouveau », « vin jeune » ou « vin de l'année ». Il est tout à fait l'inverse de ce qu'est un vin de garde. De nombreux vignerons utilisent pour l'obtention de leurs vins primeurs la méthode de la macération carbonique, l'exemple le plus connu étant le beaujolais nouveau.
Un vin de garde est un vin qui peut vieillir plusieurs années en cave en se bonifiant. On distingue trois catégories de vins de garde : moyenne garde, pour un vin qui peut se conserver de 5 à 10 ans, longue garde, entre 10 et 20 ans, très longue garde, au-delà de 20 ans.

#### Autres critères
On trouve le vin de presse, le vin de goutte, le vin gris, le vin jaune, le vin de paille, le vin de montagne, le vin aromatisé, le vin mono-cépage, le vin sans alcool, le vin de marque et le vin de chaudière.
Le vin de groseilles, le vin jaune chinois, le vin de palme et le vin cuit suisse n'ont du vin que le nom, car ils ne sont pas obtenus à partir de la fermentation du moût de raisin.

### Aspects légaux: que peut-on appeler vin?
Selon sa définition légale en Europe, le vin est le produit obtenu exclusivement par la fermentation alcoolique, totale ou partielle, de raisins frais, foulés ou non, ou de moûts de raisins, les boissons alcoolisées aromatisées à base de raisins ne pouvant pas comporter cette appellation. Son titre alcoolique ne peut être inférieur à 8,5 % en volume.

### Appellations d'origine

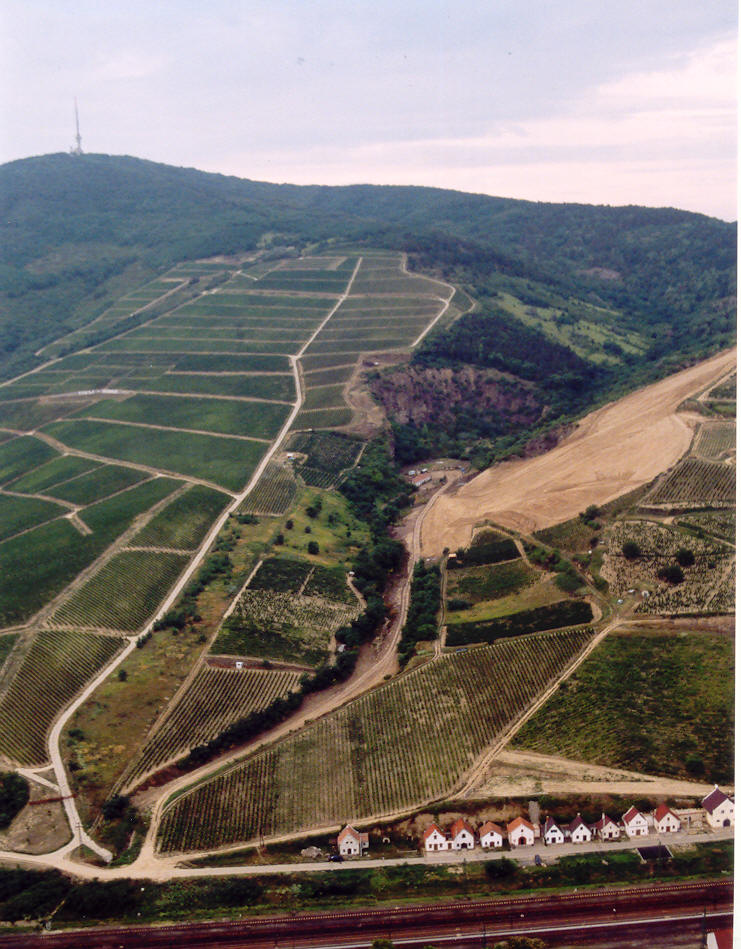
Vignoble du tokay à Hegyalja

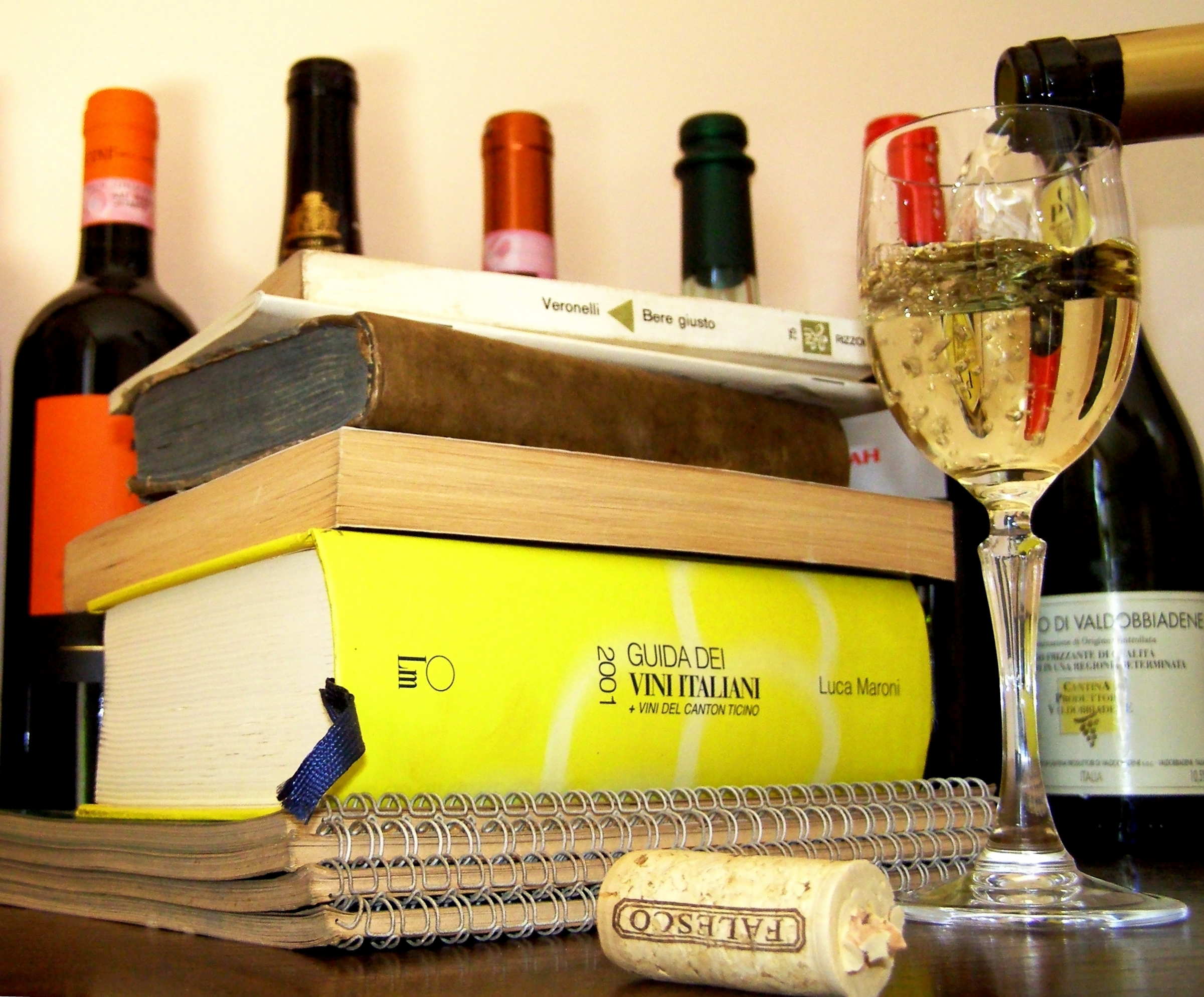
Guide du vin recensant les différentes appellations

Les terroirs vitivinicoles sont très souvent protégés par un système d'appellations qui fut d'abord établi en France par la loi du 1er août 1905 et que les autres pays ont tenté d'imiter.
Depuis 2008, la Commission européenne s'est attaquée à l'organisation commune des marchés du vin dans un esprit de libéralisation. La seconde partie, concernant la politique d'étiquetage (les appellations) et certaines pratiques œnologiques, est entrée en application en août 2009, ce qui ne va pas sans déstabiliser le marché, par exemple avec la polémique qui s'est développée au premier semestre 2009 lorsque la Commission européenne a voulu autoriser l'utilisation du terme « vin rosé » pour des vins de coupage blancs et rouges.
Pour ce qui est du vin, l'Union européenne distinguait deux appellations :
- Les vins de table : vins conformes à la réglementation et propres à la consommation. Depuis août 2009, l'appellation « vin de table » doit disparaître et prendre le nom de « vin » tout court. La plupart des opérateurs feront suivre cette mention du nom du pays dans lequel ils sont produits (par exemple « vin d'Espagne»). Toutefois, tous les vins produits, par exemple en Espagne, peuvent indiquer « Vin d'Espagne » en plus des autres mentions (type AOC…).
- Les VQPRD : Vins de qualité produits dans des régions déterminées. Depuis août 2009, ils dépendent des « indications géographiques » (par exemple gros-plant-du-pays-nantais) et doivent être plus contrôlés par une commission d'agrément.

Le classement des vins français doit aussi évoluer. L'organisme responsable du contrôle des appellations est l'INAO, sous tutelle du Ministère de l'agriculture et de la pêche. La classification française est la suivante :
- Vins de table :
  - Vin de table des pays de l'Union Européenne : le moût d'origine est un mélange provenant de différents pays de l'Union ;
  - Vin de table de France : les raisins proviennent de France exclusivement. Depuis août 2009, ils deviennent les « vins de France » ;
  - Vins de pays : sont dans la catégorie des vins de table. En France, ils sont un segment très dynamique et représentent environ 25 % de la production ; Depuis août 2009, ils peuvent utiliser l'« indication géographique » qui leur permet d'indiquer leur provenance, l'identité du terroir :
    - Vin de pays local ou « de zone », produit dans un territoire plus restreint que le département tel que le vin de pays de Cilaos
    - Vin de pays départemental : produit dans un département, comme le vin de pays de l'Aude ;
    - Vin de pays régional : produit dans une « région » au sens non administratif, comme les vins de pays Portes de Méditerranée
- VQPRD :
  - AOVDQS : Appellation d'Origine Vin Délimité de Qualité Supérieure. Souvent un tremplin vers l'AOC. (n'existe plus depuis le 1er janvier 2012)
  - AOC : Appellation d'Origine Contrôlée, provenant d'un territoire plus ou moins vaste :
    - AOC communale (comme les AOC chablis, margaux, l'étoile, cassis…)
    - AOC régionale (comme les AOC grignan-les-adhémar, côtes du forez, médoc…)
    - AOC régionale (comme les AOC Bordeaux, Bourgogne, Alsace, Beaujolais…)

Il y a en plus, chez les AOC, un système interne qui distingue entre crus, premiers crus, grands crus ou autres désignations, mais il diffère selon la région. Les bourgognes connaissent par exemple des premiers crus et ensuite des grands crus. Chez les bordeaux, la classification officielle des vins de Bordeaux de 1855 a été conservée et une liste différente d'échelons et de catégories a été établie.
Pour être reconnue, une appellation doit remplir des critères et des restrictions : limitation de la production ou du territoire, identité régionale liée au climat, aux cépages ou au sol, limitation de la teneur en sucre arrivé à un certain degré alcoométrique etc. Le seul critère pour les vins de table est d'être aptes à la consommation. Quand elle remplit ces critères, une appellation qui a été demandée par les producteurs régionaux est alors établie par arrêté ou par décret par la réunion des comités régionaux de l'INAO. L'officialisation de l'appellation est alors publiée dans le Journal officiel de la République française.

### Millésime
C'est l'année de récolte des raisins ayant servi à produire un vin. Le millésime, qui exprime les conditions climatologiques de l'année, est un repère important pour apprécier la qualité d'un vin. Il est généralement indiqué sur l'étiquette apposée sur la bouteille, sauf pour les vins de qualité courante. Cependant, le champagne est le seul vin d'assemblage (assemblage de vins issus d'années différentes) autorisé en France et ne possédant pas de millésime ; si l'assemblage est obtenu à partir de vins de la même année de récolte, il s'agira alors d'un champagne millésimé, issu d'une année exceptionnelle.
Lors de certaines années médiocres, lorsque la qualité n'est pas jugée suffisante, certains producteurs de crus prestigieux déclassent partiellement ou complètement leur récolte.
Depuis quelques années, le CENBG (Centre d'Étude Nucléaire de Bordeaux-Gradignan), laboratoire de physique nucléaire, collabore avec la répression de fraudes de Bordeaux afin de dater les vins. En effet, le CENBG utilise une méthode non destructive permettant de savoir si les vins datent d'avant ou d'après la seconde guerre mondiale. Il s'agit de placer la bouteille dans un spectromètre gamma (à base de cristaux de germanium très haute pureté HPGe), et de regarder s'il y a ou non présence du césium 137, isotope radioactif produit par les bombes, qui n'est pas présent naturellement. De nombreuses fraudes ont été détectées par cette méthode, très fiable.

### Autres vins

#### Vins du Nouveau Monde

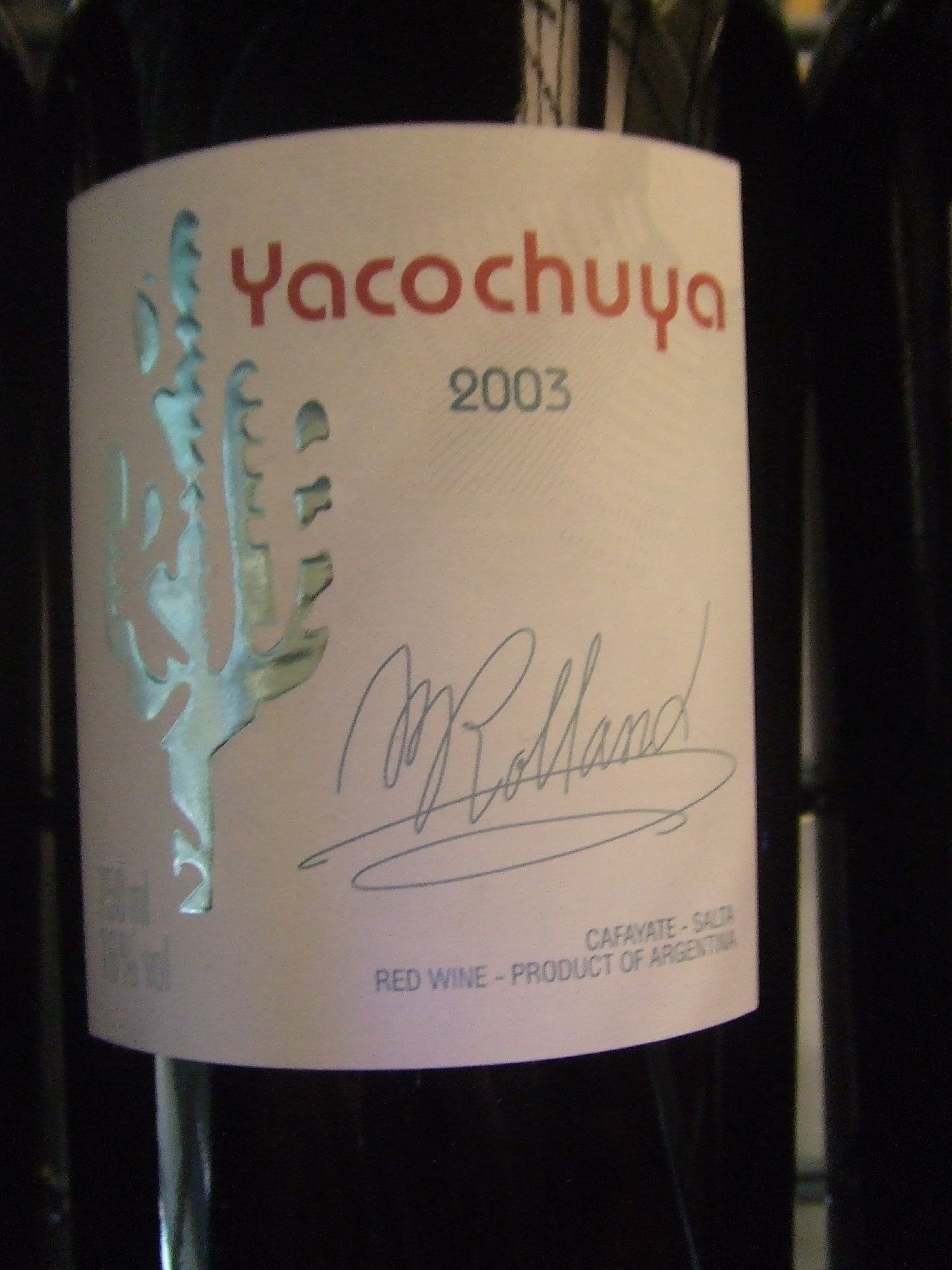
Vin Yacocuya réalisés à Cafayate (Argentine) par Michel Rolland

Les vins du Nouveau Monde sont trop variés et hétérogènes pour être classés dans une seule catégorie. La production de vin à base de raisin est une activité ancestrale dans plusieurs anciennes colonies de pays occidentaux (Espagne, Empire britannique), mais aussi au Mexique, aux États-Unis, au Québec, en Argentine, en Afrique du Sud ou en Australie. Les premières expériences viticoles et vinicoles remontent souvent à plus de deux cents ans. Depuis les années 1950, d'énormes progrès ont été réalisés dans de nombreux domaines et entreprises du Nouveau Monde, notamment en Californie, au Chili et en Australie. Certains domaines se tournent vers la qualité, les faibles rendements, un usage plus important du potentiel de chaque terroir.
Les producteurs, négociants et agents commerciaux californiens donnent naissance entre les années 1950 et les années 1970 à la catégorie des « vins de cépage ». L'historien et sociologue Julien Lefour a étudié ce changement économique et culturel, les résultats ont été publiés dans un article universitaire. D'autres spécialistes du vin comme le géographe Jean-Robert Pitte, la sociologue Marie-France Garcia-Parpet, les critiques et journalistes anglais Hugh Johnson, allemand André Dominé ou américain Frank Schoonmaker étudient depuis longtemps ce changement et ses conséquences économiques, culturelles ou gustatives.
Ces vins paraissent nouveaux aux consommateurs français, dont le marché a tardé à s'ouvrir, mais ne le sont pas pour ceux du reste du monde. Les vins du Chili, d'Argentine et d'Afrique du Sud étaient consommés dans de nombreux pays du continent européen depuis très longtemps, notamment en Suisse ou au Royaume-Uni.
Autrefois en France, le vin acquérait en général sa personnalité des cépages utilisés, des terroirs sur lesquels les vignes poussaient, des microclimats dont ils profitaient, du savoir-faire du vigneron qui le cultivait, le vinifiait et l'élevait, et même de la qualité de la cave ou celle des tonneaux de chêne. Entre le XVIIIe siècle et le milieu du XXe siècle, le vin a été l'objet de nombreuses fraudes et trafics. Plus tardivement que la bière (1780-1880), il devint aussi une boisson industrielle, obéissant à des processus techniques, scientifiques et économiques rationalisés et contrôlés. Les volumes de production furent augmentés, notamment dans le Sud-Est de la France, en Espagne, en Italie et en Algérie, afin de satisfaire les besoins de la population européenne des années 1950 aux années 1970.
À partir des années 1980, des crises de surproduction se multiplient, mettant en danger la stabilité de la viticulture européenne, surtout française, mal organisée, mal adaptée, voire passéiste, par rapport aux viticultures dynamiques des nouveaux pays producteurs (Californie, Australie, Chili), tournés plutôt vers leurs marchés intérieurs (Californie, Argentine) ou plutôt vers l'exportation (Chili, Australie).
Aujourd'hui, le vin s'ouvre à de nouveaux territoires à travers le monde et conquiert de nouveaux consommateurs (Japon, Chine, Inde, Russie, Pologne, Brésil, Venezuela). Pour plaire et rassurer, une partie de ces nouveaux vins doivent être, quelle que soit la bouteille, assez identiques d'apparence et de goût, être reconnus et surtout ne pas créer de surprise aux consommateurs [réf. nécessaire]. Les vignerons qui suivent cette logique cherchent à obtenir un produit standardisé [réf. nécessaire] dans lequel tous les composants se fondent dans un goût plaisant et neutre. La mode étant au goût de bois neuf, certains vont même jusqu'à rajouter des copeaux de chêne dans leurs cuves. André Tchernia, en tant qu'historien du vin et des différentes façons dont il a été vinifié à travers les âges, souligne :

« D'ailleurs, les vins actuels - quoiqu'on le dise rarement sous cette forme - sont pour la plupart aromatisés au bois de chêne grâce à leur séjour en tonneaux. Certains vignerons se sont même mis, depuis quelque temps à y faire tremper des copeaux de bois afin d'accélérer le processus et cette pratique trouve des défenseurs. »

De plus, tous les vins d'une même appellation sont vinifiés ensemble. Les caractères particuliers doivent être cassés et les différences abolies pour que le vin corresponde au goût défini à l'avance. On passe alors d'une identité de terroir à une identité collective et, pour simplifier le processus, le nouveau vin n'est souvent produit, dans un premier temps, qu'avec un seul cépage[réf. nécessaire]. Ceci n'empêche pas certains vins du monde d'être d'une excellente qualité, qui n'a fait que croître ces dernières années, et ils peuvent réellement refléter un terroir, comme les syrahs australiennes de la Barossa Valley ou les malbecs argentins. Mais la plus importante réaction à cette uniformisation vient des États-Unis où des wineries ont redécouvert l'importance du terroir et vinifient en assemblage syrah, mourvèdre, grenache et zinfandel.

#### Vin biologique, biodynamique et vin naturel

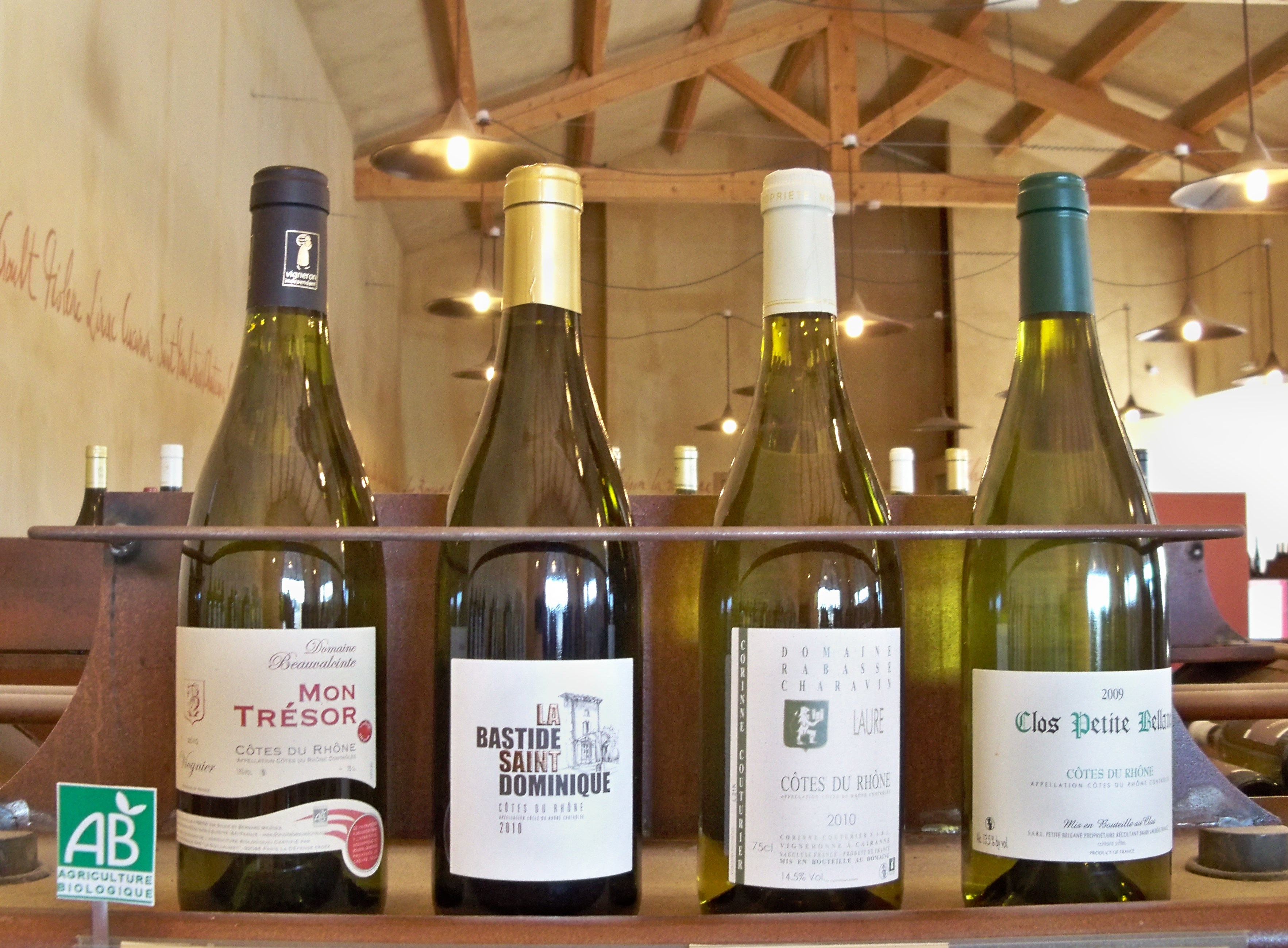
AOC côtes-du-rhône label AB.

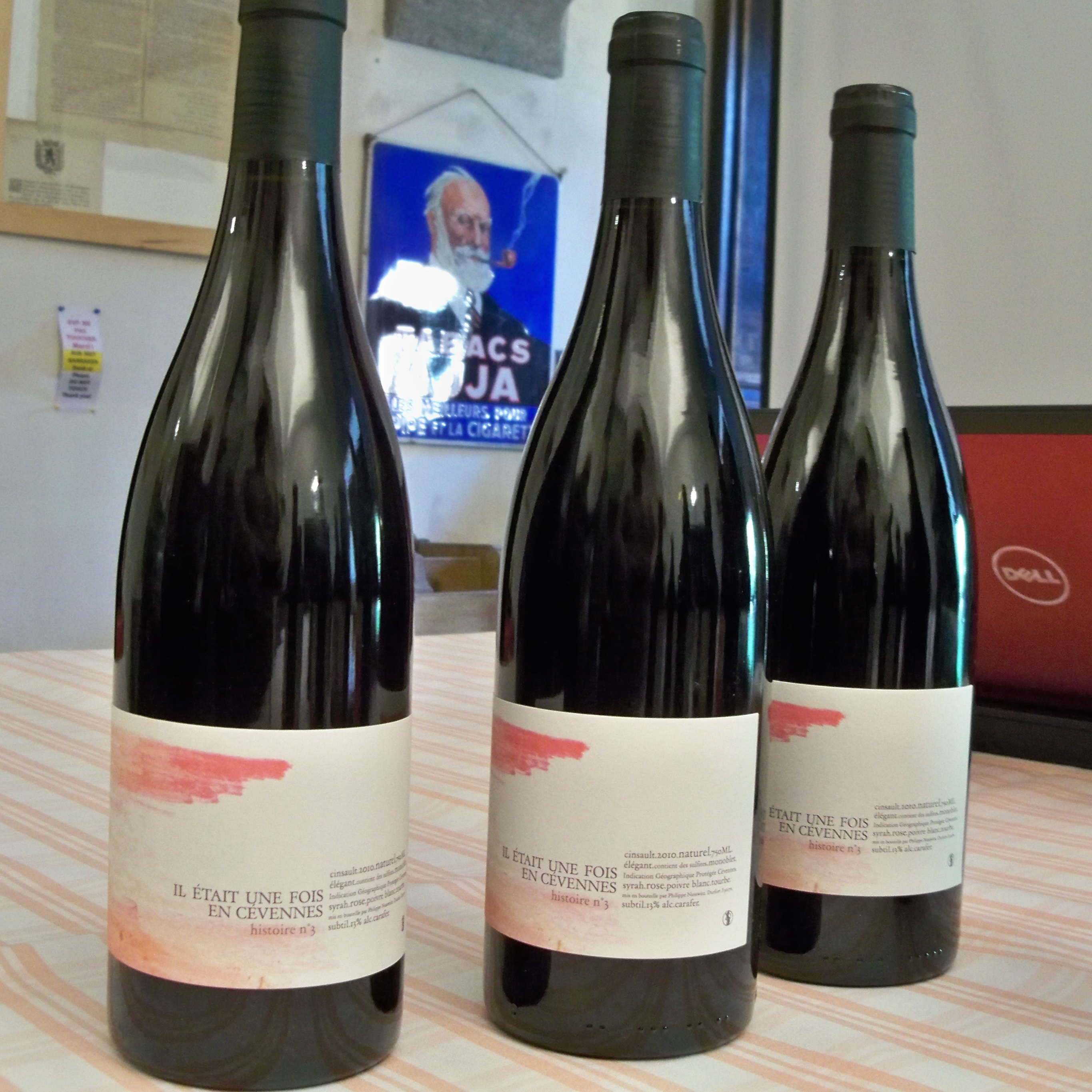
Vin de pays IGP Cévennes de Philippe Nusswitz, meilleur sommelier de France en 1986, vigneron produisant des vins naturels

Le vin peut se différencier par un label. Ses promoteurs avancent deux avantages du vin « bio » (issu de l'agriculture biologique) en termes de goût. Premièrement, selon eux, « La vigne bio est plus robuste, elle s'ancre profondément vers la roche mère, celle qui, précisément, donne son goût à tous les crus ». Deuxièmement, le raisin est « cueilli à maturité, souvent à la main et (ce) qui est la base indispensable d'une vinification la plus naturelle possible (respect des levures endogènes propres aux raisins, peu de soufre, pas d'additifs ».
Le vin « biologique » est certifié par un organisme indépendant. Mais jusqu'au RCE 203-2012, cette certification ne concernait pas la vinification, durant laquelle divers intrants peuvent être utilisés. Les vignerons produisant du vin naturel critiquent ce dernier aspect. Ils n'ajoutent aucun produit de la vigne à la vinification obtenant ainsi un vin sans aucun intrants exogène, le seul vin consommable par les allergiques au soufre ou au gluten. Dans sa « Charte d'approche d'élaboration des vins « nature » », l'Association des vins naturels recommande la certification « bio ».

## Viticulture
Dans son acception initiale, le néologisme viniculture désigne l'ensemble des activités consacrées à la production de vin, en incluant la viticulture. Cette dernière étant une activité purement agricole ayant pour finalité la production générale de raisin, la viniculture tend à ne désigner stricto sensu que l'ensemble des opérations d'élaboration du vin ainsi que des produits procédant de ce dernier et du marc de raisin dit de cuve ou de vin. Dès lors, la viniculture relève de l'Industrie agroalimentaire, ses opérations constitutives (en particulier la vinification) étant postérieures à la vendange ou éventuellement au passerillage, jusqu'au conditionnement du produit fini.
Le secteur vitivinicole se sépare en deux professions : les vignerons indépendants (représentés en France par les Vignerons Indépendants de France) qui assurent la production de leur vin, du cep de vigne à la mise en bouteille, en passant par la vinification et qui constitue la branche artisanale, et les viticulteurs coopérateurs qui n'effectuent pas la vinification. La majeure partie de la commercialisation en France passe par les « négociants » et « négociants manipulateurs » qui achètent du moût de raisin, voire du raisin frais et assurent la vinification eux-mêmes.

### Vin et climat
Le changement climatique modifie le cycle de croissance de la vigne et notamment la maturité des raisins. Il en découle une modification importante des vinifications et des vins produits dans la majorité des régions viticoles. Les vins ne correspondent alors plus à ceux qui ont pu être produits auparavant, et met en péril la typicité des appellations. Les instituts de recherche mènent de nombreuses études et mettent en garde sur le sujet, tel que l'INRA ou les chambres d'agriculture,,.
Certaines régions peuvent voir leurs qualités pour la viticulture être anéanties, tandis que de nouvelles régions jusque là au climat défavorable peuvent se lancer dans la production de vin,.

## Vendange
Relevant de la viticulture, la vendange est la période cruciale de l’élaboration des vins et les conditions dans lesquelles elle se déroule sont des facteurs primordiaux dans la qualité des vins. Un vigneron pour son domaine, un maître de chai pour sa cave orchestrent la planification des différentes parcelles de vignes à vendanger en fonction de la maturité du raisin.
Ce niveau d’exigence passe d'abord par la méthode de cueillette employée (récolte manuelle ou mécanique). Mais surtout par le rythme des apports vers le lieu de vinification. Une bonne vendange se doit de commencer au petit matin. « La fraîcheur matinale permet de conserver tout le potentiel aromatique des raisins. Puis, il faut rapidement les acheminer au pressurage afin d’éviter les phénomènes d’oxydation causant des dommages irrémédiables ».

### Variation décennale des dates
Très bien documentées, les dates des vendanges, en différents lieux, tant en France qu'en Europe changent avec les évolutions du climat, avec, ces cinquante dernières années, en France, en plusieurs grands vignobles (Rhône, Bourgogne, Bordelais) un décalage de près d'un mois plus tôt (début octobre dans les années 1950, début septembre depuis la décennie 2000) avec en prime une augmentation du degré alcoolique.

### Variation séculaire des dates
Il semble que ce soit l'historien Emmanuel Le Roy Ladurie, dans son Histoire du Climat depuis l'An Mil (1967, mis à jour en 1983) qui redonne une grande visibilité aux vendanges comme thermomètre indirect pour des périodes plus lointaines.
Un soin méticuleux a été apporté aux bans éventuels, par exemple liés à des habitudes locales, des coutumes, des effets de cépages… Ces résultats sont aussi corrélés aux dates de récoltes d'autres plantations, notamment les céréales.
Il est à souligner, qu'en fonction du réchauffement climatique, la date de début des vendanges a avancé d'un mois en cinquante ans. À la précocité des vendanges se sont ajoutés d'autres phénomènes. Les vignes produisent plus (certains[Qui ?] disent trop), les vins sont plus alcoolisés (les mêmes ou d'autres disent trop). Ces éléments défavorables sont contrebalancés par une maturation des raisins qui se fait mieux et l'amélioration constante de la qualité des millésimes.
Cette hausse de la qualité n'est pas pourtant sans inquiétude : crainte de la baisse de la typicité des crus, déficit en acidité et le vieillissement prématuré des vins. Plus précisément l’augmentation des températures, jointe à celle de la teneur en CO2 dans l'atmosphère, ont une influence certaine sur les flores microbiennes et mycologiques de la vigne. De plus le réchauffement climatique est responsable de la remontée vers le nord de certains parasites et maladies dans des vignobles qui en étaient jusqu'à présent exempts et pourrait à terme déplacer les zones propices à la culture du vin, comme l'attestent les nouvelles plantations expérimentales qui voient le jour en Bretagne,, avec des cépages résistants comme le Malbec, le Chenin ou le Chasselas (cépage).
Cette évolution du climat, composante importante d'un terroir viticole, influence dès à présent « le choix des cépages, le mode de conduite et les conditions de maturation ». Des études ont permis de cerner les évolutions des dates de vendange actuelles. Elles complètent les travaux des historiens qui ont étudié la variabilité du ban de vendange au cours des cinq derniers siècles. La précocité observée depuis la fin des années 1980 est de 10 à 20 jours comparativement au milieu du XXe siècle. Joël Richard indique que « Un travail de modélisation des dates de vendange, en fonction des températures journalières moyenne ou maximale souligne une variation d'environ 10 jours pour un réchauffement de 1 °C », ce qui permet de cerner l'influence de cette évolution sur la viticulture en fonction des scénarios climatiques.

## Viniculture
La viniculture concerne l'ensemble des opérations d'élaboration du vin ainsi que des produits procédant de ce dernier et du marc de raisin dit de cuve ou de vin : vin doux naturel, eau-de-vie de vin, eau-de-vie de marc, vin de liqueur, vinaigre de vin… Les opérations constitutives de la viniculture sont postérieures à la vendange ou éventuellement au passerillage et s'échelonnent jusqu'au conditionnement du produit fini.

### Vinification
La vinification est une étape essentielle de la viniculture qui succède au pressurage ou au foulage d'après-vendange, ces opérations pouvant se dérouler aussi lors de la vinification. Elle est généralement complétée d'un élevage du vin. S'effectuant dans un chai, la vinification consiste à transformer le moût de raisin en un type précis de vin doté de caractéristiques organoleptiques spécifiques. Sa phase principale est la cuvaison, lors de laquelle le moût subit une fermentation alcoolique produisant du vin.

#### Vinification en rouge
La vinification en rouge consiste à faire un pressurage après que la fermentation a commencé. Pendant toute cette phase, le moût est en contact avec les matières solides de la vendange. Celles-ci sont très riches en tanins, matières colorantes, odorantes, minérales et azotées. Ces substances vont alors se dissoudre plus ou moins dans le moût et se retrouver dans le vin.
C'est la cuvaison pendant laquelle les sucres se transforment en alcool (fermentation alcoolique) et le jus se voit enrichi par les composants du moût. Plus la macération est longue, plus la coloration du vin sera intense. Se dissolvent également les tanins, leur taux sera aussi fonction du temps de la cuvaison. Plus elle sera longue, plus les vins seront aptes à vieillir. Durant cette phase, se produit une forte élévation de la température. Celle-ci est de plus en plus contrôlée par la technique de maîtrise des températures. S'ensuit alors la phase de fermentation malolactique, essentielle dans l’élaboration du vin rouge, l’acide malique devient acide lactique qui est beaucoup plus doux et moins acide en bouche.

#### Vinification en blanc
Dans la vinification en blanc la fermentation se déroule en dehors de tout contact avec les parties solides de la vendange (pépins, peaux du raisin, rafles). Ce qui explique que l'on peut faire indifféremment du blanc à partir de cépages blancs et rouges. C'est le cas du Champagne. Le but de cette vinification est de faire ressortir le maximum des arômes contenus d'abord dans le raisin, ensuite en cours de fermentation, enfin lors du vieillissement.
L'extraction du jus et sa séparation des parties solides peuvent être précédés par un éraflage, un foulage et un égouttage, pour passer ensuite au pressurage. Mais ces phases sont évitées par nombre de vinificateurs pour éviter l'augmentation des bourbes. Le choix se porte sur une extraction progressive du jus puis un débourbage qui permet d'éliminer toutes particules en suspension. Là aussi, encore plus que pour une vinification en rouge, s'impose la maîtrise des températures lors de la fermentation alcoolique. Elle se déroule entre 18 et 20 °C et dure entre 8 et 30 jours selon le type de vin désiré.

#### Vinification en rosé
La vinification en rosé se produit par macération, limitée dans le temps, de cépages à pellicule noire avec possible ajout de cépages blancs. Le vin rosé n'a pas de définition légale. Mais ses techniques de vinification sont très strictes et n'autorisent en rien en Europe le mélange de vin rouge et blanc. Deux principes différents sont utilisés :
- Le premier consiste à extraire par écoulement une partie du jus dès l'encuvage lors de la vinification en rouge ; c'est la saignée. C'est le jus qui s'égoutte sous le poids de la vendange — au maximum entre 20 et 25 % — et qui va macérer durant 3 à 24 heures. Cette méthode produit des vins rosés à la robe soutenue, et la quantité potentielle produite dépend de la concentration recherchée pour le vin rouge produit.
- Le second principe est le pressurage direct, qui consiste à extraire le jus en plusieurs fois, au cours de la macération, qui dure quelques heures. Les jus extraits successivement sont progressivement plus chargés en tanins provenant des peaux, et peuvent ensuite être assemblés. Une vendange bien mûre pourra colorer le jus et sa vinification se fait en blanc[89].

La maîtrise des températures est une nécessité, un vin rosé a une robe qui s'apparente à celle d'un vin rouge très clair, plus le fruit et la fraîcheur des vins blancs.

#### Vinifications spéciales
La vinification des vins effervescents (champagne, mousseux, crémant) a pour but de permettre d'embouteiller un vin dont les sucres et les levures vont déclencher une seconde fermentation en bouteilles. Celle-ci et son bouchon doivent pouvoir résister au gaz carbonique qui se forme sous pression. C'est lui au débouchage qui provoquera la formation de mousse.
On utilise un vin tranquille auquel est ajoutée une liqueur de tirage, constituée de levures, d'adjuvants de remuage (pour faciliter la récupération et l'éjection du dépôt au dégorgement) et de sucre (de 15 à 24 g/l) selon la pression désirée finalement. La bouteille est rebouchée hermétiquement et déposée sur des clayettes afin que les levures transforment le sucre en alcool et en gaz carbonique.
La vinification des vins doux naturel et de tout vin muté (mistelle ou vin de liqueur) se fait à partir de « moûts de raisins frais, crus ou cuits, partiellement concentrés ou non » auxquels est rajouté de l'alcool soit avant, soit pendant, soit après la fermentation. C'est le mutage. Dans le premier cas, on obtient des mistelles, dans le second des vins doux naturels ou des vins de liqueur et dans le dernier des vins du type Madère sec. Avec cette façon de procéder, on obtient des vins d'une grande richesse alcoolique (15° acquis minimum) et d'un fort taux de sucre.
La vinification des vins liquoreux et des vins moelleux est faite soit à partir de raisins surmaturés ou passerillés, soit avec des raisins atteints par la pourriture noble (due au botrytis cinerea). La concentration en sucre de ces grains permet d'obtenir des vins titrant plus de 20 grammes de sucre par litre. On distingue les vins demi-secs (10 à 20 g/l), les vins doux (jusqu'à 30 g/l) - ce sont les moelleux - et les liquoreux (à partir de 40 g/l).
Ces vins ont un aspect plus ou moins sirupeux et une saveur très agréable due à la présence de sucre, de glycérol et de matières pectiques. Pour la vendange atteinte de pourriture noble, il est nécessaire de la muter à l'anhydride sulfurique. Une première fois pour l'assainir avec une dose de SO2 de 3 à 5 grammes par hectolitre, puis une seconde fois pour arrêter la fermentation avec 20 à 25 g/hl de SO2.
La vinification des vins de glace impose des vendanges de nuit ou par temps très froid (température inférieure à −7 °C au Québec) afin de conserver des raisins gelés et recouverts de cristaux de glace. Ceux-ci sont immédiatement placés dans un pressoir maintenu à basse température. Le but est de retenir les cristaux dans le pressoir pour que seule la pulpe du raisin produise un jus où sont alors concentrés arômes, sucres et acidité. La fermentation du moût reste toujours très aléatoire à cause de la haute teneur en sucre. Ces vins ne dépassent que rarement les 10 % d'alcool.

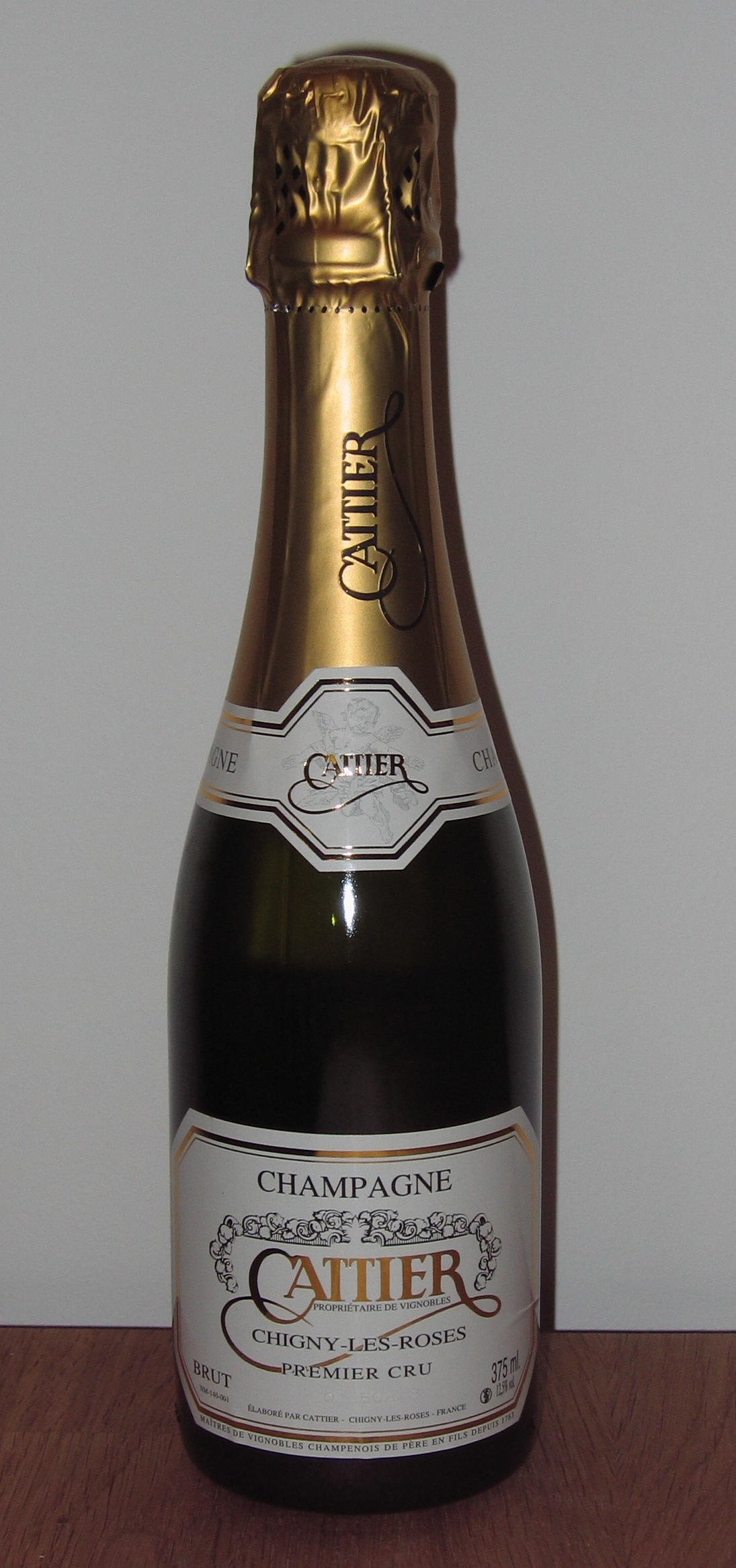
Champagne Cattier Demi-bouteille
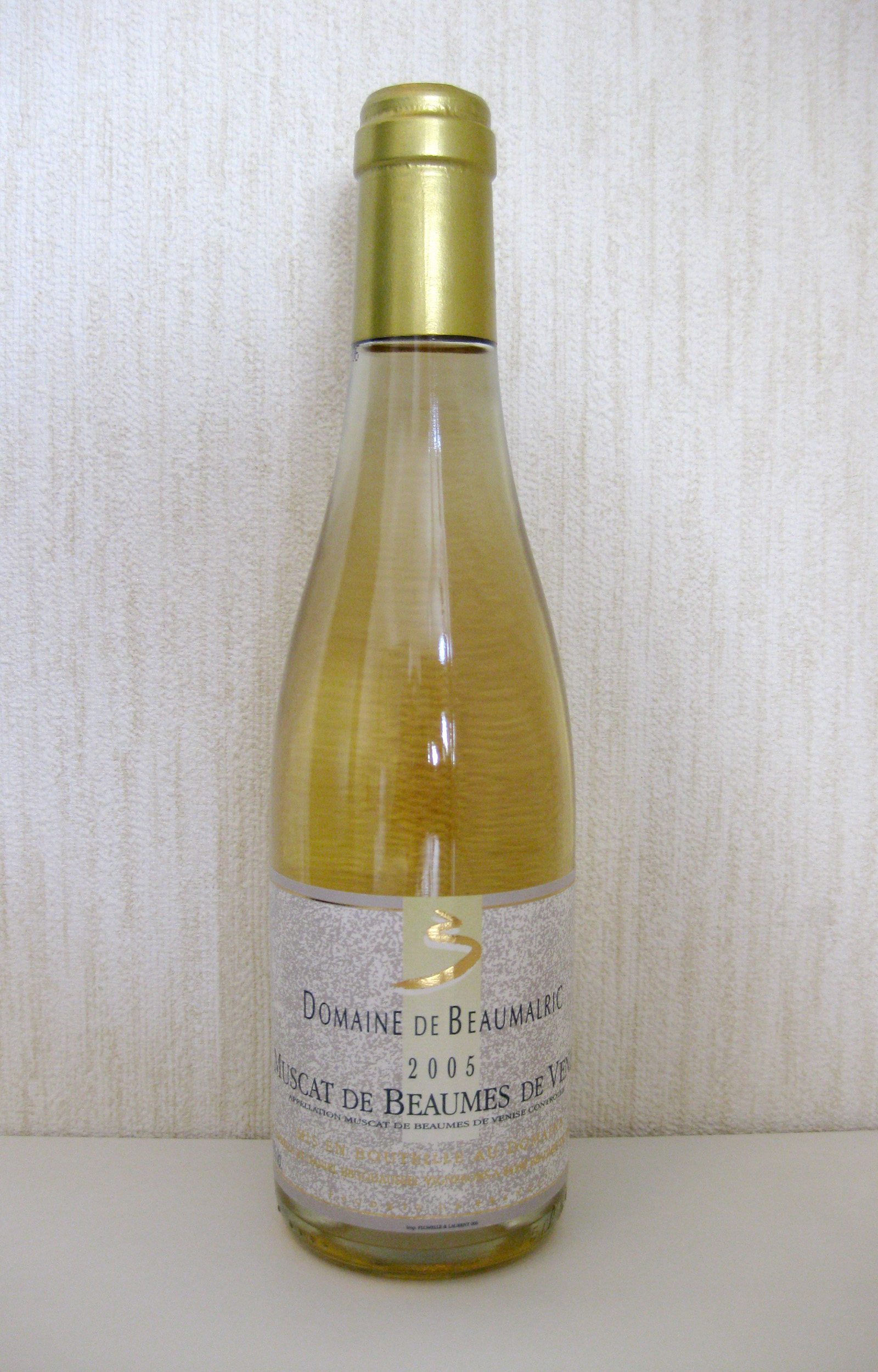
Vin doux naturel (Muscat de Beaumes-de-Venise)
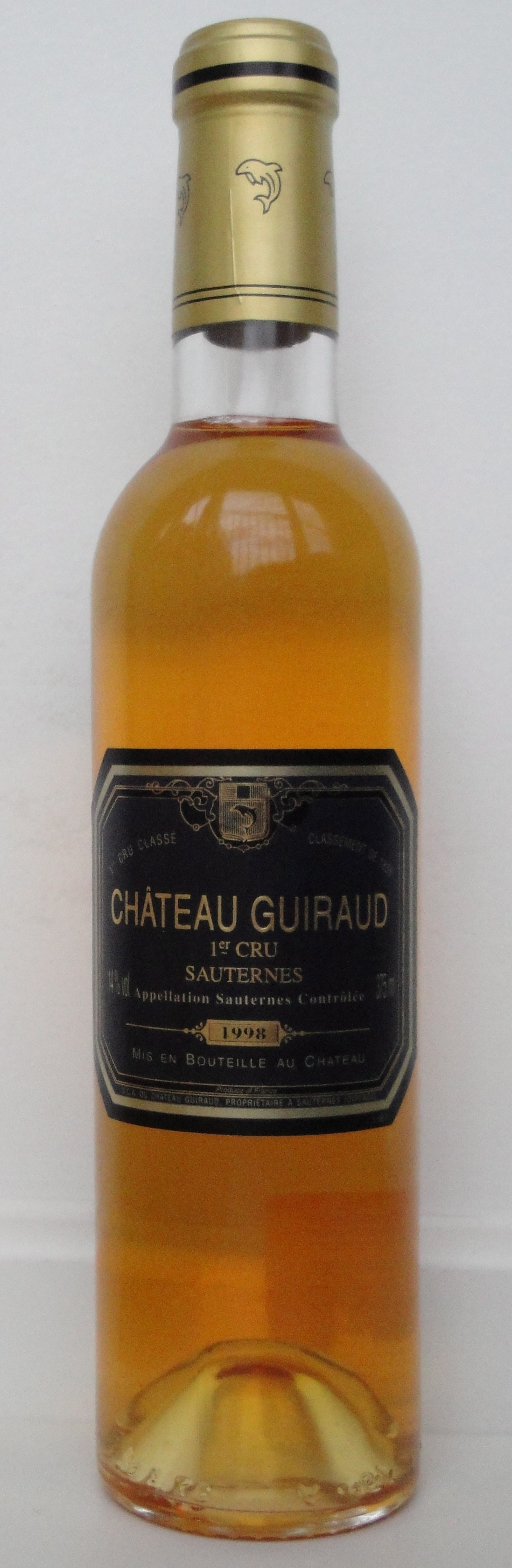
Sauternes Château Guiraud 1998
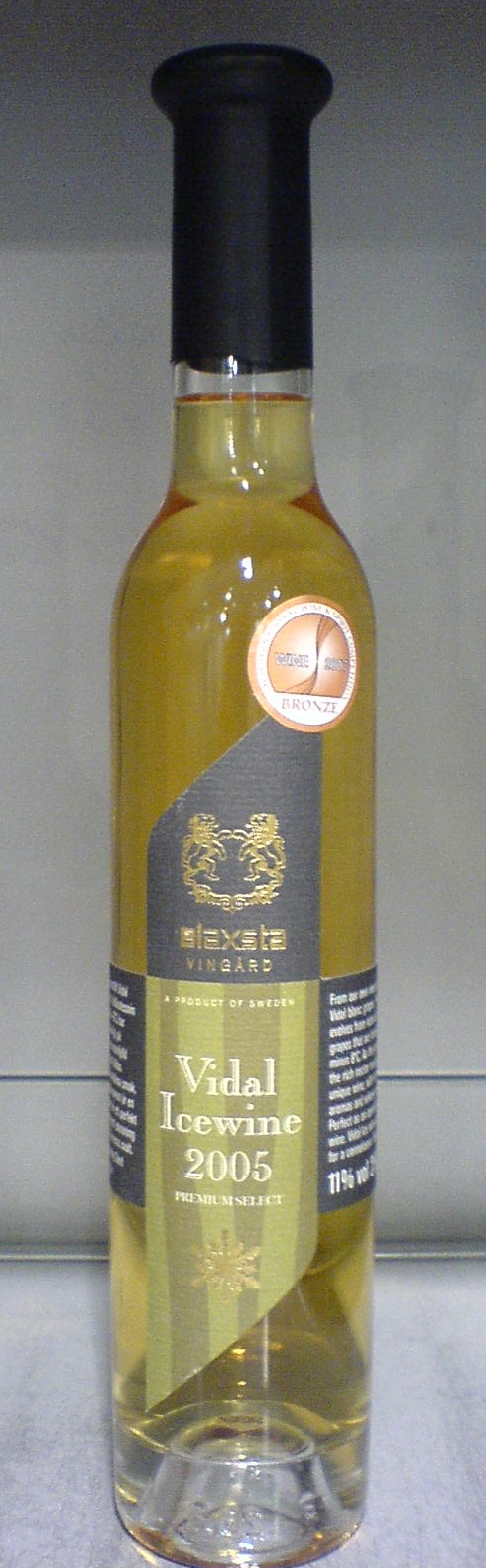
Vin de glace suédois Vidal Icewine 2005

### Élevage du vin
L'élevage est une étape de la viniculture et de l'élaboration des spiritueux précédant généralement un ultime assemblage avant la mise en bouteille. C'est une phase de maturation de certains types de vin, de vinaigre et de spiritueux. La finalité de l'élevage est de conférer des caractéristiques organoleptiques et physico-chimiques spécifiques à un vin ou à un spiritueux, complétant celles obtenues lors de leur fermentation alcoolique et de leur macération.

#### Élevage en tonneau

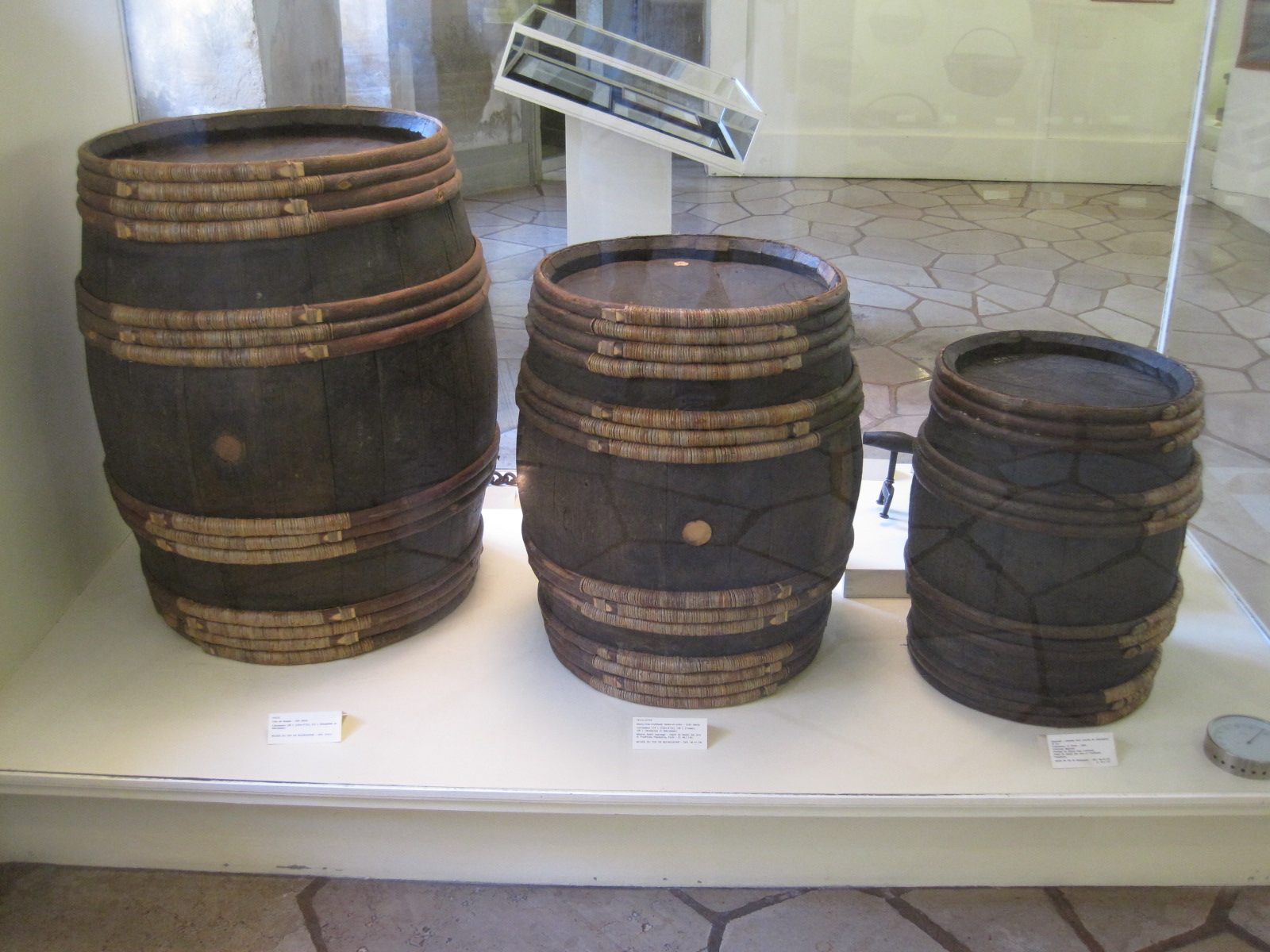
Pièce de 228 litres, feuillette de 114 litres et quartaut de 57 litres exposés au musée du vin de Bourgogne de Beaune.

Les merrains utilisés pour réaliser les douelles composant les fûts d'élevage des eaux-de-vie sont généralement issus de chênes rouges d'Amérique et de chênes blancs d'Amérique. Ces bois sont plus riches en tanins mais diffusent moins de vanilline que ceux issus de chênes blancs d'Europe et de chênes rouvres, préférés pour l'élevage du vin. Éventuellement, d'autres essence de bois peuvent être retenues selon le produit fini recherché, notamment le robinier développant des senteurs citronnées et de miel...
L'histoire et la géographie des régions viticoles ont donné naissance à une grande diversité de contenances. Les capacités varient ainsi en fonction de l'utilisation, de quelques dizaines à plusieurs centaines de litres. Ces volumes sont cependant standardisés à l'intérieur même des régions, mais on retrouve des dénominations différentes, et des variations de volumes d'une région à l'autre.
Les capacités les plus utilisées de nos jours sont de 228 litres pour le fût d'origine bourguignonne, et 225 litres pour la barrique d'origine bordelaise.
Le tonneau est utilisé comme unité de transaction financière, grâce à la régularité de sa manufacture. Quand elle est en cours d'utilisation, elle prend en Bourgogne le nom de « pièce ».

### Conditionnement
Le conditionnement du vin peut se faire en bouteille de différentes tailles, en caisse-outre (BIB), en tonneau, voire en contenant atypiques comme les canettes, etc.

#### Bouteille
La majorité des contenants en verre destinés au vin sont des multiples ou des divisions de volumes de 75 cl pour la plupart des appellations. L'origine de ce volume « singulier » est objet de discussions parmi les spécialistes de poids et mesures, surpris que la normalisation des mesures post-révolution française n'ait apparemment pas eu prise sur ce contenant (en réalité, des bouteilles d'un litre se vendaient encore fréquemment il y a quelques dizaines d'années pour des vins courants).
Par opposition, la mise en bouteilles (faite le plus souvent en dehors des domaines producteurs jusqu'au début du XXe siècle) de vins « de qualité » utilisait des contenants proches de 75 cl. On pense aujourd'hui que ce volume a été choisi, car il correspondait à une mesure couramment utilisée lors des échanges sur les marchés export (un gallon impérial environ 4,5 l). L'achat d'une caisse de douze bouteilles d'un grand cru bordelais correspondait donc à l'achat de deux gallons impériaux du même vin, une barrique bordelaise de 225 litres à 50 gallons impériaux.

#### Étiquette
C'est la carte d'identité du vin. L'étiquette est un morceau de papier collé sur une bouteille de vin et sur lequel sont imprimées des informations à propos du vin, son contenu, son degré et son origine. Si le vin en bouteille ne peut être goûté, l'étiquette devient une bonne source d'information permettant au consommateur d'effectuer son choix. L'étiquette peut aussi être illustrée de dessins du domaine viticole, de reproduction d'œuvres d'art mais aussi jouer, par exemple, sur la typographie des différentes mentions.

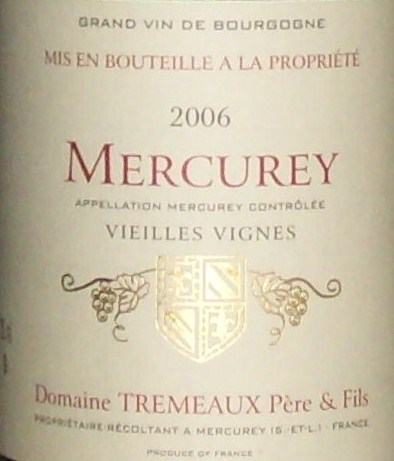
Étiquette de Bourgogne faisant figurer toutes les indications d'origine

Selon ce règlement de l'INAO, les mentions suivantes doivent apparaître sur l'étiquette :
- dénomination, par exemple « vin de pays », « Appellation d'origine contrôlée » ;
- nom et adresse du producteur, de l'embouteilleur ou du négociant ;
- nom du pays d'origine pour tous les vins destinés à l’exportation ;
- contenu (la quantité sans emballage, par exemple « 75 cl ») ;
- pourcentage du volume d'alcool, l’erreur tolérée étant de 0,5 % ;
- la présence de sulfites (conservateur du vin) depuis 2005 si le taux dépasse 10 mg/l.

Le producteur de vin peut ajouter des informations supplémentaires. Les plus courantes sont :
- une mention plus précise du type de vin : « brut », « demi sec » ;
- le millésime : il est obligatoire sur l’étiquette des vins « primeur » et « nouveaux » ;
- le type de cépage, s'il est déterminant pour la compréhension du vin ; par exemple chardonnay, merlot, pinot blanc et syrah ;
- le nom de ceux qui sont impliqués dans la distribution, par exemple « sélectionné par… », « importé par… » ;
- médailles ou autres prix accordés au vin ;
- recommandations pour l'usage, par exemple « servir frais ».

L'ajout d'une contre-étiquette au dos de la bouteille permet de présenter le domaine, une brève description œnologique du breuvage, des conseils d'accord avec les mets, une citation, etc.

#### Bouchon

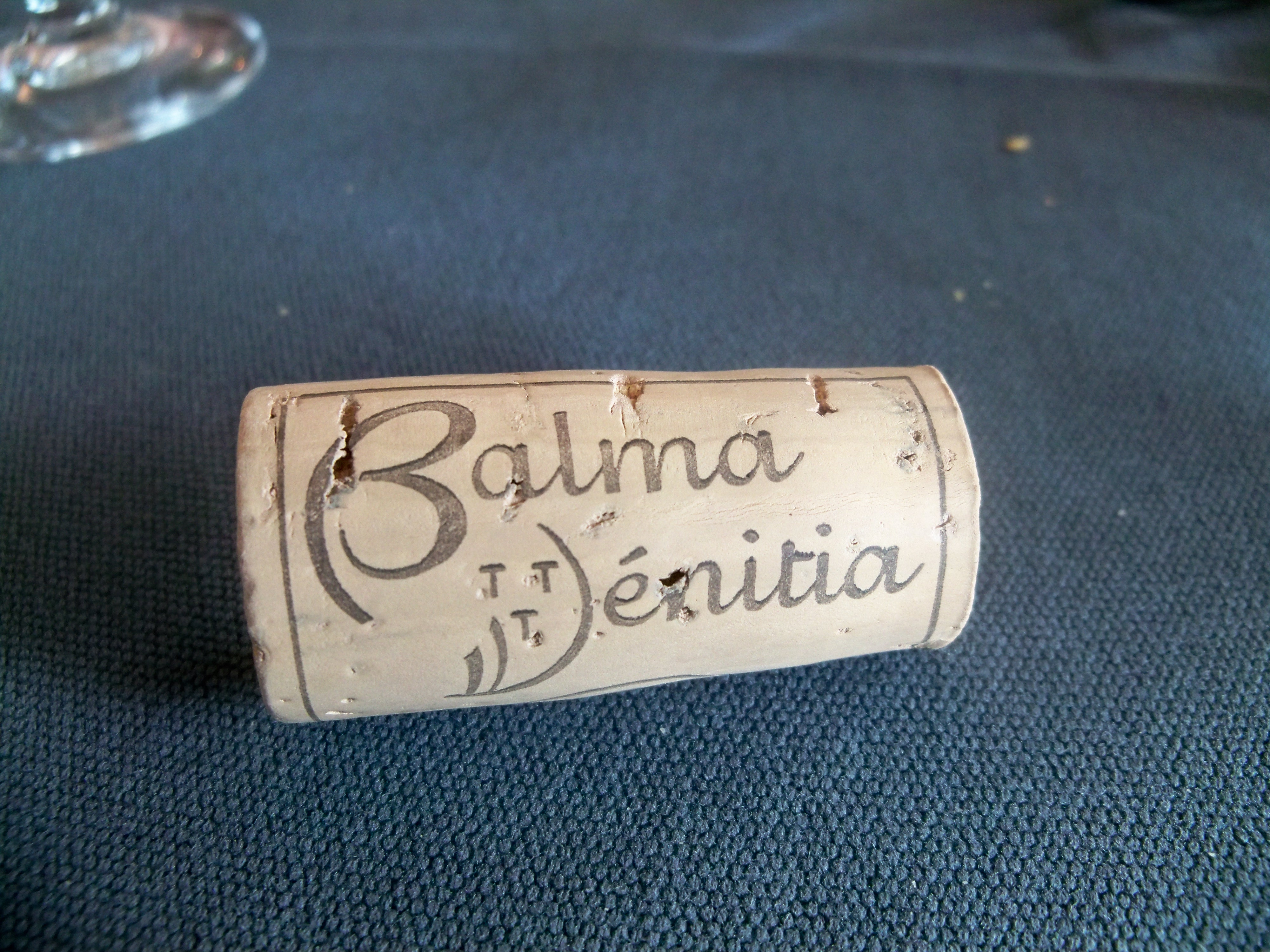
Bouchon en liège de la cave Balma Vénitia à Beaumes-de-Venise

Le bouchon est un accessoire fermant le volume de la bouteille pour éviter que le liquide contenu ne s'écoule ou s'évapore. À la fois poumon et filtre, le bouchon permet une circulation de gaz entre le vin et le milieu extérieur et assurerait, selon un mythe répandu, la micro-respiration du vin. Selon que cet échange est équilibré ou non, le vin vieillirait bien ou mal. Un bouchon court, poreux, permettrait des échanges faciles et activerait le vieillissement. Pour les grands vins que l'on veut conserver longtemps dans les meilleures conditions, on devrait employer des bouchons très longs, de première qualité. En réalité, le vin n’a pas besoin de cette micro-respiration par l'intermédiaire du bouchon pour bien évoluer par les processus d'oxydo-réduction. Les travaux de l’œnologue Émile Peynaud et du professeur Pascal Ribereau-Gayon ont montré dans les années 1960 que le vin évolue avec l’oxygène qu’il contient en lui (celui dissous dans l'alcool et celui contenu dans l'espace entre le haut du vin et le miroir du bouchon).
Par contre, la souplesse est une qualité primordiale d'un bouchon. Ainsi, après avoir été comprimé lors du bouchage, il doit « regonfler » pour obturer le goulot de façon bien étanche. Les bouchons de Champagne sont maintenus par un fils métallique appelé muselet et une capsule afin d'éviter que la pression interne de la bouteille ne les éjecte. Il en est de même pour la bière, le cidre, le vin mousseux.
Certaines bouteilles de vins de consommation plus immédiate peuvent être bouchées avec des bouchons de plastique, ou des bouchon en métal qui se vissent.

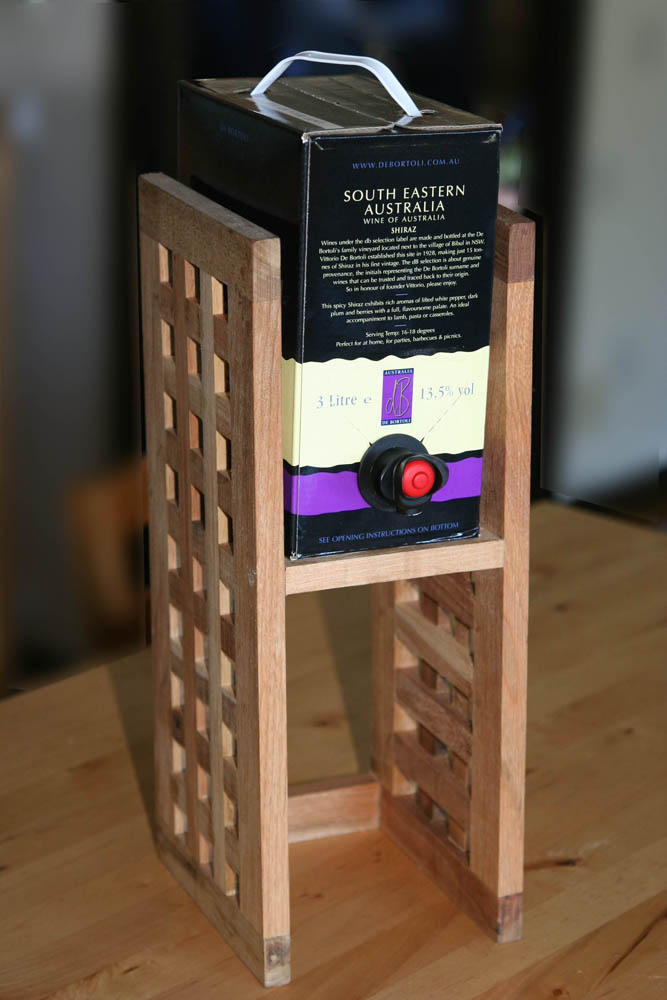
Vin australien présenté en bag-in-box

#### Plastique et carton
- La caisse-outre de plusieurs litres pour une consommation ou un transfert immédiat.
- Le « BIB », acronyme de la marque Bag-In-Box, est une poche à vin à l'intérieur d'une boîte en carton, elle se rétracte au fur et à mesure qu'elle se vide sans que l'air y pénètre. Au Québec on l'appelle le « vinier », tandis qu'en Belgique francophone, il est communément appelé "cubi".
- Il existe des bouteilles en plastique et des contenants de type Tetra Brik. L’invention par cette entreprise suédoise du Tetra Pak repose sur l’optimisation de l’utilisation de l’espace que permet un emballage de forme parallélépipédique comparé à celui de forme cylindrique. Par exemple, 20 000 Tetra Pak de 1 litre occupent moins d’espace que 20 000 bouteilles de 1 litre et n’occupent pas plus de place qu’une citerne de 20 000 litres. Cette économie de place réduit les coûts de stockage tant du producteur que du distributeur et les coûts de transport[c].

## Composition
Les composants finaux du vin dépendent du contexte pédologique et donc du Fond géochimique ; de l'exposition et des conditions de croissance de la vigne ; de la génétique et de la conduite du cépage et du porte-greffe (Vitis riparia, Vitis rupestris ou Vitis berlandieri qui seules, c'est-à-dire non greffés produirait souvent un vin foxé et de peu d'intérêt organoleptique) ; des processus de cueillette, pressage, fermentation et de vinification ; des produits (pesticides et éventuels additifs, notamment) et matériaux mis en contact avec le raisin, le mout et le vin en formation (de la cueillette à la mise en bouteille).
Les composés du vin sont essentiellement :

### Une solution aqueuse
Le vin est essentiellement composé d'eau (environ 85 %) et d'alcools (actuellement comprise entre 10 % et 15 % en moyenne pour sa version non renforcée). La teneur en alcool des vins tend à augmenter avec le réchauffement climatique. Parmi les alcools, l'éthanol domine, mais on y trouve aussi du glycérol, du sorbitol, du butylene glycol, du méthanol.; cette solution d'alcool dans l'eau contient un grand nombre de composés chimiques minéraux, métalliques et organiques, pour certains volatils, en solution ou en suspension. décrits ci-dessous

### dessucres
Ce sont notamment le glucose et le fructose dont le dosage varie de 0 à 2 g/L dans les vins secs et jusqu'à 50 à 60 g/L dans les vins doux pour lesquels la fermentation alcoolique a été incomplète et également des sucres non fermentescibles (pentoses…) ;

### desacides
tartrique, citrique, acétique, lactique, malique, succinique, oxalique, borique, phosphorique, phénolique, sept acides benzoïques, trois acides cinnamiques. Le pH du vin se situe entre 3 et 4 ; les vins rouges sont moins acides en raison d'une seconde fermentation (dite malolactique) fréquemment effectuée pour ces vins. Les vins à base de merlot sont les moins acides et à l'opposé le riesling est le plus acide ; 

### des composésphénoliques
Ce sont tanins et, dans le vin rouge et moindrement dans les rosés, des anthocyanes (antioxydants) ;

### desmétaux lourdset desmétalloïdes
Ils sont naturellement présents dans le raisin, généralement à l'état de traces,,,,.
Ils sont introduits, volontairement ou non, lors de la viticulture (pesticides) ou lors du process de vinification, de stockage et d'embouteillage : sur 28 de ces récemment (2021) étudiés dans 180 échantillons de vin (79 vins rouges, 75 blancs et 26 rosés), une étude récente (2021) a conclu qu'en général :
- les vins rouges présentent des teneurs (moyennes et médianes) plus élevées de Bore (B), Baryum (Ba), Chrome (Cr), Cuivre (Cu), Manganèse (Mn), Strontium (Sr) et Zinc (Zn), que les  divers types de vins blancs et rosés étudiés)[101];
- les vins blancs (par rapport aux vins rouges et rosés) présentent des taux plus élevés d'Argent (Ag), Béryllium (Be), Bismuth (Bi), Cadmium (Cd), Cobalt (Co), Lithium (Li), (Potassium) K et de Titane (Ti)[101];
- les rosés ont des taux plus élevés de fer (Fe) et d'uranium (U)[101].

Parmi 180 échantillons étudiés pour leurs teneurs en métaux, 18 vins (10 %) présentaient un ou plusieurs dépassements des teneurs maximales fixées pour le vin par l'OIV pour un ou plusieurs métaux : pour le Zinc et le Titane, tous les échantillons analysés dépassaient les niveaux admissibles, et les seuils étaient légèrement dépassés pour le Cadmium (Cd) dans 8 échantillons, pour le plomb dans 9 échantillons et pour le cuivre dans 1 échantillon. D'autres études récentes (2021) ont attiré l'attention sur un polluant émergeant (thallium, très soluble et bioassimilable, considéré comme le plus toxique des métaux), qui peut notamment contaminer le raisin cultivé près de mines ou d'anciennes mines (jusqu'à 2,34 mg/kg de thallium retrouvés dans les racines d'une vigne poussant dans une ancienne zone minière) (polluant aussi signalé en Toscane dans un contexte de séquelles minières), qui a été antérieurement ignoré car difficile à mesurer, et présent à très faible dose. En2015, l'OIV n'a pas fixé de limite maximale pour le Thallium dans le vin

### Constituants du raisin de cuve
Tous les cépages ont une constante dans leur structure (interne ou externe) et dans les constituants qui les composent. Le tableau ci-joint résume ces éléments communs.
|            | Proportion                      | Observation | Constituants                                                                                             | Rôle en vinification                                                            |
| La peau    | environ 10 % du poids du grain. | Recouverte d'une fine poussière grisâtre : c'est la pruine. Elle est constituée d'une enveloppe extérieure : c'est la cuticule. Ses cellules internes contiennent les vitamines B, C et P, des matières colorantes et odorantes : c'est l'hypoderme.           | eau, sucres, tanins, cellulose, vitamines, Matières minérales, azotées, acides, colorantes et odorantes. | Apport de ferments utiles : coloration, fruité, vitamines.                      |
| La pulpe   | environ 85 % du poids du grain. | C'est la partie la plus importante du grain. Elle est généralement incolore sauf pour les cépages teinturiers. Au pressurage, le centre de la pulpe s'écoule en premier, puis vient ce qui se trouve sous la peau et enfin la pulpe qui est autour des pépins. | eau, sucres, matières acides, minérales, azotées et pectiques.                                           | Solvant de fermentation sous l'action des levures.                              |
| Les pépins | environ 5 % du poids du grain.  | Ce sont les graines de la vigne On en compte de 0 à 4 par grain. | eau, tanins, huile, matières hydrocarbonées, acides, azotées et minérales.                               | Au cours d'une fermentation en rouge, ils apportent tanins et matières azotées. |

## Constituants du moût
Le moût contient de l'eau, des sucres, des acides, des levures, ainsi que des matières azotées, pectiques, colorantes et odorantes. La durée de leur macération - qui peut varier de quelques jours à quelques semaines - permet d'obtenir toute la gamme des vins.

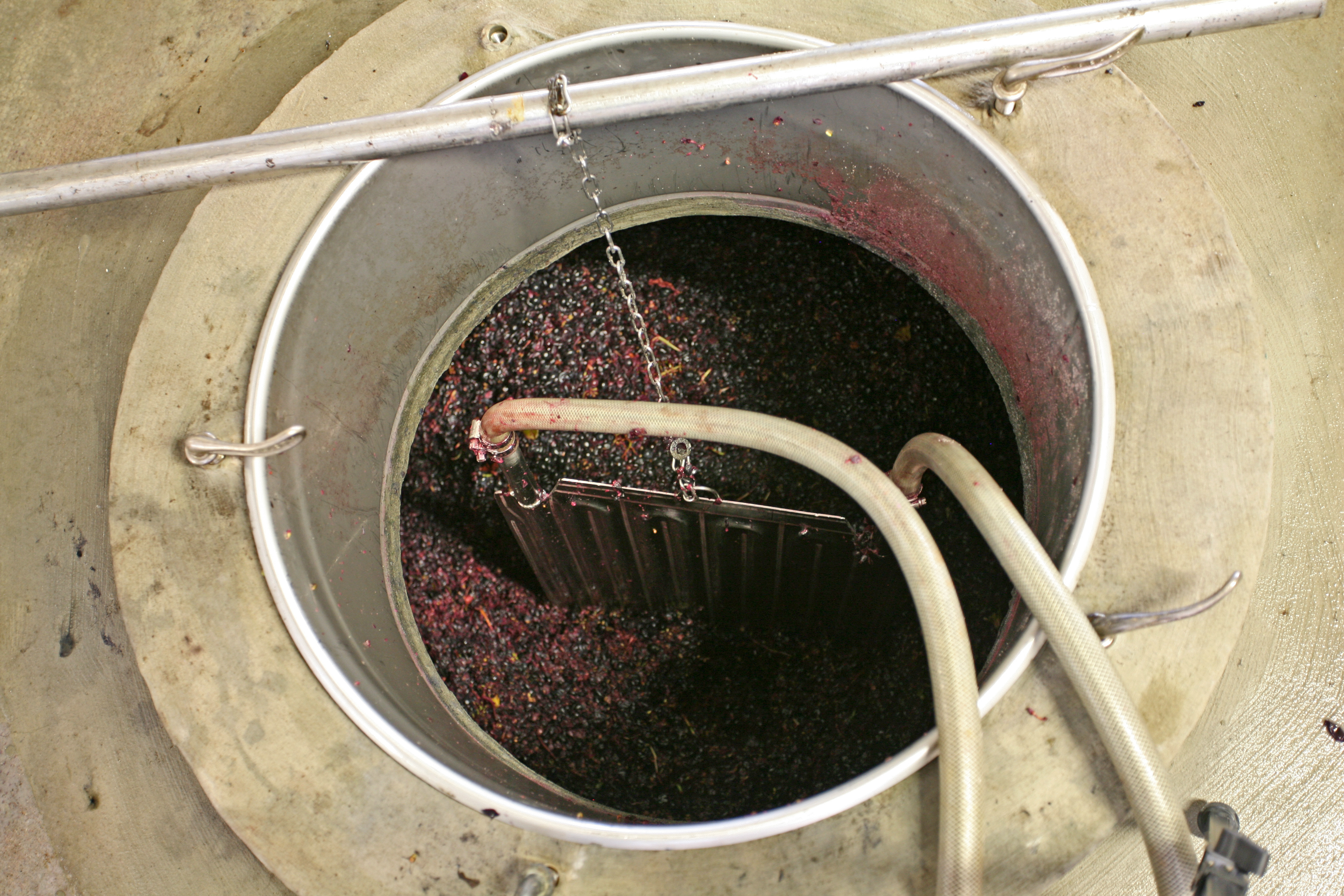
Moût de vendange rouge dont la fermentation est thermo-régulée
(présence d'un drapeau réfrigérant permettant une macération à basse température)

### Eau
Le moût est composé de 70 % à 80 % d'eau. Lors de la macération, différentes matières y interagissent et pour certaines s'y dissolvent.

### Sucres
Ils sont présents avec un taux de 150 à 250 g/l. Sous l'effet de la photosynthèse chlorophyllienne se forment à l'intérieur du grain deux sortes de substances : les sucres infermentescibles et ceux fermentescibles. Dans la première catégorie entre toujours le saccharose et, en surmaturation de certaines grappes, le xylose et l'arabinose. Dans l'autre catégorie, les sucres réducteurs, comme le glucose et le fructose, sont fermentescibles sous l'action des levures et produisent des molécules d'alcool et de gaz carbonique. Une partie du saccharose peut, sous l'effet d'enzymes présents dans le moût, se transformer en glucose et fructose en quantités égales. C'est ce qui explique que l'ajout de saccharose, plus ou moins accepté selon les vins, permette une augmentation du taux d'alcool.

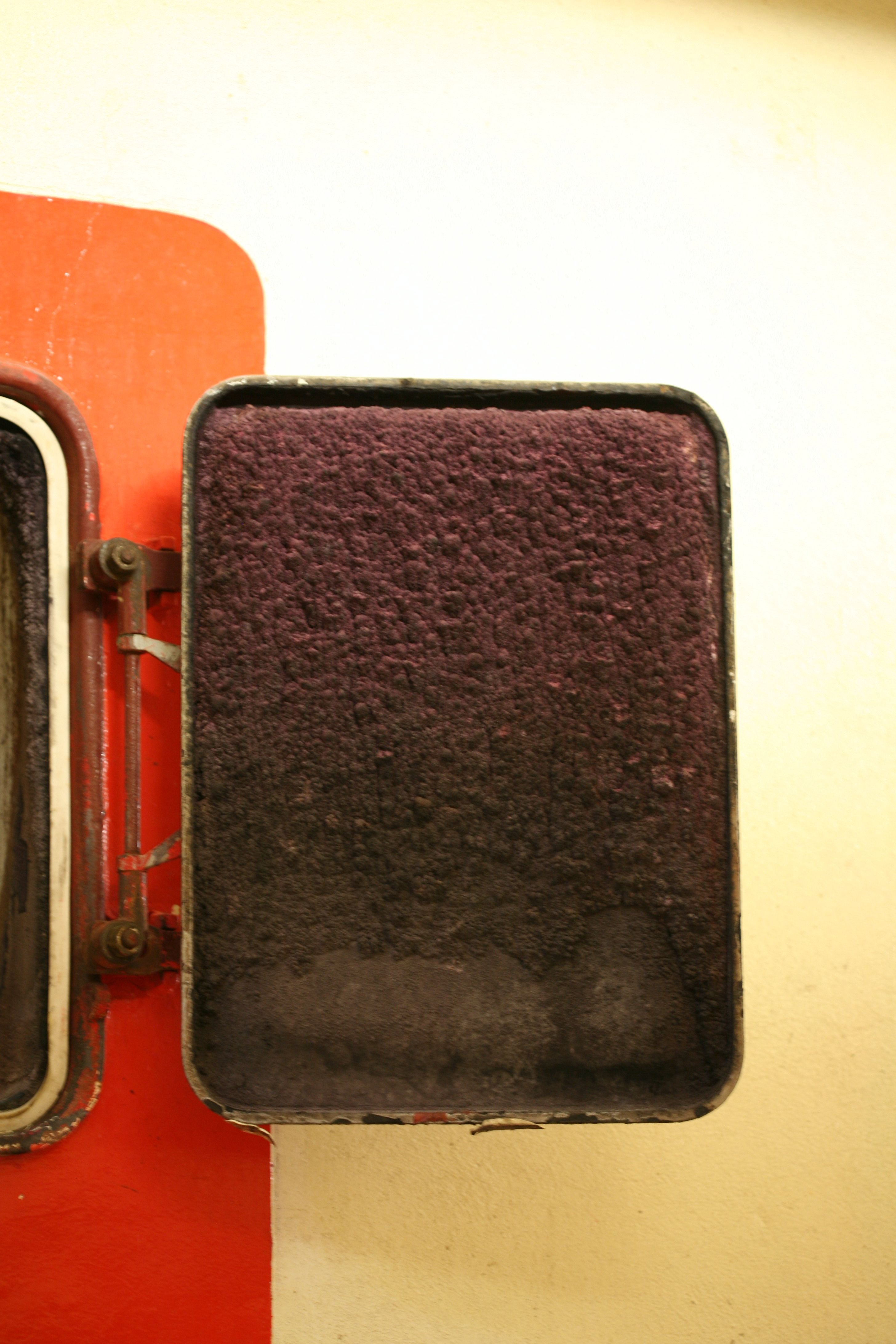
Dépôt de sels tartriques sur la porte d'une cuve de stockage

### Acides
L'acidité d'un vin conditionne la stabilité du vin. Elle participe à la conservation, conditionne la couleur et influe sur l'équilibre gustatif. Derrière le terme acidité on entend des notions différentes c'est la masse d'acide par litre. L'acidité d'un vin s'exprime en g/L d'H2SO4.Un acide est une molécule qui est capable de libérer des ions H3O+ en solution.
L'acidité du moût provient essentiellement de trois acides principaux : tartrique, malique et citrique.
L'acide tartrique est un diacide. c'est l'acide le plus fort du raisin et sa teneur oscille entre 1 et 15 g/L. Il est présent dans de nombreux fruits comme le raisin, la banane et le tamarin et est essentiel pour la saveur acide du vin. En présence de potassium ou de calcium, des cristaux de bitartrate de potassium ou de tartrate de calcium se forment dans le vin.
Des acides se trouvent dans toutes les parties vertes de la vigne, à l'état libre ou sous forme de sels. Les seconds, d'origine minérale, ne se rencontrent qu'à l'état de sels. Ce sont l'acide sulfurique, l'acide chlorhydrique et l'acide phosphorique. Ensemble, ils ont une action antibiotique permettant au vin de se conserver. Ils apportent corps et fraîcheur et avivent la couleur du vin, qui sans acide est plat, alors qu'un excès le rend dur).

### Minéraux
Ils sont puisés essentiellement dans le sol par les racines de la vigne. Leur présence est entre 2 et 4 g/l. Le potassium constitue à lui seul la moitié de cette matière minérale. L'autre moitié est constituée par ordre décroissant de calcium, sodium, magnésium, fer, manganèse, phosphore, chlore, soufre, carbone et silice. À titre d'exemple, le sel (NaCl) ne représente en terrain sain que 400 mg/l ; la réglementation n'autorise qu'un taux inférieur à 1,5 g/l.

### Matières azotées
Elles sont essentiellement puisées par les racines de la vigne dans un sol qui contient peu ou prou de nitrates. Elle se retrouve dans le moût entre 100 mg/L et 1 g/L. Elle a son utilité lors de la macération pour l'alimentation des levures viniques et disparaît presque totalement lors de la fermentation alcoolique. Sa présence plus importante dans des vendanges abîmées par des incidents climatiques (pourriture grise) doit être traitée afin d'éviter tout accident de conservation au vin.

### Matières pectiques
La pectine est présente, entre 0,20 et 7 g/l sous la forme de sucres complexes dans le grain du raisin. Si un excès rend la clarification du vin difficile, sa présence à un taux raisonnable participe au bouquet de celui-ci et lui apporte velouté et moelleux.

### Matières colorantes
Ces pigments se trouvent essentiellement sous la peau du grain de raisin et se classent en deux groupes : anthocyanes et flavones. Les anthocyanes colorent les végétaux en rouge ou violet selon la présence d'un milieu acide ou basique tandis que les flavones les colorent en jaune. Solubles dans l'eau, ils le sont encore plus dans l'alcool, et participent à la coloration du vin.

### Substances aromatiques
L'arôme du vin est composé par plusieurs types de substances :
- L'arôme variétal, spécifique au cépage (comme le Muscat, le Sauvignon blanc, le Gewurztraminer…)
- L'arôme fermentaire ou secondaire, lié à la fermentation d'ester et d'alcool supérieur par la levure
- L'arôme post-fermentaire ou d'élevage ou tertiaire, qui est un arôme de vieillissement du vin. Le développement du bouquet au cours du vieillissement résulte de phénomène oxydatif mais surtout de phénomène de réduction.

L'essentiel des arômes se trouve dans les parties solides de la baie (pellicule, pépins et parois des cellules de la pulpe), dont 50 % dans la pellicule.
Présentes entre la peau et la pulpe du grain sous forme de traces, elles donnent au moût puis au vin jeune son fruité et son bouquet. Lors du vieillissement, elles sont responsables de la complexité des arômes. À la dégustation, chaque cépage peut être déterminé par les caractères spécifiques de ceux-ci.

### Tableau récapitulatif
| Constituants        | Provenance                     | Stockage dans la grappe | Importance quantitative | Caractères essentiels Rôle et utilité | Effets néfastes pour le vin s'il y a excès        |
| ------------------- | ------------------------------ | ----------------------- | ----------------------- | --- | ------------------------------------------------- |
| Sucres              | Photosynthèse chlorophyllienne | Pulpe                   | 150 à 250 g/l           | - Sucres fermentescibles : glucose et fructose apport d'alcool - Sucres infermentescibles : saccharose, xylose et arabinose apport de moelleux                | déséquilibre : 1 - vin alcooleux 2 - vin sirupeux |
| Acides              | Minéraux et organiques         | Toute la plante         | 3 à 9 g/l               | - Sulfurique, chlorhydrique et phosphorique : apportent corps et fraîcheur - Tartrique, malique et citrique : avivent les couleurs et s'opposent aux maladies | Vin dur                                           |
| Minéraux            | Sol                            | Toute la plante         | 2 à 4 g/l               | Vecteurs du caractère et de la typicité du vin | NaCl < 1,5 g/l                                    |
| Matières azotées    | Sol                            | Toute la plante         | 1 à 2 g/l               | Utiles pour l'alimentation des levures du vin | Influence la conservation du vin                  |
| Matières pectiques  | Origine organique              | Pulpe                   | 0,20 à 7 g/l            | Favorisent le moelleux et le velouté | Clarification (vin louche)                        |
| Matières colorantes | Anthocyanes et flavones        | Peau                    | Traces                  | Couleur | Robe plus ou moins prononcée                      |
| Matières odorantes  | Origine organique              | Sous la peau            | Traces                  | Arômes | Vin plus ou moins aromatique                      |

## Limites maximales acceptables pour l'OIV (version 2015)
Les limites maximales acceptables ont été fixées comme suit (version 2015/édition 01/2021), pour un certain nombre de produits et/ou pour leurs résidus finaux dans le vin par le « Code international des pratiques œnologiques » de l'OIV :
| Produit                                     | limite max. de mise en œuvre | limite max. de résidu |
| ------------------------------------------- | --- | --- |
| Acide ascorbique                            | 250 mg/l | 300 mg/l |
| Acide citrique                              | 10 g/hl | 1 g/l |
| Acide métatartrique                         | 200 mg/l | - |
| Acide sorbique                              | - | - |
| Autres acidifiants                          | L’addition d'acide lactique, L(-) ou DL, d'acide malique, L(+) ; d'acide tartrique et d'acide citrique ne peut être pratiquée que si l’acidité initiale ne soit pas augmentée de plus de 54 mEq/l (soit 4 g/l exprimés en acide tartrique) | - |
| Acidité volatile                            | - | 20 milliéquivalents/l soit 1,2 g/l (exprimé en acide acétique). L'acidité volatile de certains vins vieux d'élaboration particulière (vins soumis à une législation particulière et contrôlés par le gouvernement) peut dépasser cette limite. |
| Arsenic                                     | - | 0,2 mg/l |
| Bore                                        | - | 80 mg/l (exprimé en acide borique) |
| Brome                                       | - | 1 mg/l (limite dépassée exceptionnellement dans des vins provenant de certains vignobles à sous-sol saumâtre) |
| Cadmium                                     | - | 0,01 mg/l |
| Charbon                                     | 100 g/hl | - |
| Chlorure d’argent (Oeno 145-2009)           | 1 g/HL | <0,1 mg/L (argent) |
| Cuivre (Oeno 437-2011)                      | - | 1 mg/l (ou 2 mg/l pour les vins de liqueur élaborés à partir de moût de raisin non fermenté ou peu fermenté) |
| Diéthylène glycol                           | - | inférieur ou égal à 10 mg/l, à la limite de quantification |
| Diglucoside de malvidol                     | - | 15 mg/l (déterminé par la méthode quantitative décrite par l'OIV dans le Recueil OIV) |
| Dioxyde de soufre total                     | - | 150 mg/l pour les vins rouges contenant au plus 4 g/l de matières réductrices ; 200 mg/l pour les vins blancs et rosés contenant au plus 4 g/l de matières réductrices ; 300 mg/l pour les vins rouges, blancs et rosés contenant plus de 4 g/l de matières réductrices 400 mg/l pour certains vins blancs doux spéciaux.                                                                                      |
| Écorces de levures                          | 40 g/hl | - |
| Etanediol/ Ethylène glycol                  | - | inf. ou égal à 10 mg/l |
| Fluor                                       | - | 1 mg/l max. sauf pour les vins issus de vignobles traités à la cryolithe, conformément à la loi nationale ; dans ce cas, la teneur en fluor ne doit pas être supérieure à 3 mg/l |
| Gomme arabique                              | 0,3 g/l | - |
| Lysozyme                                    | 500 mg/l | - |
| Méthanol (Oeno 19/2004)                     | - | 400 mg/l pour les vins rouges ; 250 mg/l pour les vins blancs et rosés |
| Natamycine (Oeno 461-2012)                  | - | 5 μg/L1 (limite de prise de décision) |
| Ochratoxine A                               | - | 2 μg/l |
| Phosphate diammonique                       | 0,3 g/L | |
| Plomb                                       | - | 0,15 mg/l (à partir de la campagne 2007), à comparer à 10 µg/L pour l'eau potable en France depuis le 25 décembre 2013, conformément à la valeur guide de l'OMS. |
| PVI/PVP (Copolymère)                        | < 500 g/hl | Vinylpyrrolidone < 10 μg/l ; Vinylimidazole < 10 μg/l ; Pyrrolidone < 25 μg/l ; Imidazole < 150 μg/l |
| Polyvinylpolypyrrolidone                    | 80 g/hl | - |
| Propane-1,2-diol = Propylène glycol = E1520 | - | Vins tranquilles : 150 mg/l Vins mousseux : 300 mg/l |
| Sodium excédentaire                         | - | 80 mg/l |
| Sulfates                                    | - | 1 g/l (exprimé en sulfate de potassium) ; 1,5 g/l pour les vins ayant fait l’objet d’une période de vieillissement en fûts de 2 ans au moins, pour les vins édulcorés, pour les vins obtenus par adjonction à des moûts ou à des vins d’alcool ou d’eau-de-vie ; 2 g/l pour les vins additionnés de moûts concentrés, pour les vins naturellement doux ; 2,5 g/l pour les vins Recueil obtenus « sous-voile ». |
| Sulfate d'ammonium                          | 0,3 g/hl | - |
| Sulfate de cuivre                           | 1 g/hl | - |
| Tartrate de calcium                         | 200 g/l | |
| Zinc                                        | - | 5 mg/l |

## Marché du vin

### Données générales
En 2013, le premier marché mondial de consommation est les États-Unis (29 millions hl), devant la France (28 millions hl)
En consommation par habitant, les pays européens demeurent en tête : la consommation française (52 litres par habitant et par an soit une baisse de 6 litres depuis 2007), ou italienne (51 litres) ne peut être comparée à celle des États-Unis (13 litres) ou de la Chine (1,4 litre).
Les vins les plus consommés sont dans l'ordre : les vins rouges (55 %), les vins blancs (34,7 %), les vins rosés (9,2%). 

Les pays majeurs de production en volume sont : La France (523 millions de caisses par an), L'Italie (502) et l'Espagne (447). Cependant ces productions devraient stagner ou reculer face aux producteurs émergents, notamment le Chili (7e producteur mondial) ou la Chine (8e).

### Données détaillées

#### Consommation mondiale
| Pays              | 2005  | 2012 | 2019 |
| ----------------- | ----- | ---- | ---- |
| Portugal          | 46,67 | 40,9 | 56,4 |
| France            | 55,85 | 44,2 | 49,5 |
| Italie            | 48,16 | 37,5 | 43,0 |
| Suisse            | 39,87 | 40,4 | 36,5 |
| Hongrie           | 33,06 | 20,2 | 29,7 |
| Autriche          | 28,81 | 31,9 | 29,4 |
| Australie         |       | 23,7 | 29,2 |
| Allemagne         |       | 24   | 28,3 |
| Belgique          |       | 24   | 27,9 |
| Suède             |       | 6,9  | 27,8 |
| Espagne           | 34,66 | 21,5 | 27,8 |
| Argentine         | 28,81 | 22,9 | 25,2 |
| Pays-Bas          |       | 21,1 | 24,4 |
| Roumanie          | 26,90 | 23,8 | 23,9 |
| Royaume-Uni       |       | 20,2 | 23,5 |
| Tchéquie          |       | 19,6 | 23,3 |
| Grèce             |       | 28,2 | 22,2 |
| Chili             |       | 14,6 | 15,7 |
| Canada            |       | 12,5 | 14,9 |
| États-Unis        |       | 10,4 | 12,3 |
| Afrique du Sud    |       | 7,4  | 9,7  |
| Russie            |       | 8,6  | 8,3  |
| Japon             |       |      | 3,2  |
| Brésil            |       |      | 2,0  |
| Chine             |       |      | 1,5  |
| Vatican           | 62,02 |      |      |
| Andorre           | 60,13 |      |      |
| Luxembourg        | 52,70 | 9,5  |      |
| Slovénie          | 43,77 | 43,3 |      |
| Croatie           | 42,27 | 42,6 |      |
| Danemark          | 31,37 | 12,2 |      |
| Macédoine du Nord |       | 41,5 |      |
| Uruguay           |       | 28,2 |      |
| Lettonie          |       | 26,4 |      |
| Bulgarie          |       | 20,2 |      |
| Nouvelle-Zélande  |       | 17   |      |

Consommation annuelle de vin par habitant en 2012 :
moins de 1 litre par hab. et par an
de 1 à 7 litres par hab. et par an
de 7 à 15 litres par hab. et par an
de 15 à 30 litres par hab. et par an
Plus de 30 litres par hab. et par an

Dans le passé, un cabaretier servait du vin au détail. Aujourd'hui, le vin peut s'acheter directement chez les producteurs, dans des commerces spécialisés, dans des enseignes généralistes ou sur des sites internet spécialisés. L'achat chez les producteurs peut être un objectif de l'œnotourisme mais ce n'est pas le seul.
Selon une étude prospective du cabinet britannique IWSR (International wine and spirits research), 31,7 milliards de bouteilles sont consommées en moyenne entre 2009 et 2013. 32,78 milliards de bouteilles seront consommées en 2018.
L'Europe représente encore les deux tiers de la consommation mondiale de vin en 2015 mais elle perd des parts de marché au profit des autres continents. Le consommateur européen est devenu au cours des années, plus exigeant, plus sélectif, plus regardant sur la qualité et curieux des vins d'autres contrées. Le consommateur mondial désire des vins plus aromatiques et structurés comme le montre l'évolution au niveau mondial du degré d'alcool d'1,1° entre 1980 et 2007 (évolution donc pas simplement liée au changement climatique), cette volonté œnologique conduisant les grands exportateurs de vin à sous-estimer le degré alcoolique sur l'étiquette de leurs bouteilles afin de payer moins de taxes douanières.

#### Production mondiale
| Années    | Production |
| --------- | ---------- |
| 1951-1955 | 210,6      |
| 1971-1975 | 313,1      |
| 1976-1980 | 326        |
| 1981-1985 | 333,6      |
| 1986-1990 | 304        |
| 1991-1995 | 263,1      |
| 1996-2000 | 272,6      |
| 2001-2005 | 272,3      |
| 2006-2010 | 271,3      |

| Pays             | 1981-1985 | 1986-1990 | 1991-1995 | 1996-2000 | 2005  | 2010  | 2011  | 2012  | 2013  | 2014  | 2015  | 2016 | 2017  | 2018  | 2019 |
| ---------------- | --------- | --------- | --------- | --------- | ----- | ----- | ----- | ----- | ----- | ----- | ----- | ---- | ----- | ----- | ---- |
| Italie           | 72,1      | 65,7      | 60,8      | 54,4      | 54,0  | 44,4  | 42,8  | 45,6  | 54,0  | 44,2  | 50,0  | 50,9 | 42,5  | 54,8  | 47,5 |
| France           | 67,5      | 64,6      | 52,9      | 56,3      | 52,1  | 48,6  | 50,8  | 41,5  | 42,1  | 46,5  | 47,4  | 45,4 | 36,4  | 49,2  | 42,1 |
| Espagne          | 34,0      | 33,5      | 26,4      | 34,2      | 36,2  | 35,3  | 33,4  | 31,1  | 45,3  | 39,5  | 37,3  | 39,7 | 32,5  | 44,9  | 33,5 |
| États-Unis       | 17,7      | 18,2      | 17,6      | 20,4      | 22,9  | 20,8  | 19,1  | 21,7  | 23,6  | 23,7  | 22,1  | 23,7 | 23,3  | 24,8  | 24,3 |
| Argentine        | 20,5      | 19,9      | 15,6      | 13,5      | 15,2  | 16,3  | 15,5  | 11,8  | 15,0  | 15,2  | 13,4  | 9,4  | 11,8  | 14,5  | 13,0 |
| Chili            | 6,6       | 4,1       | 3,3       | 5,0       | 7,9   | 8,9   | 10,5  | 12,6  | 12,8  | 10,5  | 12,9  | 10,1 | 9,5   | 12,9  | 11,9 |
| Australie        | 4,0       | 4,3       | 4,8       | 7,4       | 14,3  | 11,4  | 11,2  | 12,3  | 12,3  | 11,9  | 11,9  | 13,1 | 13,7  | 12,7  | 12,0 |
| Chine            |           | 2,7       | 3,1       | 9,58      | 12,0  | 13,0  | 13,2  | 13,8  | 11,1  | 11,1  | 13,3  | 13,2 | 11,6  | 9,3   | 8,3  |
| Afrique du Sud   | 8,6       | 7,7       | 8,2       | 7,8       | 8,4   | 9,3   | 9,7   | 10,6  | 11,0  | 11,5  | 11,2  | 10,5 | 10,8  | 9,4   | 9,7  |
| Allemagne        | 9,8       | 10,0      | 10,4      | 10,0      | 9,1   | 6,9   | 9,1   | 9,0   | 8,4   | 9,2   | 8,8   | 9,0  | 7,5   | 10,3  | 9,0  |
| Portugal         | 9,0       | 8,46      | 7,28      | 6,8       | 7,27  | 7,1   | 5,6   | 6,3   | 6,2   | 6,2   | 7,0   | 6,0  | 6,7   | 6,1   | 6,7  |
| Roumanie         | 8,7       | 7,13      | 5,53      | 6,17      | 2,6   | 3,3   | 4,1   | 3,3   | 5,1   | 3,7   | 3,6   | 3,3  | 4,3   | 5,1   | 4,9  |
| Russie           |           |           | 3,35      | 2,5       | 5,04  | 7,64  | 7,0   | 6,2   | 5,3   | 4,9   | 5,6   | 5,2  | 4,5   | 4,3   | 4,6  |
| Nouvelle-Zélande |           |           |           |           | 1,02  | 1,9   | 2,4   | 1,9   | 2,5   | 3,2   | 2,3   | 3,1  | 2,9   | 3,0   | 3,0  |
| Hongrie          | 4,99      | 11,0      | 3,82      | 4,13      | 3,57  | 1,8   | 2,8   | 1,8   | 2,6   | 2,6   | 2,6   | 2,5  | 2,5   | 3,6   | 2,4  |
| Grèce            | 5,0       | 4,24      | 3,67      | 3,83      | 4,02  | 3,0   | 2,8   | 3,1   | 3,3   | 2,8   | 2,5   | 2,5  | 2,6   | 2,2   | 2,0  |
| Total Mondial    | 333,6     | 304       | 263,1     | 272,6     | 282,3 | 264,4 | 267,7 | 258,1 | 288,9 | 270,8 | 273,9 | 269  | 249,8 | 292,3 | 260  |

L'Italie et la France restent les principaux producteurs de vin mais, ces dernières décennies, leur production a beaucoup diminué (-40 % entre 1990 et 2008). Pendant la même période, la production chinoise était multipliée par 5,9 (soit 490 % de croissance). La Chine vise plus la quantité que la qualité mais les choses pourraient changer.
Par ailleurs, ces dernières années, la production espagnole a considérablement crû, au point que pour l'année 2011, la production espagnole égalait quasiment celle de l'Italie (39,9 millions d'hectolitres pour l'Espagne contre 40 millions pour l'Italie). D'autres sources annoncent, pour la même année, une plus forte production pour l'Espagne (40,3 millions d'hectolitres) que pour l'Italie (40,2 millions d'hectolitres).
En 2014, la France aurait retrouvé sa place de premier producteur mondial (46,2 millions d’hectolitres) devant l'Italie (44,4 millions d’hectolitres) et l'Espagne (37 millions d’hectolitres).

#### Pays exportateurs
| Pays             | 1986-1990 | 1991-1995 | 1995-2000 | 2000-2005 | 2010 | 2013  | 2014  | 2015  | 2018  | 2019  |
| ---------------- | --------- | --------- | --------- | --------- | ---- | ----- | ----- | ----- | ----- | ----- |
| Italie           | 12,8      | 15,1      | 14,8      | 15        | 21,5 | 20,3  | 20,4  | 20,0  | 19,6  | 21,6  |
| Espagne          | 4,65      | 7,35      | 8,82      | 12,1      | 17,2 | 18,5  | 22,3  | 24,0  | 20,0  | 21,3  |
| France           | 12,8      | 11,5      | 15,3      | 14,8      | 13,9 | 14,5  | 14,3  | 14,0  | 14,2  | 14,2  |
| Chili            | 0,18      | 0,87      | 2,25      | 3,92      | 7,32 | 8,7   | 8,1   | 8,8   | 8,4   | 8,7   |
| Australie        | 0,25      | 1,0       | 2,09      | 5,46      | 7,81 | 7,1   | 7,0   | 7,4   | 8,5   | 7,4   |
| Afrique du Sud   | 0,05      | 0,37      | 1,2       | 2,36      | 3,79 | 5,2   | 4,2   | 4,2   | 4,2   | 3,2   |
| États-Unis       | 0,61      | 1,18      | 2,31      | 3,23      | 4,0  | 4,1   | 4,0   | 4,2   | 3,5   | 3,6   |
| Allemagne        | 2,71      | 2,69      | 2,33      | 2,64      | 3,93 | 4,0   | 3,9   | 3,6   | 3,7   | 3,8   |
| Argentine        | 0,22      | 0,59      | 1,03      | 1,53      | 2,74 | 3,1   | 2,6   | 2,7   | 2,8   | 2,7   |
| Portugal         | 1,55      | 1,95      | 2,14      | 2,57      | 2,67 | 3,0   | 2,8   | 2,8   | 3,0   | 3,0   |
| Nouvelle-Zélande | 0,02      | 0,08      | 0,15      | 0,32      | 1,42 | 1,8   | 1,9   | 2,1   | 2,6   | 2,7   |
| Total Mondial    | 43,53     | 51,1      | 60,9      | 72,4      | 95,6 | 101,3 | 102,4 | 104,3 | 104,1 | 105,8 |

| Pays             | 2013 | 2014 | 2015 | 2018 | 2019 |
| ---------------- | ---- | ---- | ---- | ---- | ---- |
| France           | 7,8  | 7,7  | 8,24 | 9,3  | 9,8  |
| Italie           | 5,0  | 5,0  | 5,35 | 6,2  | 6,4  |
| Espagne          | 2,6  | 2,5  | 2,64 | 2,9  | 2,7  |
| Chili            | 1,4  | 1,4  | 1,65 | 1,7  | 1,7  |
| Australie        | 1,3  | 1,3  | 1,46 | 1,8  | 1,8  |
| États-Unis       | 1,2  | 1,1  | 1,4  | 1,2  | 1,2  |
| Nouvelle-Zélande | 0,78 | 0,85 | 0,96 | 1,0  | 1,1  |
| Allemagne        | 1,0  | 0,97 | 0,95 | 1,0  | 1,0  |
| Portugal         | 0,72 | 0,73 | 0,74 | 0,8  | 0,8  |
| Argentine        | 0,67 | 0,63 | 0,74 | 0,7  | 0,7  |
| Afrique du Sud   | 0,63 | 0,59 | 0,63 | 0,7  | 0,6  |
| Total Mondial    | 25,7 | 25,5 | 28,3 | 31,5 | 31,8 |

Certains pays plantent de façon effrénée, ce qui à terme devrait amener sur le marché d'énormes quantités de nouveaux vins et faire chuter les prix. En 2008, les nouvelles plantations ont augmenté de 240 % en Nouvelle-Zélande, de 169 % en Australie et de 164 % en Chine. De son côté, la Commission européenne veut libéraliser complètement les droits de plantation en Europe d'ici 2018 au plus tard, ce qui sera une grande première.
| Origine                                                                 | 2003 | 2004 | 2005 | 2006 | 2007 | 2008 |
| ----------------------------------------------------------------------- | ---- | ---- | ---- | ---- | ---- | ---- |
| Monde                                                                   | 33   | 53   | 75   | 139  | 258  | 381  |
| France                                                                  | 8    | 14   | 22   | 39   | 98   | 150  |
| Australie                                                               | 3    | 6    | 11   | 27   | 45   | 59   |
| Chili                                                                   | 16   | 20   | 13   | 21   | 47   | 57   |
| Italie                                                                  | 1    | 3    | 4    | 12   | 20   | 27   |
| États-Unis                                                              | 2    | 4    | 4    | 11   | 19   | 76   |
| Données provenant de l’USDA Foreign Agricultural Service (19 août 2009) |      |      |      |      |      |      |

Si la production chinoise a fortement augmenté ces dernières années, la croissance de la consommation (17 % annuel en volume de 2003 à 2008) a entraîné un boom des importations chinoises de vin. En 2008, elles représentaient 18 % en valeur de la consommation chinoise.
La France a été la grande bénéficiaire de ce mouvement. Sa part de marché en valeur est passée de 24 % en 2003 à 39 % en 2008. Cette forte progression s'explique par une montée en gamme des importations chinoises. Alors que le vin en vrac représentait 57 % des importations en 2003, ce pourcentage n'était plus que de 22 % en 2008. La part de marché du Chili a été la principale victime de ce mouvement : le vin en vrac représentait en 2008 encore plus de 60 % de ses exportations vers la Chine.

## Consommation

### Verre

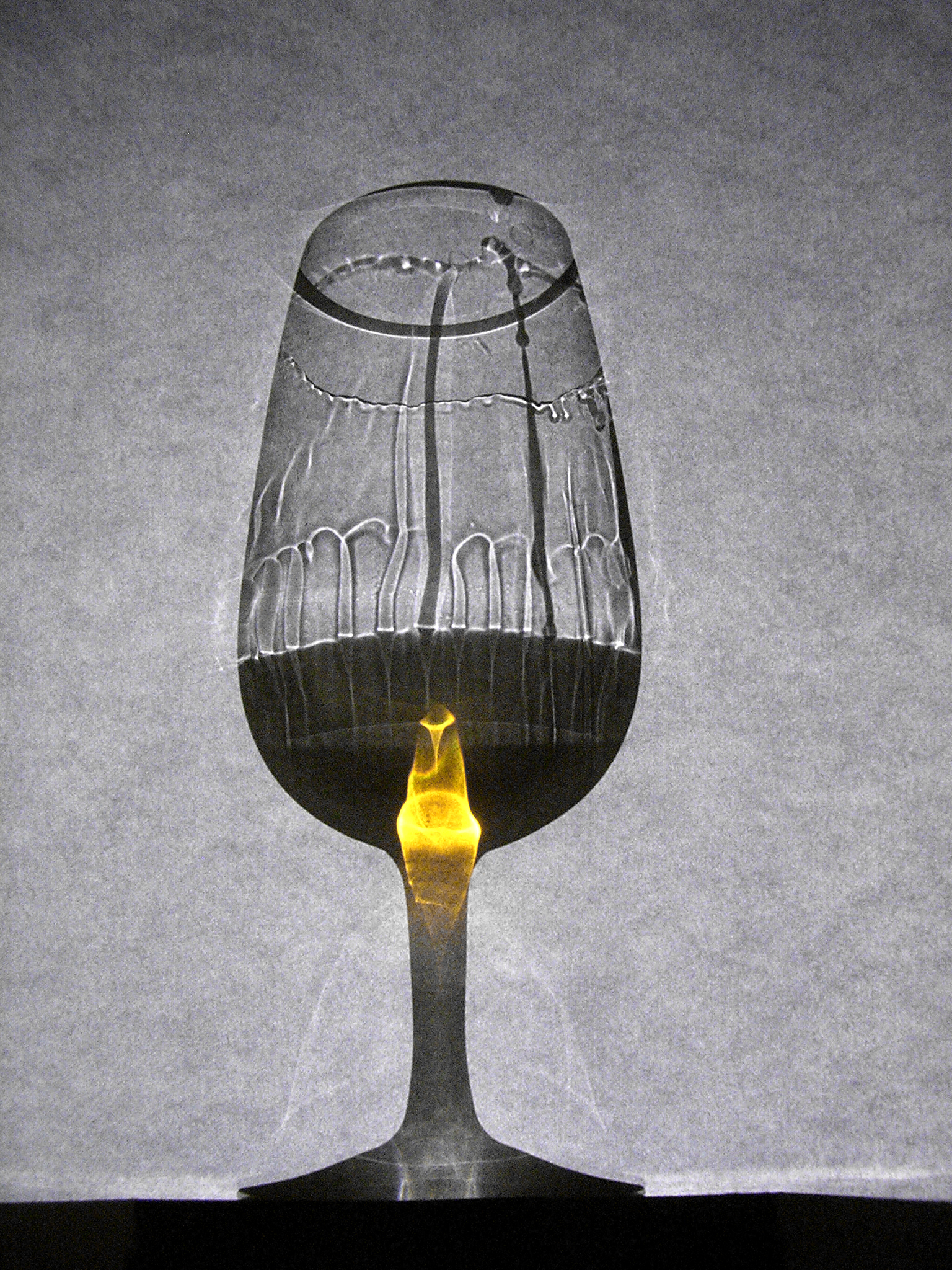
Verre INAO, photo prise aux UV montrant les jambes du vin

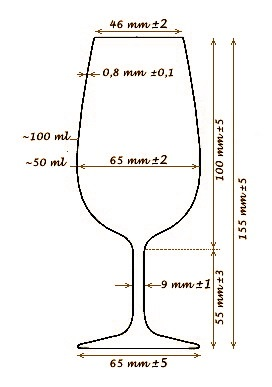
Schéma d'un verre INAO

- Le ballon, 12,5 cl. (1 dl en Suisse)
- Le blida, verre à dégustation des vignerons champenois[131],[132]
- La flûte à champagne, 12,5 cl. (parfois aussi appelée la tulipe), souvent en cristal
- Verre INAO (spécial dégustation)
- Verre INAO noir pour dégustation à l'aveugle[133]
- Impitoyable 1re génération de verre à dégustation pour professionnels[134],[135].
- Les grands nez du vin 2e génération de verre à dégustation pour professionnels[136]. Ces verres a dégustation créés par Yves Meunier, concepteur de la gamme les Impitoyables, sont réalisés à la cristallerie La Rochère de Passavant-la-Rochère. Ils ont été présentés officiellement, en octobre 1993, dans le restaurant de Paul Bocuse à Collonges-au-Mont-d'Or. Surnommés les « Stradivarius des verres à dégustation », car le rocher intérieur dont ils sont munis permet de révéler les arômes les plus subtils en créant des « embruns odorants », ils sont adaptés aux dégustateurs professionnels comme aux amateurs éclairés. Une gamme de verre est dédiée aux vins blancs secs, les vins blancs fruités et les rosés, les rouges jeunes, les rouges de vieux millésimes, le champagne ou les mousseux. Elle est complétée par une tasse à vin munie d'une anse et réservée aux professionnels du vin[137].
- Verre Riedel : Claus Josef Riedel (de) développe dans les années 1970 les formes du verre (hauteur, volume) en fonction des caractéristiques de chaque vin[138].

### Décantation du vin
Il est nécessaire de décanter les vins ayant un dépôt : c'est une opération manuelle consistant à extraire le dépôt du vin en le transvasant dans une carafe. Le temps d'aération dépend de l'âge du vin et de sa structure. Par exemple, un vieux vin, tannique, demande une légère oxygénation (1/2 heure avant son service). Pour un vin de vingt ans d'âge, l'oxygénation prolongée n'est pas conseillée. Le mieux est de décanter au dernier moment et de boire le vin dès son débouchage si on ne le connaît pas. Pour réussir le décantage, la bouteille doit être en position verticale durant l'attente puis elle doit être ouverte et penchée délicatement pour observer le dépôt et ainsi veiller à ce qu'il ne soit pas remué. Grâce à un geste régulier, le dépôt ne tombera pas dans la carafe propre et sèche. Dès qu'on aperçoit une trace sombre, on stoppe le décantage. sans redresser la bouteille, on continue à vider la bouteille dans un verre. Grâce à un entonnoir en verre et un linge ou un filtre en papier, on peut récupérer le liquide du verre pour la carafe. Une veille bouteille pourra se décanter dans un panier verseur. Il existe un appareil à crémaillère qui permet de pencher régulièrement la bouteille.

### Dégustation sur le lieu de vente

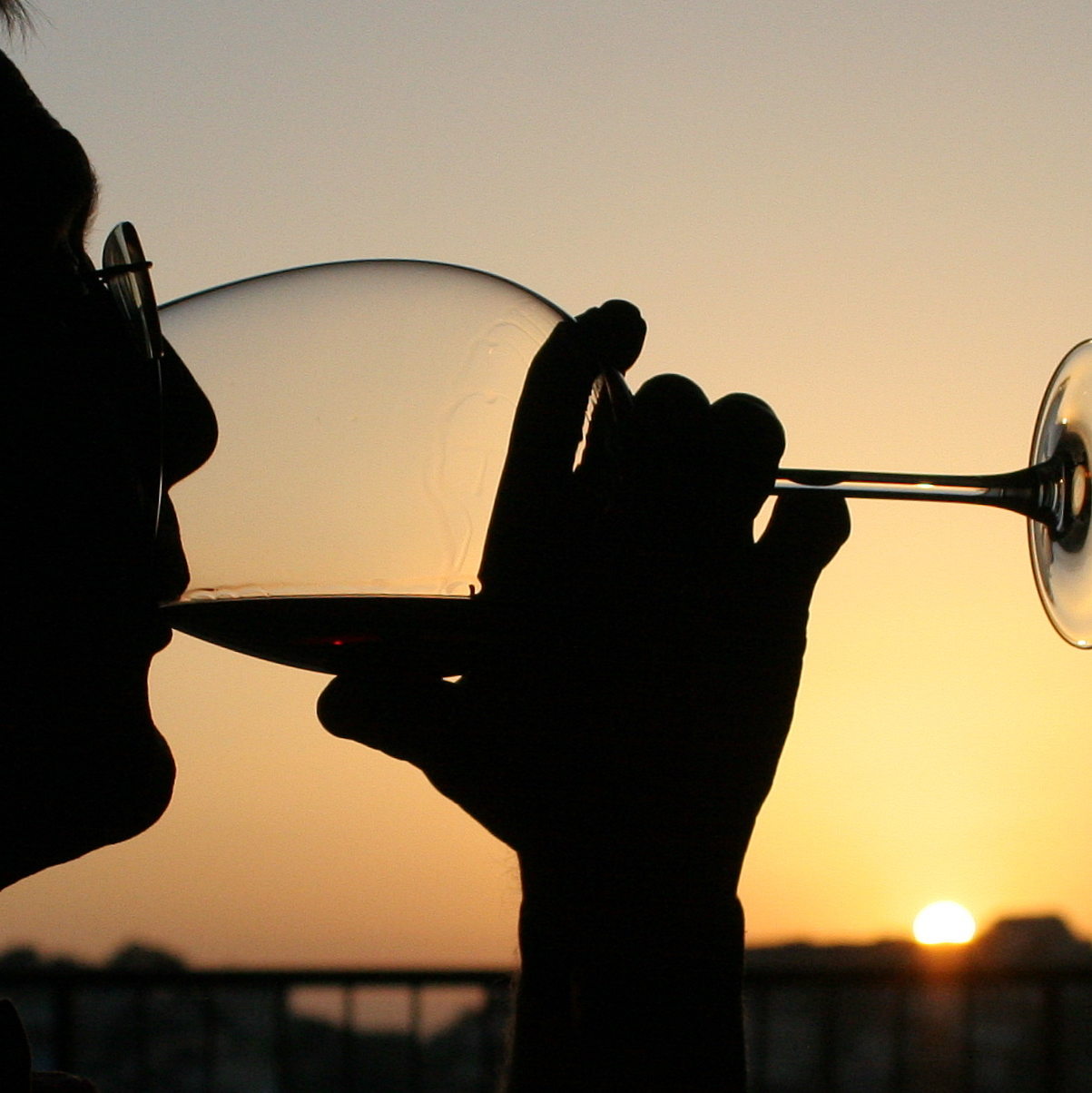
Dégustation dans des verres de qualité

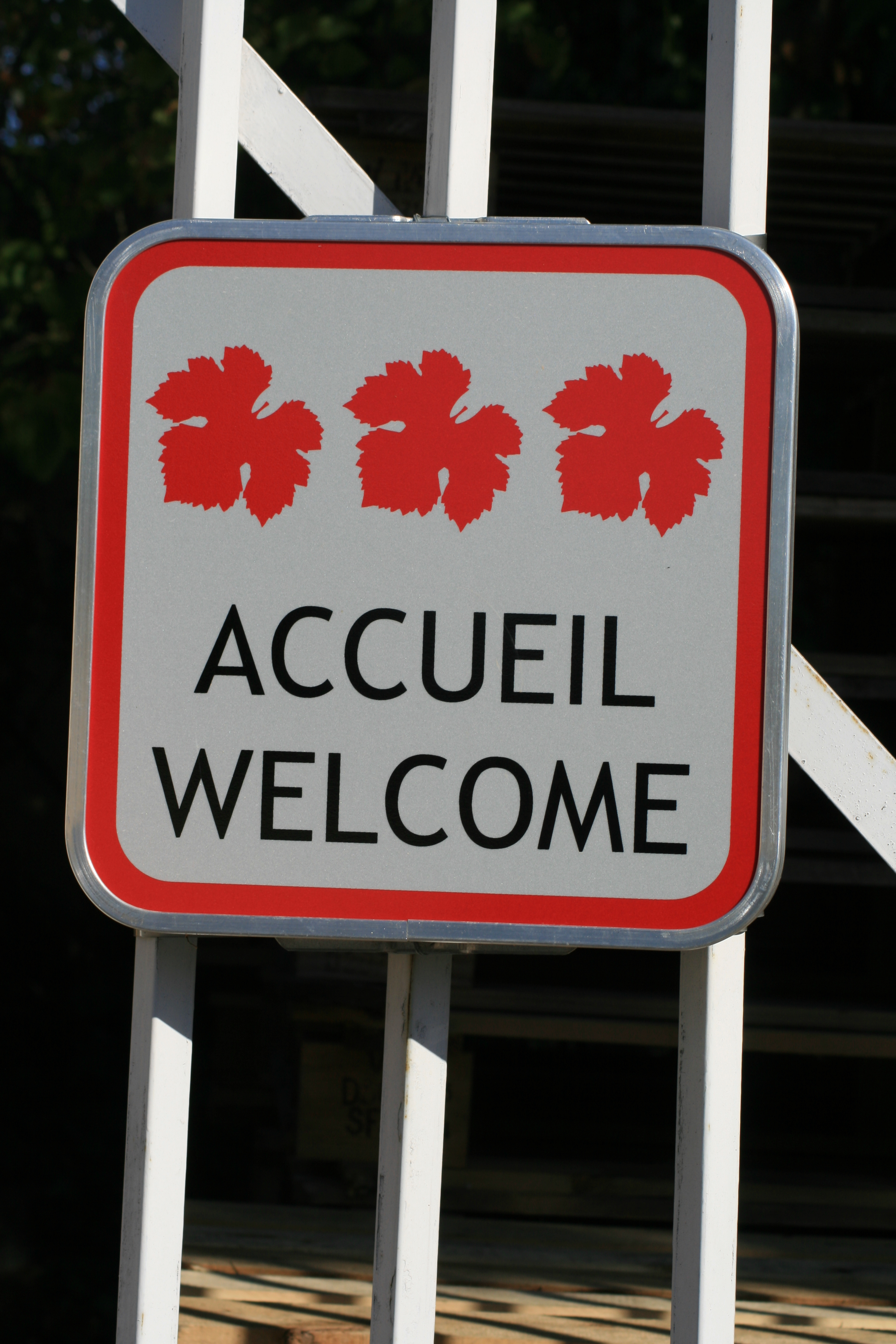
Cave proposant un accueil d'excellence à Châteauneuf-du-Pape

Des centaines de caveaux de dégustation existent dans chaque région d'appellation. En France, une charte de qualité a été mise en place dans la vallée du Rhône pour l'ensemble des vignobles par Inter Rhône. Elle propose trois catégories différentes d'accueil en fonction des prestations offertes par les caves.
La première — dite accueil de qualité — définit les conditions de cet accueil. Un panneau à l'entrée doit signaler que celui-ci est adhérent à la charte. Ce qui exige que ses abords soient en parfait état et entretenus et qu'il dispose d'un parking proche. L'intérieur du caveau doit disposer d'un sanitaire et d'un point d'eau, les visiteurs peuvent s'asseoir et ils ont de plus l'assurance que locaux et ensemble du matériel utilisé sont d'une propreté irréprochable (sols, table de dégustation, crachoirs, verres).
L'achat de vin à l'issue de la dégustation n'est jamais obligatoire. Celle-ci s'est faite dans des verres de qualité (minimum INAO). Les vins ont été servis à température idéale et les enfants se sont vu proposer des jus de fruits ou des jus de raisin. Outre l'affichage de ses horaires et des permanences, le caveau dispose de fiches techniques sur les vins, affiche les prix et offre des brochures touristiques sur l'appellation.

Dégustation dans un caveau de la vallée du Rhône
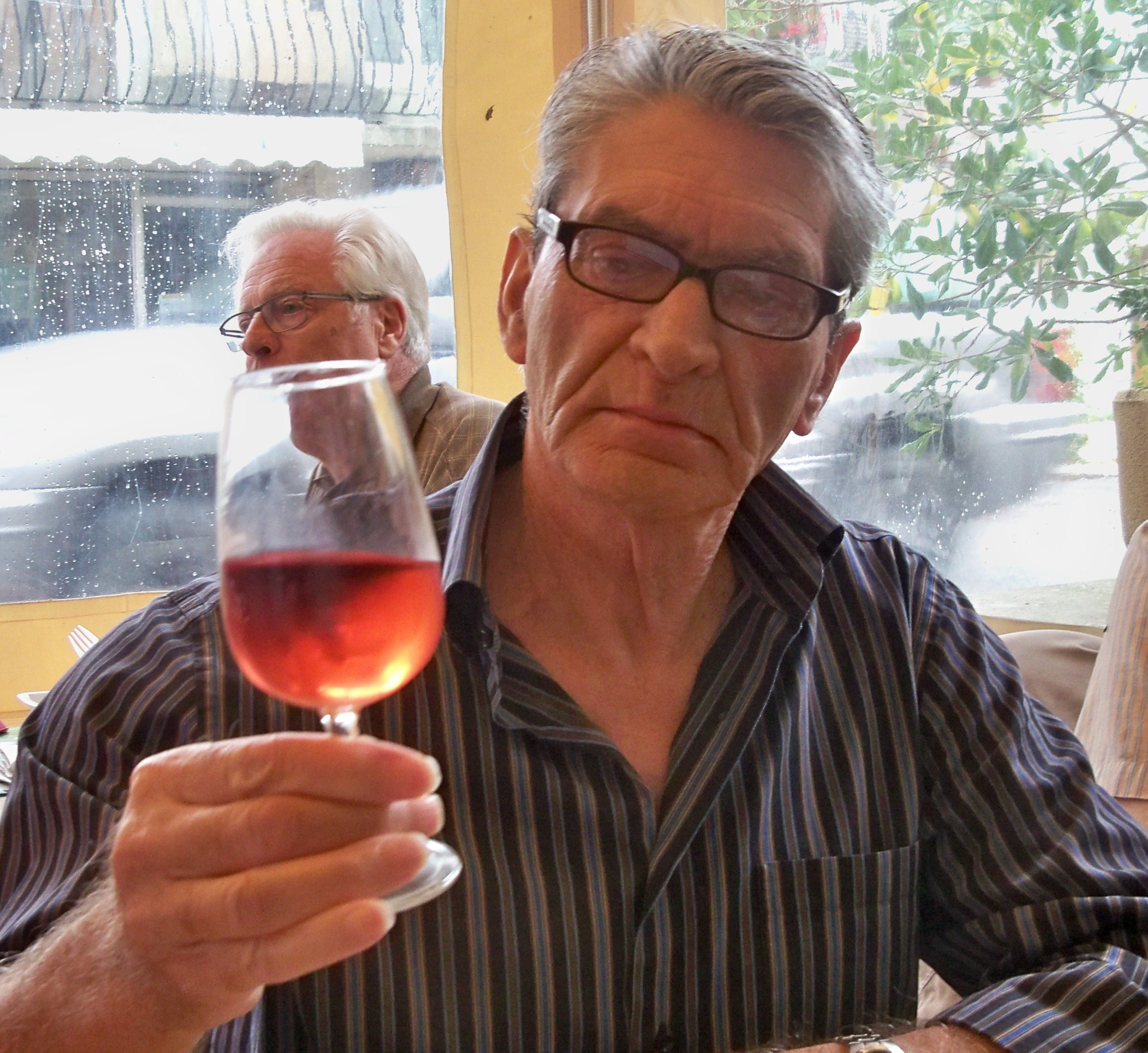
Mirer Sensations visuelles
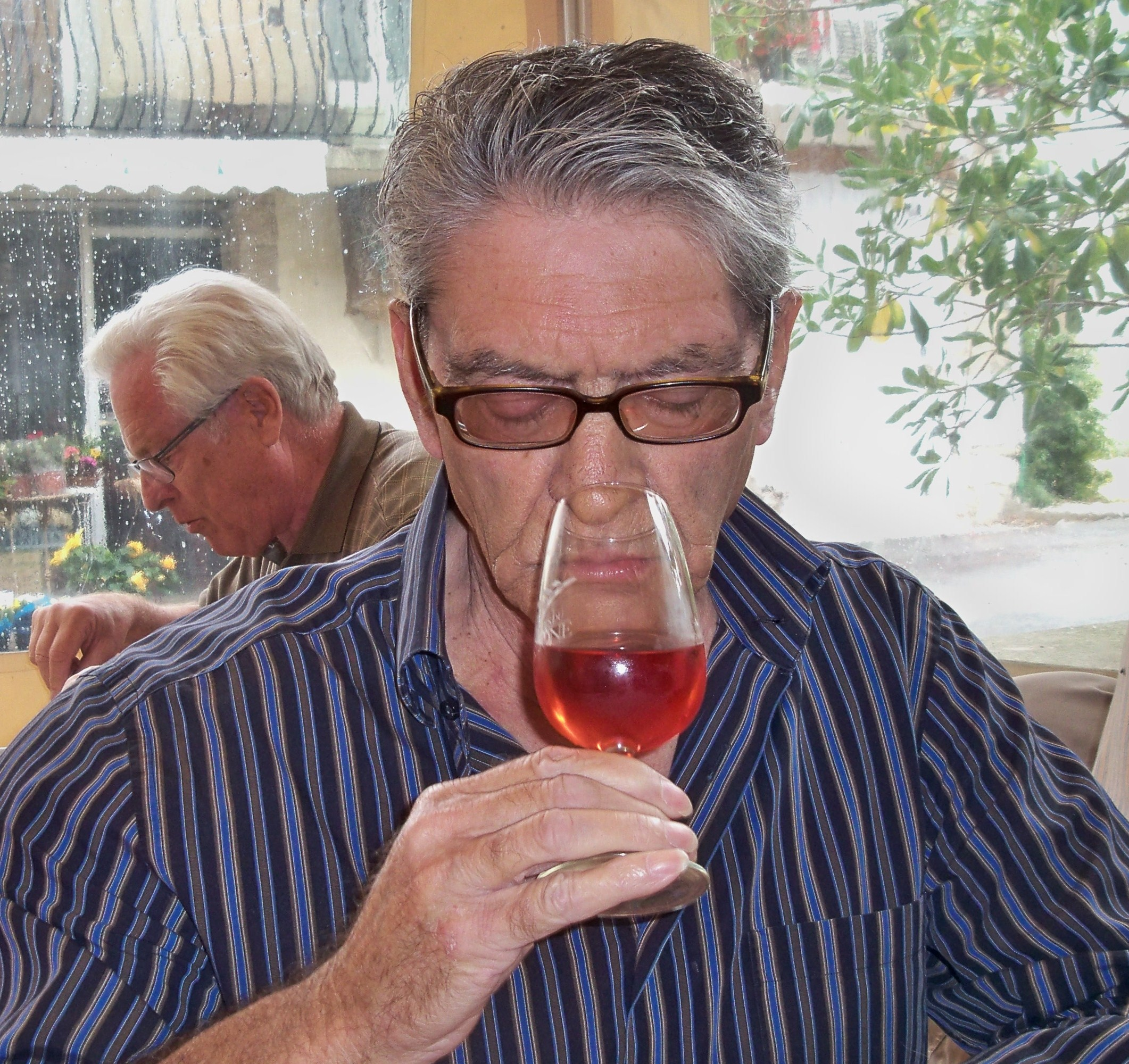
Humer Sensations olfactives
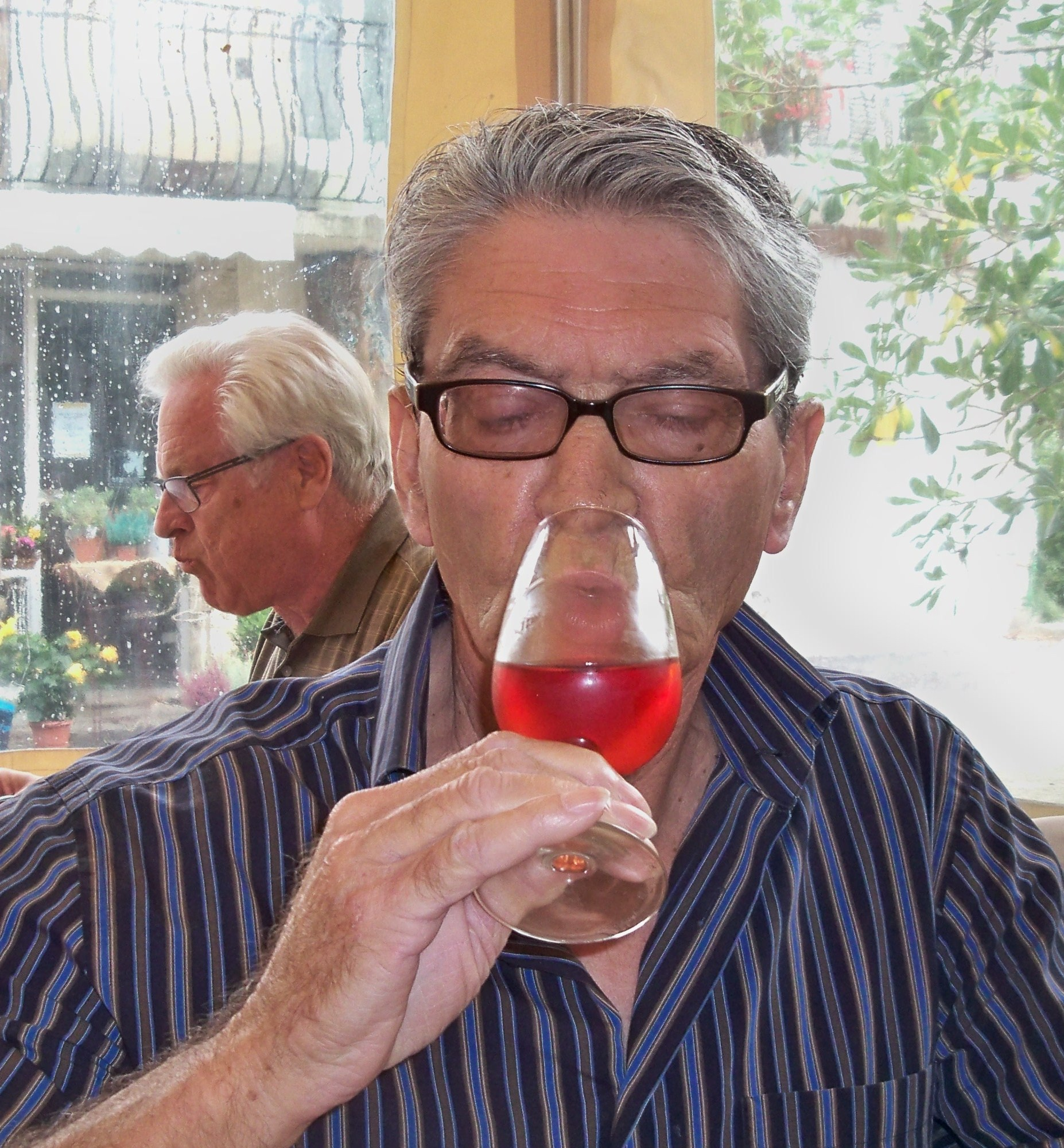
Lamper Sensations gustatives

La seconde — dite accueil de service — précise que le caveau est ouvert cinq jours sur sept toute l'année et six jours sur sept de juin à septembre. La dégustation se fait dans des verres cristallins voire en cristal. Accessible aux personnes à mobilité réduite, il est chauffé l'hiver et frais l'été, de plus il dispose d'un éclairage satisfaisant (néons interdits). Sa décoration est en relation avec la vigne et le vin, une carte de l'appellation est affichée. Il dispose d'un site internet et fournit à sa clientèle des informations sur la gastronomie et les produits agroalimentaires locaux, les lieux touristiques et les autres caveaux adhérant à la charte. Des plus les fiches techniques sur les vins proposés sont disponibles en anglais.
La troisième — dite accueil d'excellence — propose d'autres services dont la mise en relation avec d'autres caveaux, la réservation de restaurants ou d'hébergements. Le caveau assure l'expédition en France pour un minimum de vingt-quatre bouteilles. Il dispose d'un site Internet en version anglaise et le personnel d'accueil parle au moins l'anglais.

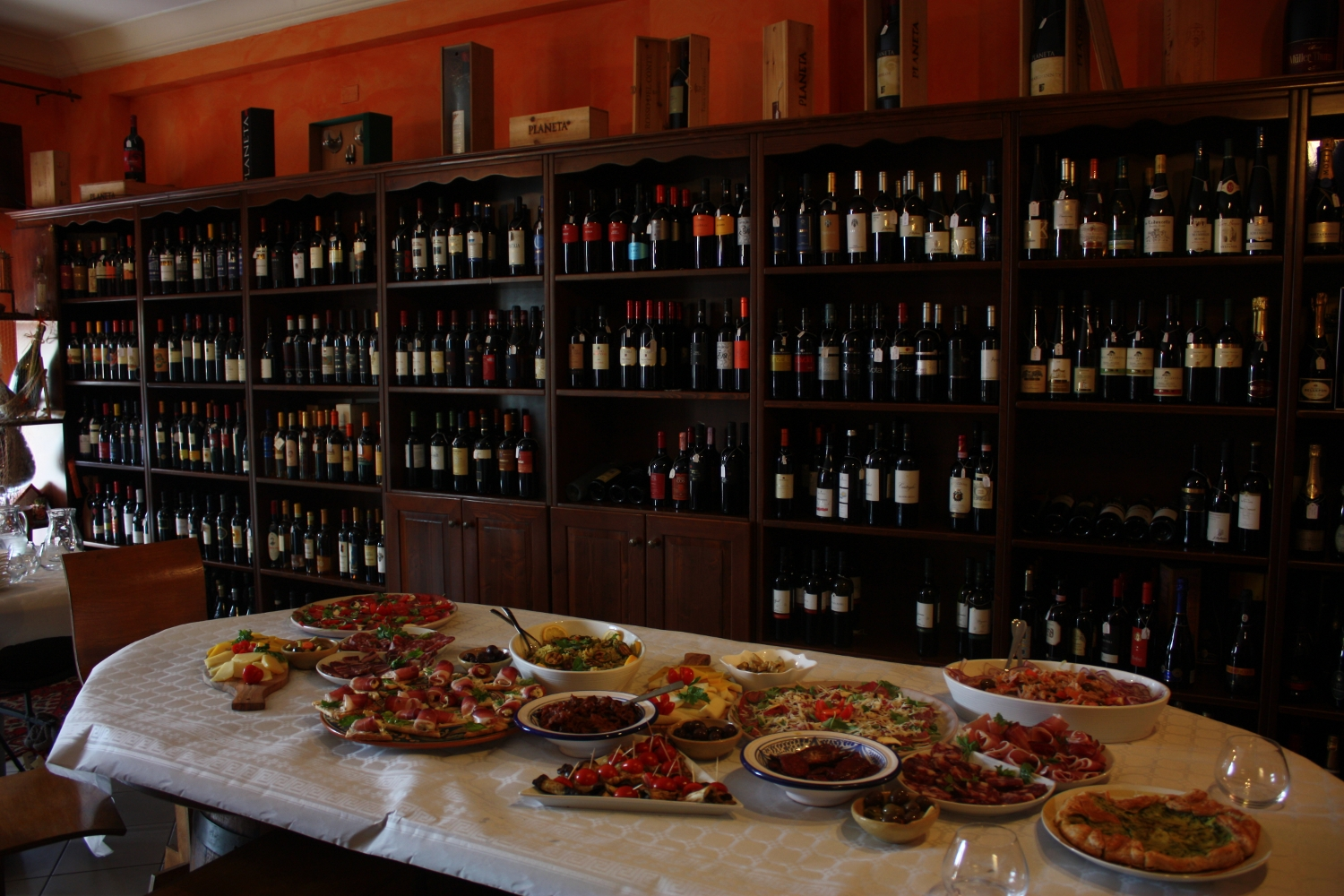
Œnothèque à Menfi

Une œnothèque est un lieu consacré à la vente et à la dégustation des vins locaux ou régionaux. Ce concept a pris naissance en Italie puis s'est également étendu à d'autres pays. Elle s'adresse principalement aux visiteurs et aux touristes en leur offrant la possibilité de déguster des vins à prix raisonnable et de les acheter. Elle est le plus souvent liée aux producteurs ou à leur organisation ou à un office de tourisme de la région de production. Généralement, l'œnothèque ne dispose que de petites quantités de chaque vin, et la clientèle qui souhaite acheter plus est dirigée vers le producteur. Dans certains cas, elle commercialise également d'autres produits alimentaires locaux et sert de petites collations pour accompagner la dégustation.

### Vin et cuisine

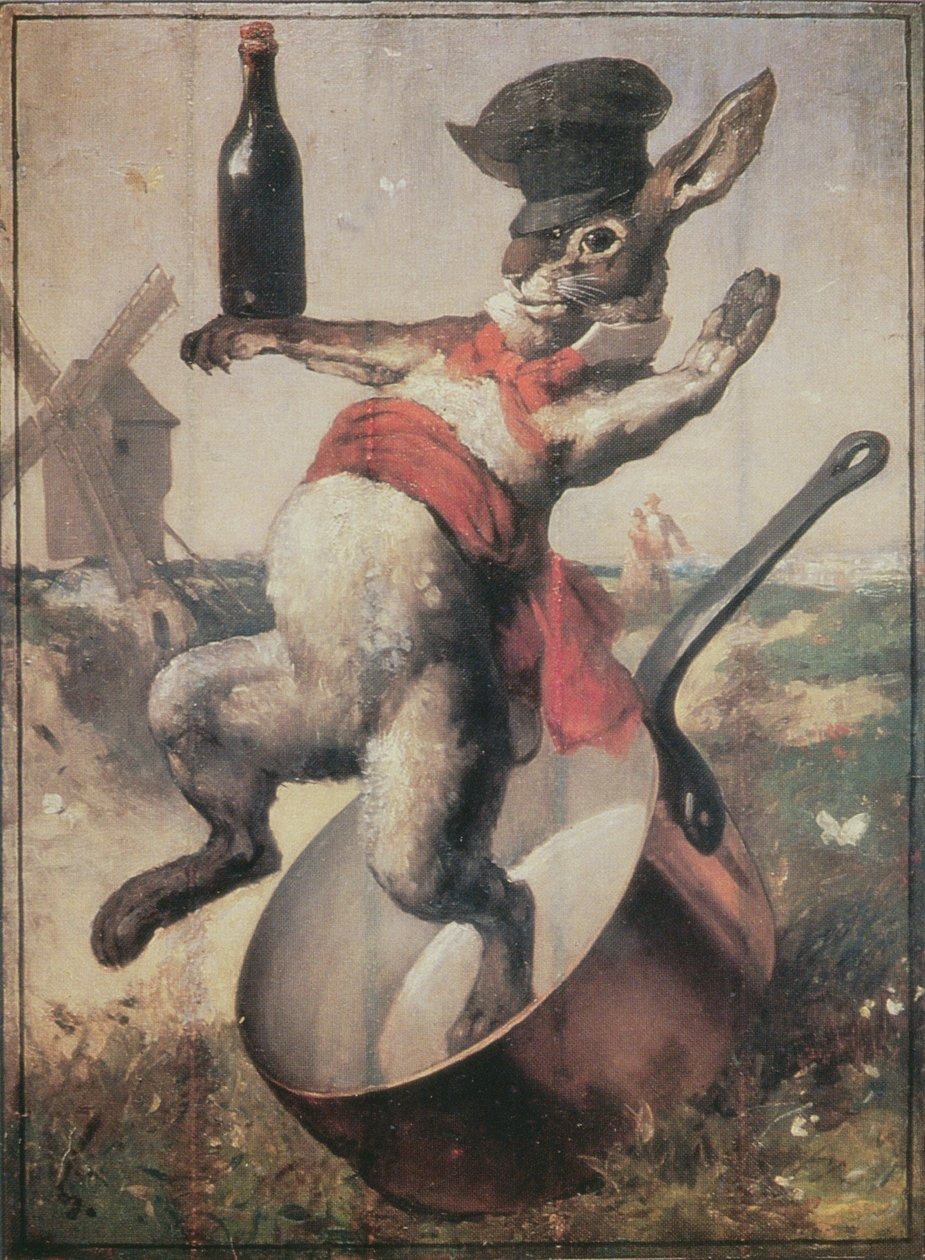
Le lapin agile, symbole de vin et cuisine

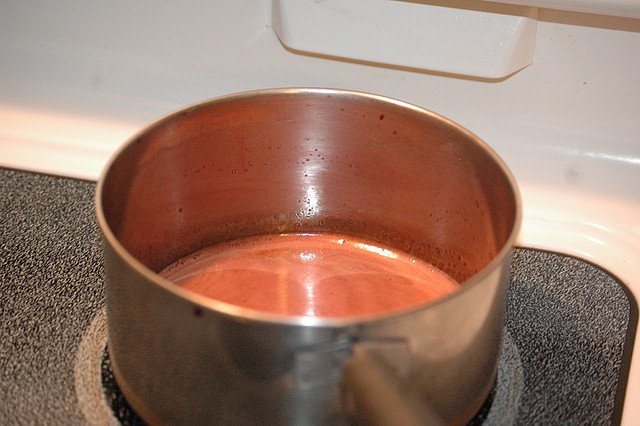
Réduction de vin rouge pour une sauce en le faisant mijoter sur la cuisinière. On l'appelle une réduction car la chaleur fait évaporer une partie de l'eau, laissant une sauce plus concentrée et imprégnée des arômes du vin.

Le vin accompagne et sublime une grande variété de cuisines, des plats simples aux mets sophistiqués.

#### Cuisine du vin
Dès l'Antiquité le conditum paradoxum et le defrutum sont des adjuvants culinaires essentiels dans la cuisine romaine. Leurs héritiers sont les confits et gelées de vin. On retrouve en Espagne, arrope et arrop i talladetes, en Italie, sapa, vinaigre balsamique, vincotto, et vino cotto, en Turquie, pekmez, en France, confit de vin, raisiné bourguignon,, vin cuit.

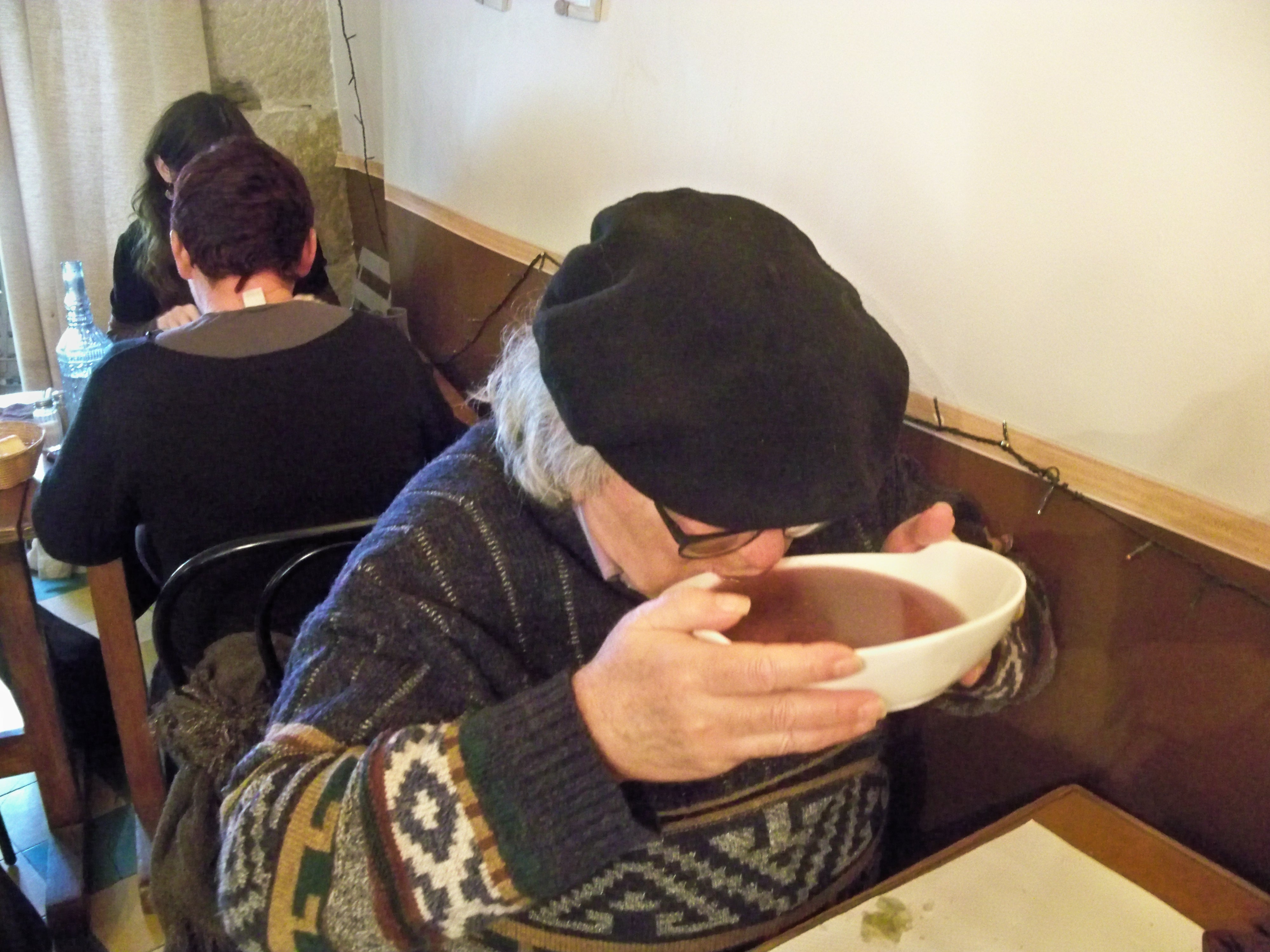
Le chabrot

Nombre de pratiques héritées du Moyen Âge et de la Renaissance ont perduré. La découverte des auteurs antiques vantant les « vins doux comme le miel », les fruits nouveaux rapportés des échelles du Levant puis des Amériques ont enrichi la gamme gustative des vins jusqu'à nos jours. Restent le garhiofilatum et l'hypocras pour la partie médiévale. Le marsala à l'œuf, le vin chaud, le vin d'épines et le vin sucré qui en sont issus. Viennent ensuite la marquisette, la sangria et le zurracapote qui font appel aux fruits. Le melon de Cavaillon au Beaumes-de-Venise s'inscrit dans cette mouvance avec une origine sans doute médiévale. En sont très proches la soupe aux fruits rouges, un dessert et la soupe champenoise, un apéritif, tous deux d'origine plus récente. Mais se distingue entre tous le chabrot.
Les sauces constituent le dernier volet du vin cuisiné. On peut les subdiviser en trois. Celles où dominent la tomate comme la raïto, la sauce bolognaise, la sauce chasseur et la sauce « entre Sambre et Meuse ». Viennent ensuite les sauces au vin et à l'échalote avec la sauce au porto, la sauce bordelaise, la sauce bourguignonne, la sauce au vin rouge et la sauce au vin muscat. Autre méthode avec une liaison au beurre qui se retrouve dans la sauce beurre rouge, sauce lyonnaise, la sauce madère et la sauce Robert. Fait bande à part avec de la gelée de groseille, des épices, des zestes d'agrumes et son porto, la sauce Cumberland. Enfin arrive la marinade qui utilise tant le vin rouge que le vin blanc, en association avec des légumes et des aromates,.

#### Cuisine au vin
L'utilisation du vin en cuisine couvre une gamme de mets importante. Elle se retrouve dans les soupes, entrées, poissons, coquillages, fruits de mer, volailles, viandes, abats, gibiers, légumes, farineux, champignons, fromages et desserts.
Pour les soupes existent deux grands classiques : la marmite dieppoise et la soupe de poissons à la sétoise.
Les entrées sont plus diversifiées avec la mousse de foie de canard au porto ou la terrine de foie gras au sauternes, viennent ensuite les œufs à la façon bourguignonne avec les œufs en meurette ou champenoise avec son œuf poché au champagne,, tous ces mets peuvent s'accompagner de pain au vin rouge.

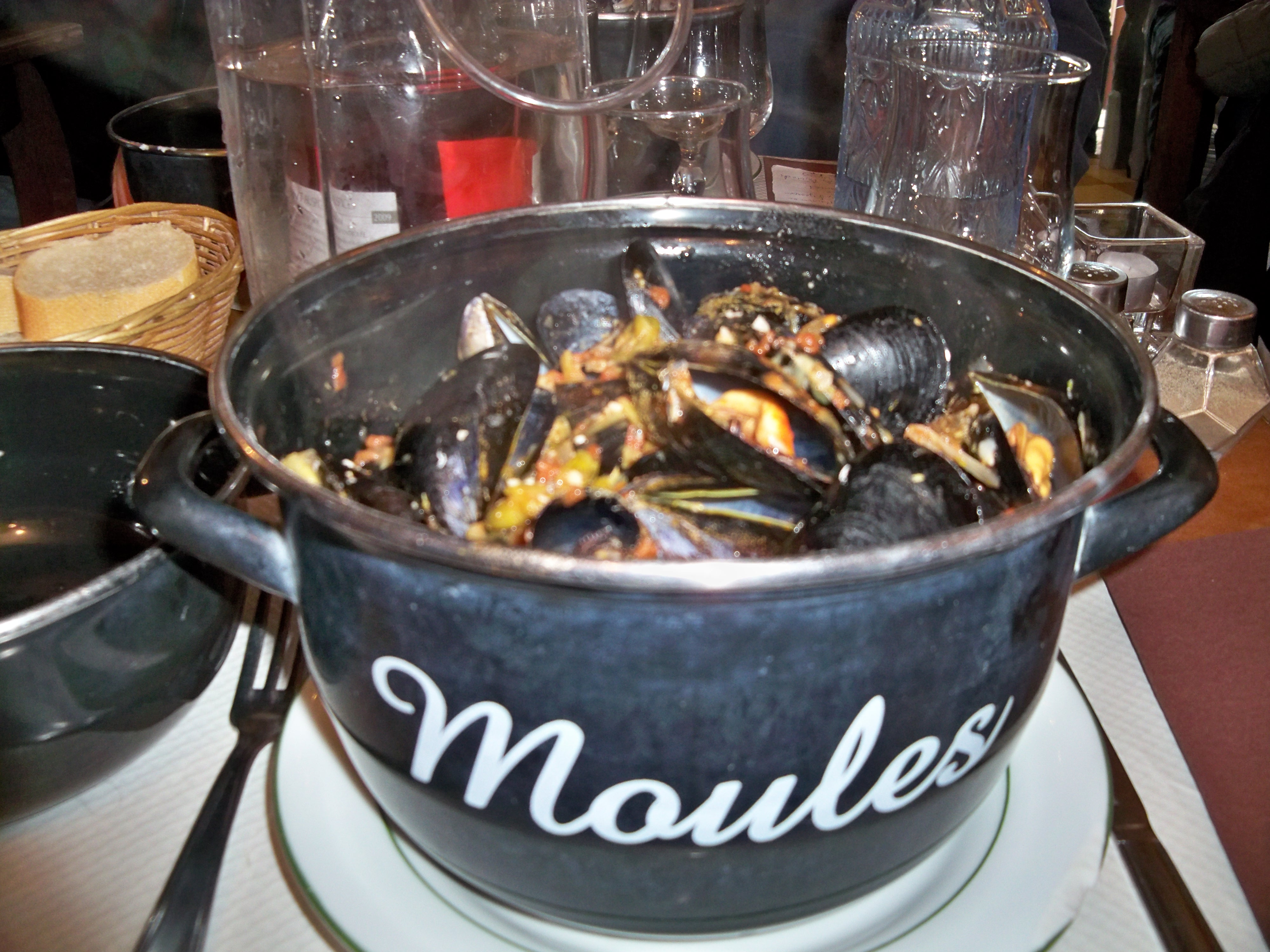
Moules à la provençale

La liste des poissons cuisinés au vin est longue. On relève la bourride à la sétoise, le catigot d'anguilles, la matelote d'anguille, la lamproie à la bordelaise, le maquereau au vin blanc, l'italo-américain Cioppino, viennent ensuite les poissons de rivière avec la pauchouse et la truite à la vauclusienne.
Il en est de même avec les coquillages et fruits de mer dont beaucoup s'accommodent au vin blanc. Se sont fait une renommée le civet de langouste,, les coquilles Saint-Jacques à l'albariño, l'écrevisse à la bordelaise, le homard à l'américaine, les huîtres chaudes au champagne, les moules marinières et les moules à la provençale.
Nombre de viandes nécessitent d'être cuisinées au vin rouge généralement. Parmi les volailles, c'est le cas du coq au vin qui se décline en coq au vin jaune, coq au riesling ou coq au vin de chanturgue, on remarque aussi le poulet à la cacciatore, et le poulet au marsala en Italie, le Poulet Marengo, recette française concoctée au-delà des Alpes, mais aussi le poulet Gaston Gérard et le poulet sauce rouilleuse.
Les abats ne sont pas en reste avec les diots, le foie de veau à la bordelaise, les pieds paquets, le pied de porc à la Sainte-Menehould, les manouls de La Canourgue, la pouteille, le trenèl, les tripoux et le tablier de sapeur.

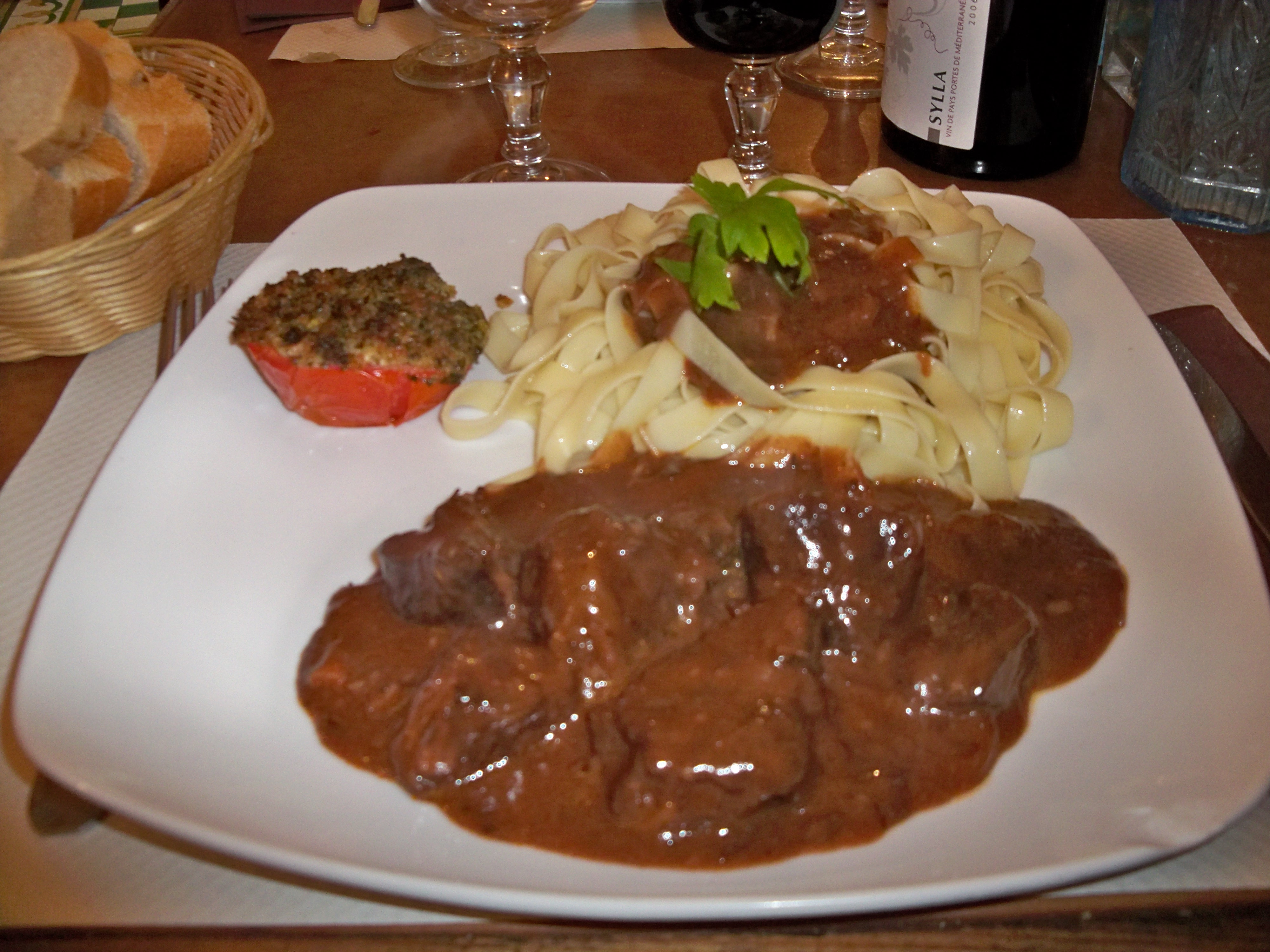
Bœuf bourguignon

Les viandes de bœuf se taillent une part importante avec l'agriade saint-gilloise, les alouettes sans tête,, le bœuf bourguignon, le braisé au barolo, les nombreuses daubes dont la daube avignonnaise, la daube comtadine, la daube niçoise, la daube provençale ou la gardianne. Viennent ensuite les étouffées dont l'escaoudoun landais, l'estouffat catalan, l'osso buco, le stufato à la pavesane et la stufato de mouton. Le Portugal cuisine un gigot d'agneau à la poêle et la Californie un jambon à la californienne. Le vin sert lui-même d'élément de cuisson dans la fondue au vin rouge ou la fondue vigneronne. Les gibiers ne sont pas en reste avec les civets, la compotée de lièvre, les ortolans à la provençale, mets d'un autre âge, la perdrix aux palourdes ou le salmis de palombe.

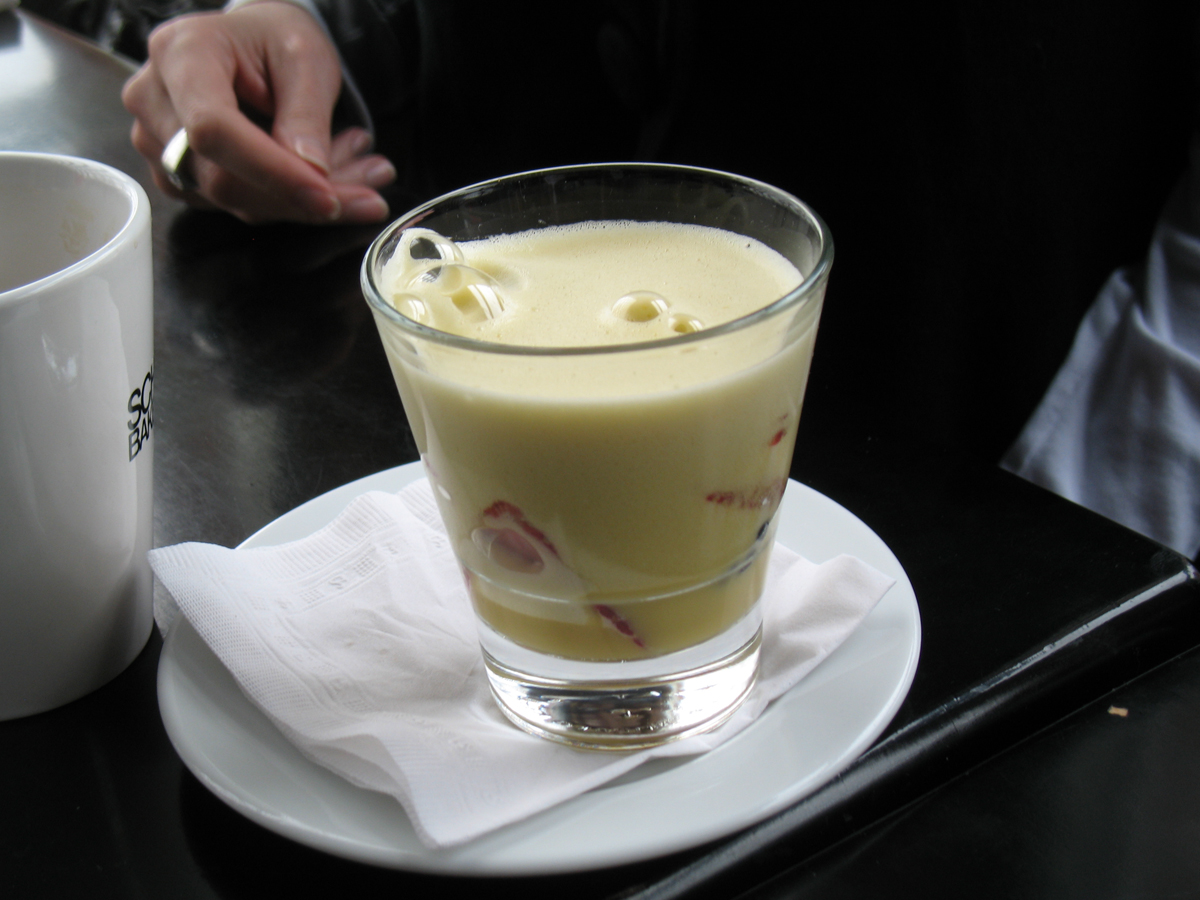
Sabayon au champagne

Légumes et féculents sont aussi susceptibles d'être cuisinés au vin, comme la choucroute, le baeckeoffe, la poêlée montagnarde, les haricots rouges à la vigneronne,, et le risotto. Il en est de même pour les champignons avec la croûte aux morilles, la daube de cèpes et le ragoût de truffes,.

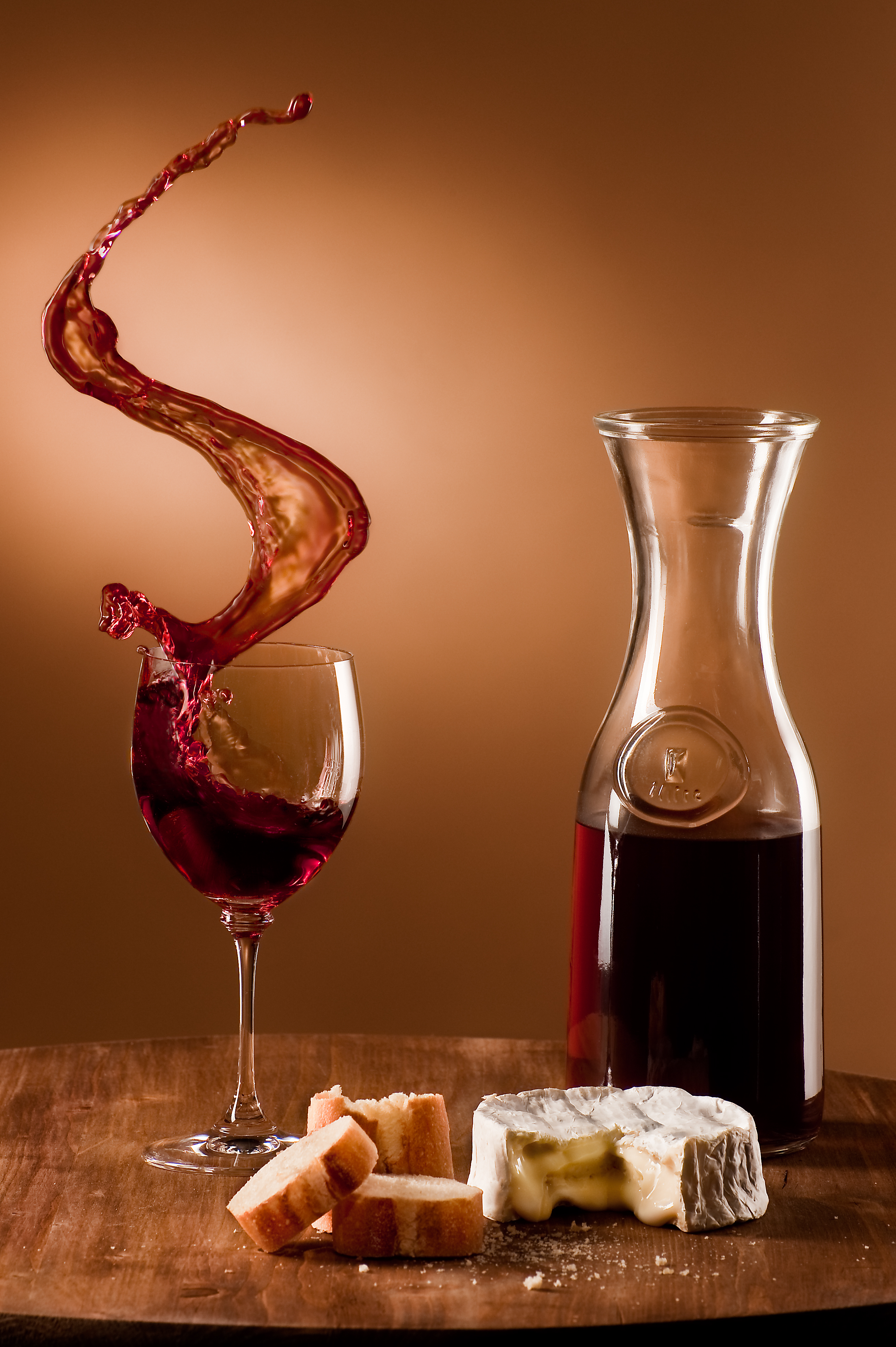
Vin et fromage.

Les fromages eux-mêmes font un mariage gastronomique avec le vin. Ce sont des mets montagnards et pour la plupart alpins comme le berthoud, la croûte au fromage, la fondue au fromage ou le Mont d'Or chaud.
Les desserts ont fait à leur tour usage du vin à l'exemple de la compote madédonienne, des croûtes au vin, des pêches à la Capri, du gâteau au vin blanc et du gâteau au vin rouge, originaires d'Alsace, de la poire à la beaujolaise, du sabayon au champagne, de la tarte au vin, du tiramisu, du toast Hawaï, qui nous vient d'Allemagne, de la trifle, originaire de Grande-Bretagne, et de la zézette de Sète.

#### Le vinaigre de vin
Le vinaigre est le nom que l'on donne au produit de la fermentation acide (ou acétique) que l'on fait subir au vin généralement rouge. Ce liquide contient de l'acide acétique, obtenu par oxydation de l'éthanol, l'alcool contenu dans le vin. Si le vinaigre de vin blanc a une couleur jaunâtre, celui de vin rouge garde une robe rouge. Outre l'acide acétique, le vinaigre conserve tous les principes fixes et les sels présents dans les vins.
Afin d'éponger une surproduction de vin en France au début du XXe siècle, il a été décrété que les vinaigres devaient avoir un taux d'alcool supérieur à 6°, excepté en Alsace. Fin XXe siècle, cette obligation a été abrogée. Les vinaigres aigres-doux qui étaient très courants ont donc été longtemps interdits. Le vinaigre de vin contient de l'acétylméthylcarbinol (acétoïne - CH3-CO-CHOH-CH3), formé au cours de la fermentation alcoolique. Il est présent dans les vins à des doses moyennes de 10 mg/L et variant de 2 à 18 mg/L. En fait, il provient de l’oxydation enzymatique du butane-2,3-diol.
Autrefois, le vinaigre était utilisé pour ses propriétés antiseptiques ou dans la fabrication de « vinaigres médicinaux » et de « vinaigres distillés aromatiques ». Une légende veut qu’Antoine Maille, ancêtre du fondateur de la marque du même nom, ait enrayé la peste de Marseille, en 1720, avec son vinaigre des quatre voleurs, qui était fabriqué à partir de vinaigre de vin.

## Évaluation

### Dégustation d'agrément des vins
En France, tous les vins AOC sont soumis à un examen analytique et organoleptique, les VDQS subissent eux aussi un contrôle organoleptique. Pour les vins de pays, une dégustation obligatoire d'agrément faite par des professionnels a également été mise en place. La dégustation est organisée dans chaque région sous le contrôle de l'Office national interprofessionnel des fruits, des légumes, des vins et de l'horticulture VINIFLHOR. Un des organismes agréés pour la formation des dégustateurs professionnels est l'Université du vin à Suze-la-Rousse.

### Concours des vins

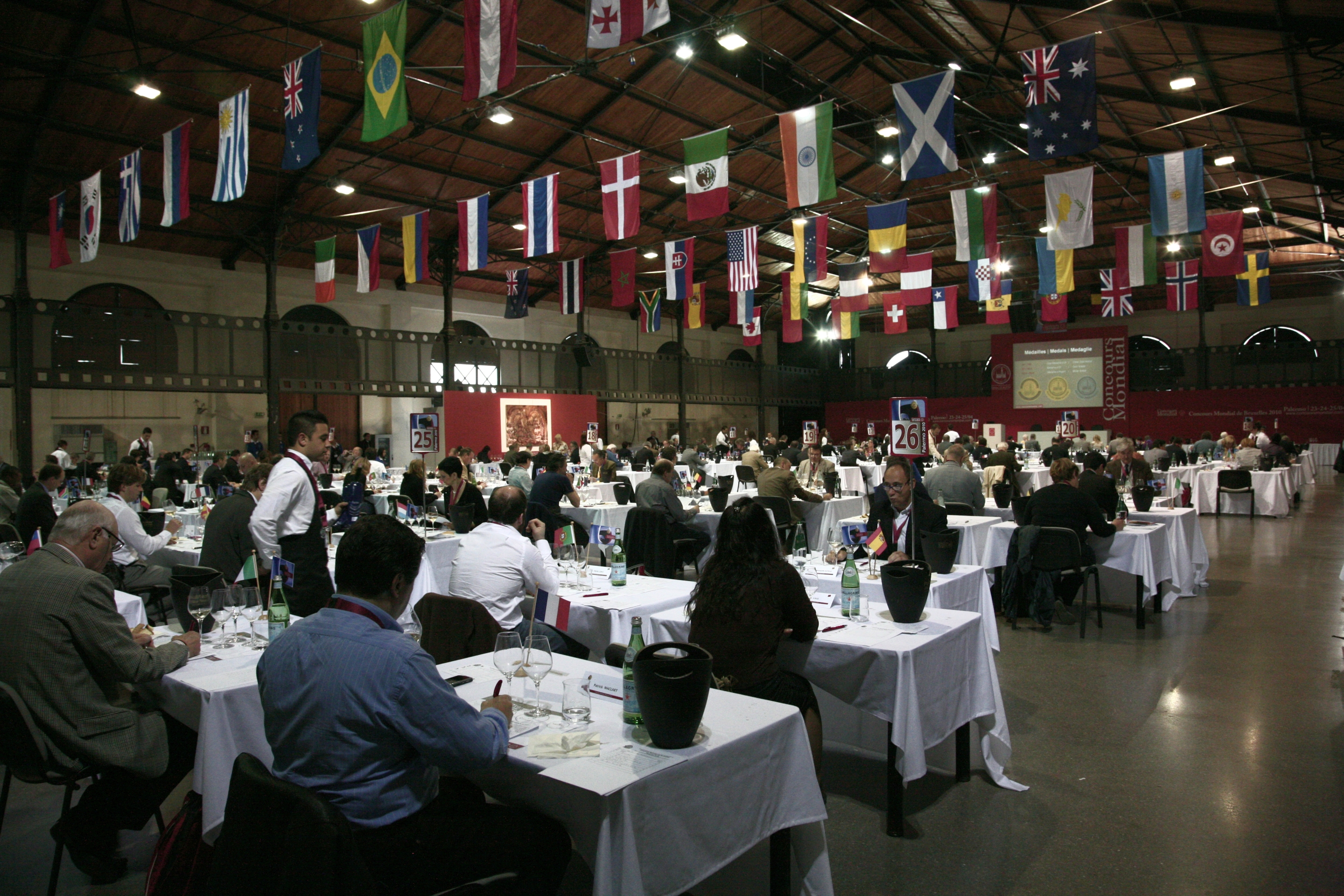
Concours Mondial de Bruxelles

Les concours des vins sont des événements qui reposent dans la dégustation d'échantillons de vins dans le but d'en sélectionner et d'attribuer généralement, après dégustation anonyme, des médailles d'or, d'argent et de bronze, ou leurs équivalent, aux meilleurs d'entre eux.
Il existe à travers le monde des centaines de concours de vins qui se déclinent en trois principaux types : concours représentant les consommateurs, ceux représentant les professionnels du vin et ceux mixtes qui mêlent les deux.
|             | Vin mousseux (toute catégorie) | Vin blanc / rosé sec | Vin blanc / rosé avec sucre résiduel | Vin rouge peu tannique | Vin rouge ± tannique | Vin rouge tannique |
| Température | 7 à 9 °C                       | 9 à 11 °C            | 11 à 13 °C                           | 13 à 15 °C             | 15 à 17 °C           | 17 à 19 °C         |

## Effets sur la santé
Le vin fait partie des boissons alcoolisées et, de ce fait, possède les mêmes effets négatifs que tous les autres alcools pour la santé. Une consommation excessive peut conduire à l'alcoolisme, mais même une consommation moindre a des effets négatifs sur la santé, en augmentant en particulier le risque de développer des maladies cardiovasculaires et des cancers. Dès le premier verre, les effets négatifs de l'alcool sur la santé l'emportent largement sur les quelques effets positifs (qui concernent le diabète et certaines maladies cardiaques).[réf. souhaitée]
Comme toute boisson alcoolisée, le vin contribue également à des accidents et problèmes de santé, dont des handicaps et des morts, directs ou indirects, touchant non seulement les buveurs mais également d'autres personnes : accidents de la route, violence sous ivresse, exposition prénatale à l’alcool (dont le syndrome d'alcoolisation fœtale, qui est un handicap neurologique irréversible). En France, le vin représente environ 58% de la consommation d'alcool ,.
La présence de polyphénols dans le vin tels que le resvératrol et ses propriétés bénéfiques contre les maladies cardiovasculaires ont été démontrées. Selon l’Organisation mondiale de la Santé, grâce à ses propriétés vasodilatatrices, le resvératrol réduirait 40 % des risques d’accident cardiaque et d’infarctus. Une étude proposant à des patients opérés à la suite d'un infarctus de consommer deux verres de vin par jour pendant deux semaines a montré que cette consommation de vin entraine une diminution du taux circulant de lipides plasmatiques (triglycérides, cholestérol, LDL) et une augmentation du pouvoir antioxydant du sang.
Lorsque la consommation ne dépasse pas deux verres par jour et qu'elle fait partie d'une alimentation équilibrée, la présence de resvératrol dans le vin permettrait aussi d'agir positivement sur la préservation de la mémoire. Ceci a été démontré par une étude américaine publiée dans la revue anglophone " Scientific Reports " publiée en février 2015. Cet effet positif a particulièrement été observé chez les personnes âgées de plus de 60 ans et chez les patients atteints de la maladie d’Alzheimer.
D'autres études montrent qu'un verre de vin rouge permettrait de lutter contre le stress. Ceci peut sembler évident puisque le vin contient de l'alcool mais des chercheurs ont aussi découvert que le resvératrol présent dans le vin inhibe l'enzyme PDE4 responsable de l'anxiété lorsqu'elle est présente en concentration trop élevée dans le cerveau .
Enfin, une étude a montré que la consommation jus de raisin riche en resvératrol entraine une diminution du risque de développer un cancer du sein chez la femme . Une consommation de vin raisonnable pourrait également entrainer une diminution du risque de cancer du sein mais cela n'a pas été clairement établi.
De plus, ces effets positifs énoncés ne font pas l'unanimité face aux autres risques dus à la présence d'alcool dans le vin,.
D'autres risques sur la santé propres au vin ont été identifiés, tels que ceux du méthanol, du plomb, et d'autres adjuvants qui peuvent être présents dans le vin, à la suite des procédés de fabrication.

### Évolution de la considération du vin sur la santé
Les discours sur le vin et la santé ont évolué au cours de l'histoire. Depuis l'Antiquité, le vin a été considéré comme une boisson préservant la santé lorsqu'il était consommé avec mesure. Le vin a longtemps été préconisé comme une boisson plus hygiénique que l'eau, à une époque ou celle-ci pouvait être non potable et souillée de maladies ; l'alcool présent avait pour effet de la purifier de ces bactéries et virus. Des vins médicinaux ont été préconisés pour soigner certaines affections, leurs effets pouvant être associés aux macérats de diverses plantes plus qu'au vin lui-même.
Ces pratiques ont été propagées par les autorités médicales jusqu'à la seconde moitié du XXe siècle, avant d'être ébranlées par les études épidémiologiques et la compréhension de la chimie du vin.
Certaines voix en France se sont élevées pour inviter à distinguer le vin des autres alcools du point de vue de la santé, à l'instar du ministre français de l'Agriculture et de l'Alimentation Didier Guillaume, qui déclare le 16 janvier 2019 que « le vin n'est pas un alcool comme un autre » et qu'« il faut lutter contre toutes les addictions, mais il faut éduquer les Françaises et les Français et la jeunesse au bon, au beau ». Ces propos qui ont suscité la polémique ont conduit la ministre française de la Santé Agnès Buzyn à répondre deux jours plus tard, le 18 janvier 2019 que « [si] le vin fait partie de notre patrimoine, et qu'en cela on peut considérer qu'il n'est pas un alcool comme un autre et qu'il fait partie de la culture nationale, la molécule d'alcool contenue dans le vin est exactement la même que celle contenue dans n'importe quelle boisson alcoolisée »,,.

## Vin et culture

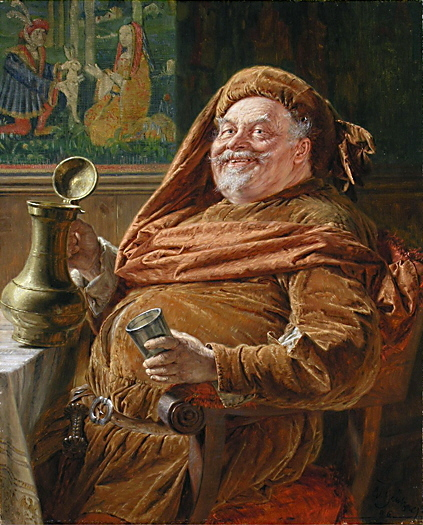
Falstaff, héros shakespearien et grand amateur de xérès

Le vin et la culture sont liés depuis l'antiquité. Des artistes ont cherché et trouvé leur inspiration dans ce breuvage parfois considéré comme un don des dieux. Le vin a tenu dans les arts plastiques une place importante tant dans la poterie, la peinture et la gravure, la sculpture que plus récemment dans la philatélie et la marcophilie. Il est d'ailleurs en Europe occidentale, grâce à Dionysos et à ses Mystères, une origine du théâtre. La littérature lui a souvent rendu un hommage appuyé. Les plus grands compositeurs de musique classique et d'art lyrique l'ont intégré dans leurs œuvres. Il a servi de thème ou de sujet de prédilection dans le 7e Art. Une multitude de chansons célèbrent ses vertus à tel point que la chanson à boire fournit depuis des siècles des refrains populaires.
Comme l'expliquait Michel Bouvier : « L'homme a créé le vin, il y a bien longtemps, à partir du fruit de la vigne et il a été si fier de son invention qu'il en a fait non seulement une partie importante de son alimentation, mais qu'il l'a intégré dans sa religion, ses traditions, ses plaisirs et même sa culture ».

### Vin et religion

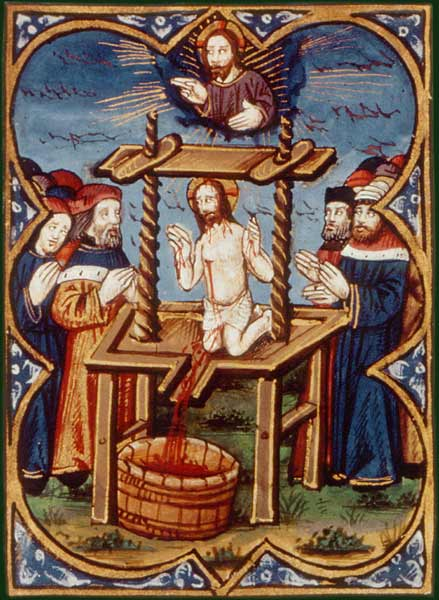
Le Pressoir mystique, dans la Bible moralisée de Philippe le Hardi (XV).

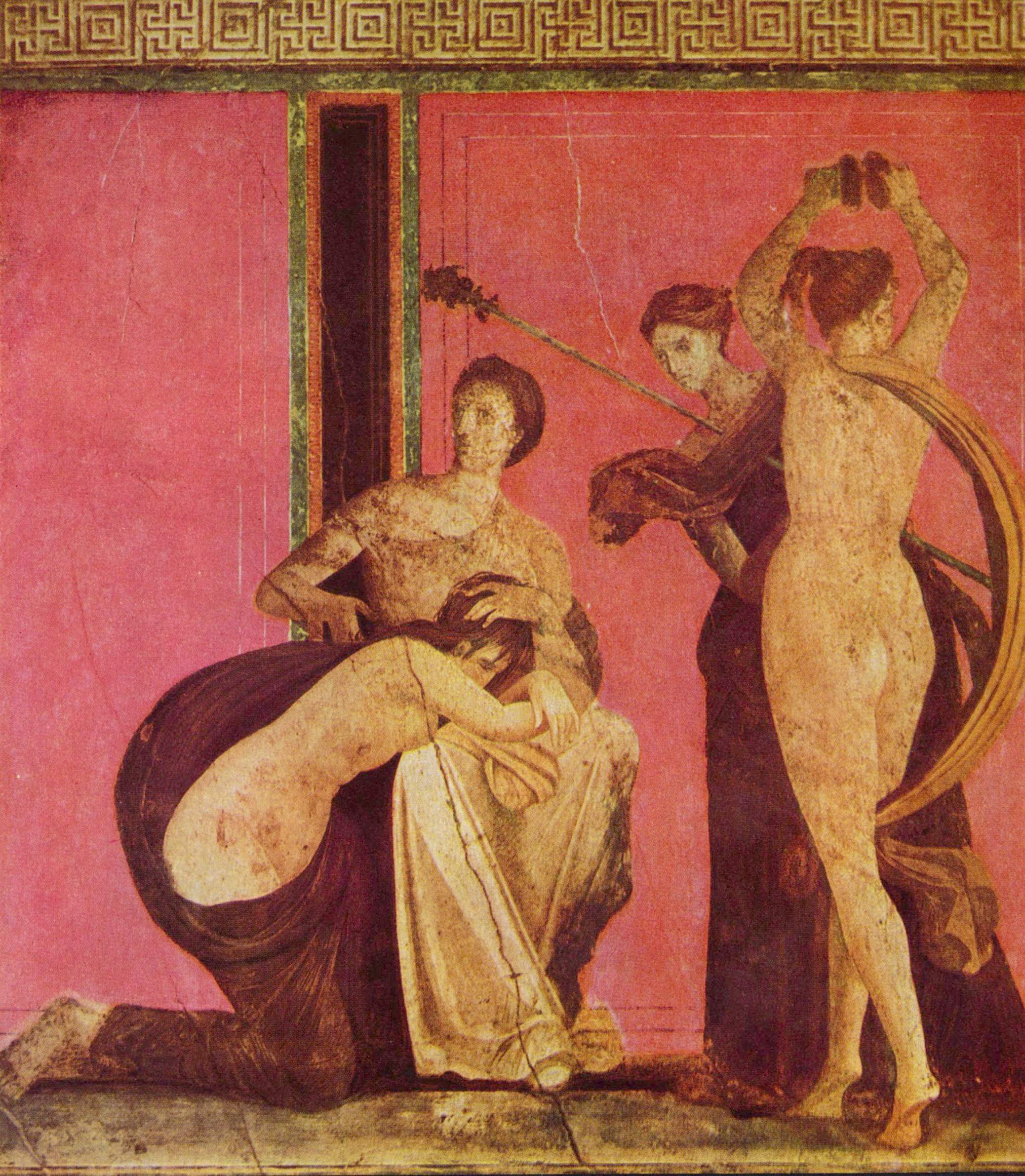
Initiation bachique à la villa des Mystères de Pompéi.

Le vin et la religion, depuis la plus haute Antiquité, ont des rapports fort étroits. La vigne est une plante revêtant un aspect austère en hiver, son débourrement spectaculaire au printemps fait qu'elle a été très tôt associée à la renaissance de la vie après la mort, thème majeur de la mythologie dionysiaque d'abord, comme dans le mythe d'Ampélos, puis de la religion chrétienne. Il a été et reste un élément important des pratiques rituelles et sacrificielles. En Grèce, il fut à la fois l'objet d'un culte et un symbole de la culture. Les Mystères célébrés en l'honneur de Dionysos donnèrent naissance au théâtre. Rome eut des rapports plus conflictuels avec Bacchus, dieu du vin, et les bacchanales. Cette cérémonie religieuse, qui tournait à l'orgie, fut un temps interdite.
La sacralisation du vin, sang de Dieu, n'intervint qu'à travers le christianisme. Et ce n'a point été le cas dans le judaïsme où il est objet de sacrifice et de bénédiction ni dans l'islam où il est à la fois objet d'interdiction et de répulsion mais aussi la récompense suprême au paradis. Le vin, breuvage d'exception, a suscité toute une symbolique. Elle est liée à la vigne qui, après avoir donné une abondante vendange, gage de félicité, semble mourir en hiver pour renaître au printemps. Symbole de résurrection et de vie éternelle, le vin qu'elle produit peut être à la fois bienfaisant bu à faible dose, et devenir redoutable bu avec excès.

### Œnotourisme
Le tourisme vitivinicole est une forme de tourisme d'agrément qui repose sur la découverte des régions viticoles et leurs productions. L’œnotourisme recouvre de nombreuses activités de découverte : dégustations, apprentissage de l'œnologie, de l’analyse sensorielle, de la sommellerie ; rencontre avec les propriétaires, maîtres de chais, les vendangeurs ; connaissance des cépages, des terroirs, les classifications et appellations. L'éventail des découvertes des paysages culturels viticoles est large puisqu'il va de la visite de musées consacrés à la vigne et au vin, jusqu'à celle de sites inscrits au Patrimoine mondial de l'humanité
Quatre sites sont inscrits par l'UNESCO au Patrimoine Mondial : Saint-Émilion et sa judicature, le paysage viticole de l'île du Pico, le
vignoble de la vallée du Haut Douro, tous deux au Portugal, et les terrasses viticoles de Lavaux, en Suisse.

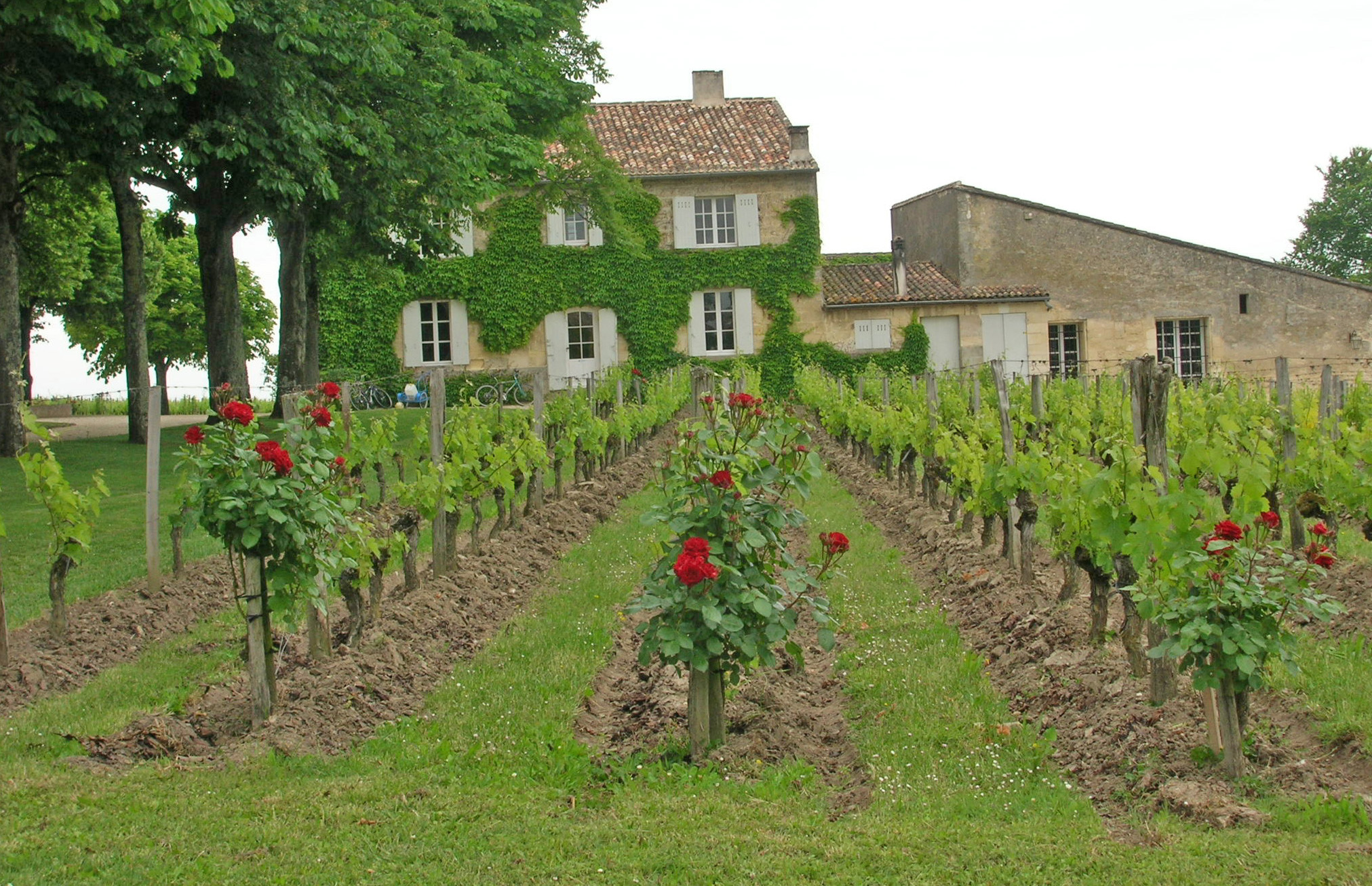
Sur le terroir de Saint-Émilion, vignes de Clos Fourtet avec les rosiers plantés en bout de rang
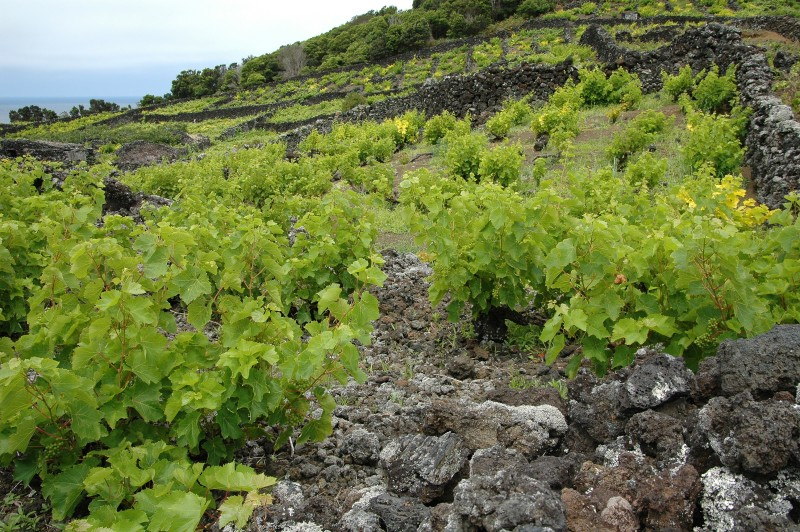
Les currais de l'île du Pico
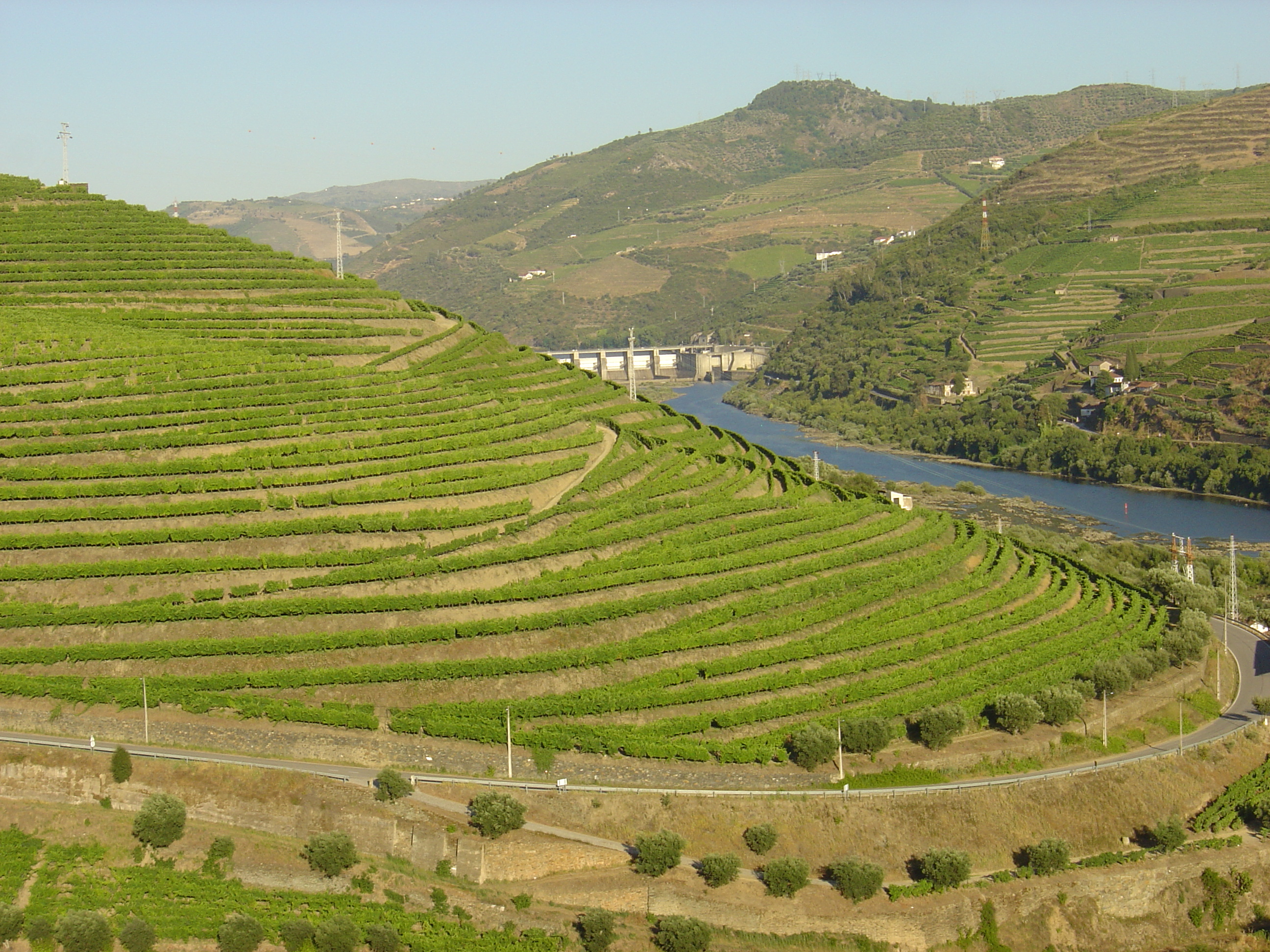
Vignobles de la vallée du Haut Douro
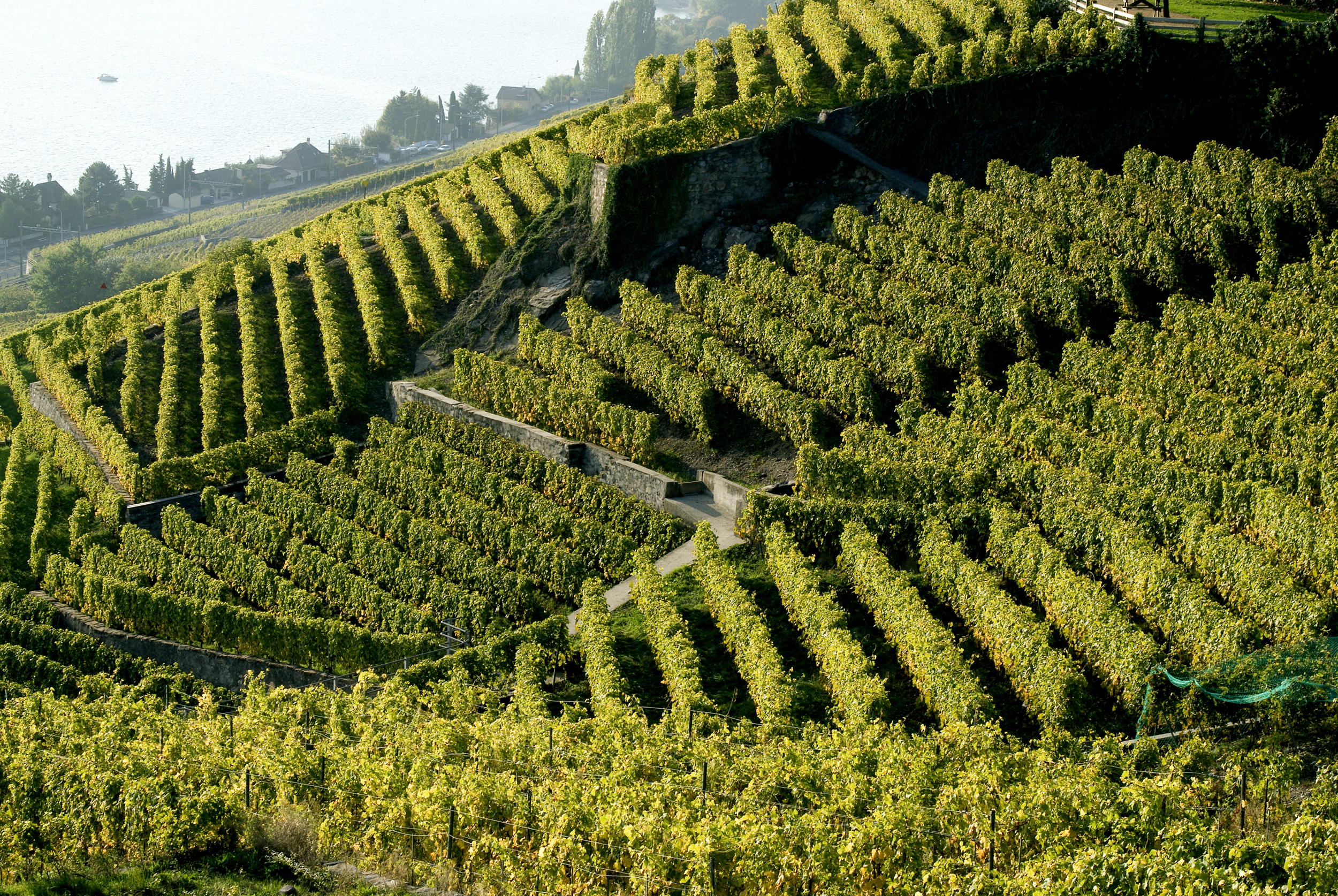
Les vignes en terrasses de Lavaux

### Musées de la vigne et du vin
Les musées consacrés à la vigne et au vin sont présents dans les cinq continents. Leur but est d'exposer les objets de la préhistoire ou de l'antiquité consacrés à l'élaboration des premiers vins ou des vins antiques. Depuis les années 1950, ils se sont multipliés dans de nombreuses localités ayant eu une fonction viti-vinicole avant le phylloxéra ou qui ont réussi à la préserver. Ce sont des musées consacrés au matériel de vinification de l'époque, le plus souvent en y ajoutant des outils vignerons et les premiers appareils de traitement de la vigne. Ces expositions couvrent dans leur majorité une période entre le XVIIIe siècle et le XXe siècle.

### Confréries vineuses ou bachiques

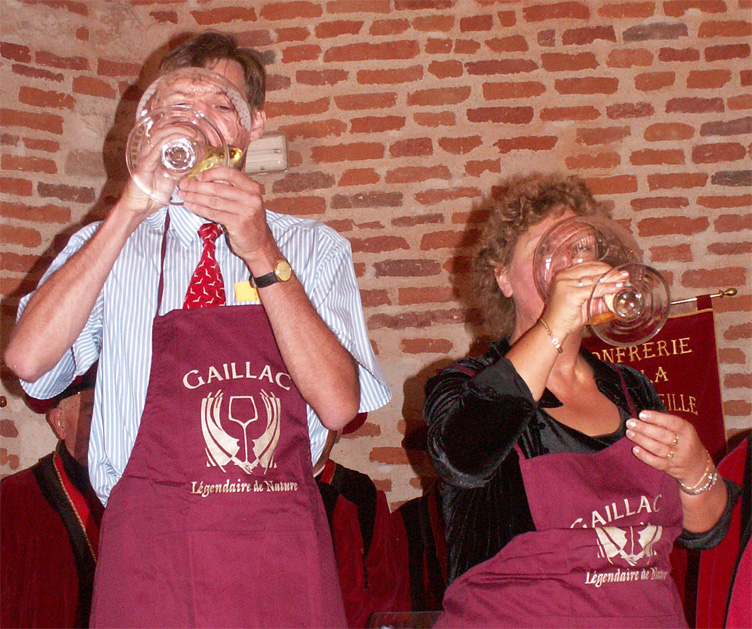
Confrérie de la Dive Bouteille de Gaillac : L'épreuve de la dégustation

Les confréries bachiques sont des assemblées de professionnels et d’amateurs de vin, ayant pour objet la promotion des vins de la région qu’elles représentent. Les confréries actuelles datent toutes du XXe siècle, la plupart de sa seconde moitié, même si certaines peuvent justifier d'origines très anciennes. La première fut dénommée Antico Confrarie de Saint Andiu de la Galiniero, fondée en 1140 elle a été remise à l'honneur en 1968 à Béziers. Les autres plus anciennes sont la Jurade de Saint-Émilion, créée en 1199 et réactivée en 1948 par les vignerons de Saint-Émilion. Le XIVe siècle a vu la naissance du Consulat de la Vinée de Bergerac en 1352, confrérie refondée en 1954 par la profession à Bergerac ainsi que celle de la Commande majeure du Roussillon créée en 1374 par Jean Ier d'Aragon et à nouveau active à Perpignan depuis 1964. La Renaissance vit apparaître, en 1475, la Confrérie Saint-Vincent, dans l'Enclave des papes, elle a été recréée en 1978 par les vignerons de Visan, puis ce fut la naissance de la Confrérie de la Dive Bouteille fondée en 1529 et à nouveau active depuis 1968 à Gaillac. En Alsace ce fut tout d'abord la Confrérie Saint-Étienne datée de 1561 et remise en fonction en 1947 à Kientzheim, puis la Confrérie de la Corne qui apparut en 1586 pour renaître en 1963 sous l'impulsion des professionnels d'Ottrott. Au cours de l'époque moderne furent constitués, en 1685, dans le Comtat Venaissin, les Compagnons de Saint-Vincent qui a revu le jour en 1985 sous le nom de Confrérie des chevaliers du Gouste-Séguret grâce aux vignerons de Séguret, en Provence, la Confrérie de l’Ordre Illustre des chevaliers de la Méduse datée de 1690 et qui est à nouveau active depuis 1951 à Saint-Laurent-du-Var, enfin en 1735, le chevalier de Posquières fut l'initiateur d'un Ordre de la Boisson de la Stricte Observance qui a été remis en activité en 1968 à Nîmes par les vignerons des Costières,.

### Proverbes et dictons sur le vin

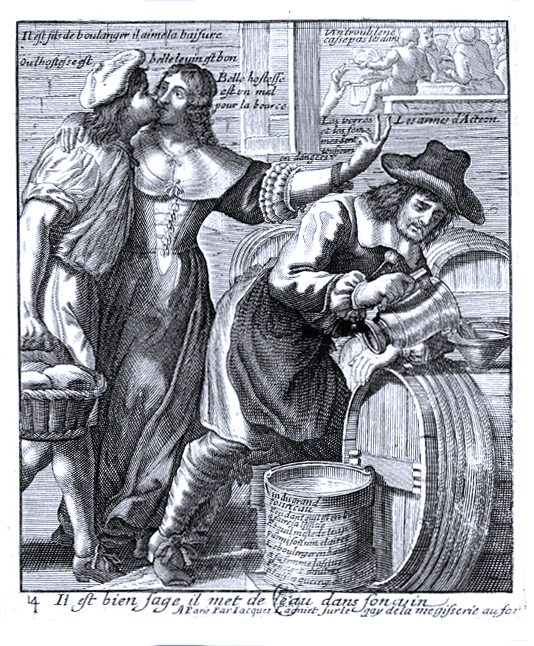
Gravure de Jacques Laignet, vers 1660

Chaque pays, chaque région, chaque terroir a accumulé au fil du temps toute une série d'aphorismes en forme de courtes maximes ayant valeur de réflexion morale. Parmi les plus connus, se peuvent être cités :
- « À bon vin, point d'enseigne »[306].
- « Pour que le vin fasse du bien aux femmes, il faut que ce soit les hommes qui le boivent »[307].
- « Le vin est ce qu'il y a de plus civilisé au monde »[306].
- « Il y a deux choses qui gagnent à vieillir, le bon vin et les amis »[308].
- « Le vin est la plus saine et la plus hygiénique des boissons »[306].
- « Il est bien sage, il met de l'eau dans son vin »[309].
- « Mettre de l'eau dans son vin, c'est faire de la fausse monnaie »[308].
- « Le vin, c'est plus qu'une œuvre d'art, c'est une œuvre d'amour »[310].
- « Le vin donne du courage aux timides, du verbe aux taciturnes, de l'esprit à tous »[310].
- « Le vin c'est le lait des vieillards »[306].
- « En vin est vertu cachée »[311].
- « Le bon vin réjouit le cœur de l'homme (Bonum vinum laetificat cor hominis) »[312].

### Vin dans la toponymie

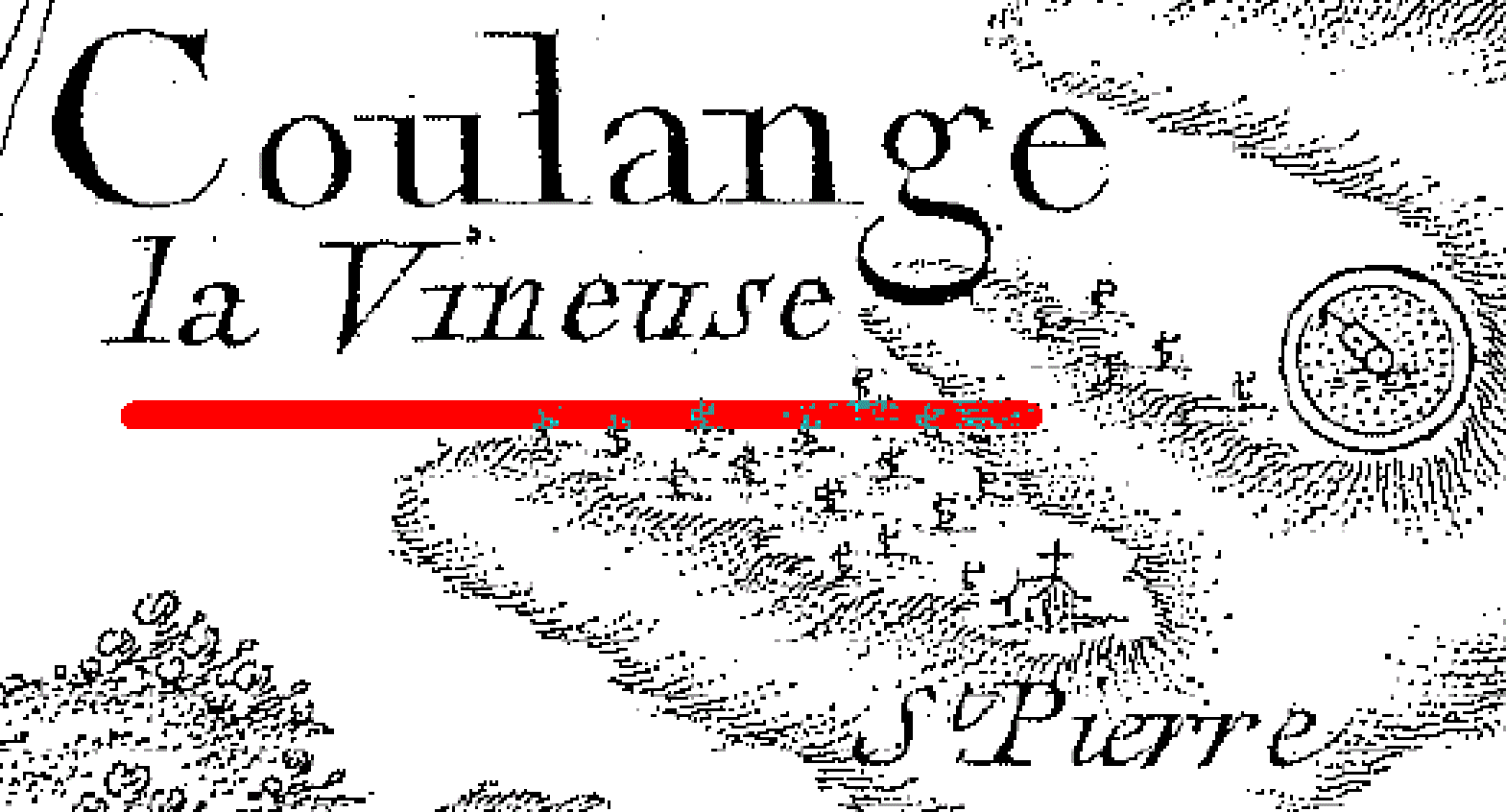
Coulanges-la-Vineuse, carte Cassini

Les références au vin dans les noms de lieux sont rares mais significatives. C'est le cas de La Vineuse, en Saône-et-Loire, dont la forme la plus ancienne est Vinoza, attestée en 993-1143. Elle dérive du latin vinum (vin) auquel a été accolé le suffixe -osa. On trouve aussi avec le qualificatif vineuse, les communes de Coulanges-la-Vineuse, dans l'Yonne, Faye-la-Vineuse, en Indre-et-Loire, la Roche-Vineuse, et à nouveau en Saône-et-Loire. Simon-la-Vineuse est une ancienne commune de Vendée qui a existé de 1828 à 1971. Elle avait été créée par la fusion de La Vineuse et Le Simon. Elle est maintenant rattachée à la commune de Sainte-Hermine.
Le département de l'Isère tient une place à part avec Vignieu (Viniacus), attesté dès le IXe siècle, Vinay (Villa Vinaico) et Saint-Martin-le-Vinoux (S. Martini de Vinos), répertoriés au XIe siècle, ainsi que Charavines (Charavinarium), au XVe siècle.
D'autres toponymes sont liés soit à la vendange, soit à la conservation des vins en cave et plus rarement aux taxes perçues sur le vin. Dans l'Hérault se trouve Vendémian (Vendemianum, 1171) et dans l'Aude, Vendémies (Vendemiis, 1232), commune aujourd'hui rattachée à Limoux, qui tirent leur origine d'un homme latin Vendemius, le vendangeur. Toujours dans l'Aude, la commune de Vinassan, dont les plus anciennes formes connues sont Viniacum (899) et Vinariacum (1195), indiquent que ce domaine fut celui du vigneron Vinacius, variété de Vinatius.
Le Cellier (Cellarium, 1050), en Loire-Atlantique, Cellier-du-Luc, en Ardèche et Celliers (de Cellaris, 1170), dans la Savoie, aujourd'hui intégré à la commune de La Léchère, sont tous trois issus de latin cellarium, endroit où étaient entreposés vivres et amphores de vin. Dans le Vaucluse, sur la commune de Saint-Pierre-de-Vassols, se trouvent deux hameaux dénommés Souquette et Souquetons. C'était là que le décimateur se faisait verser le droit de souquet, impôt sur le vin.

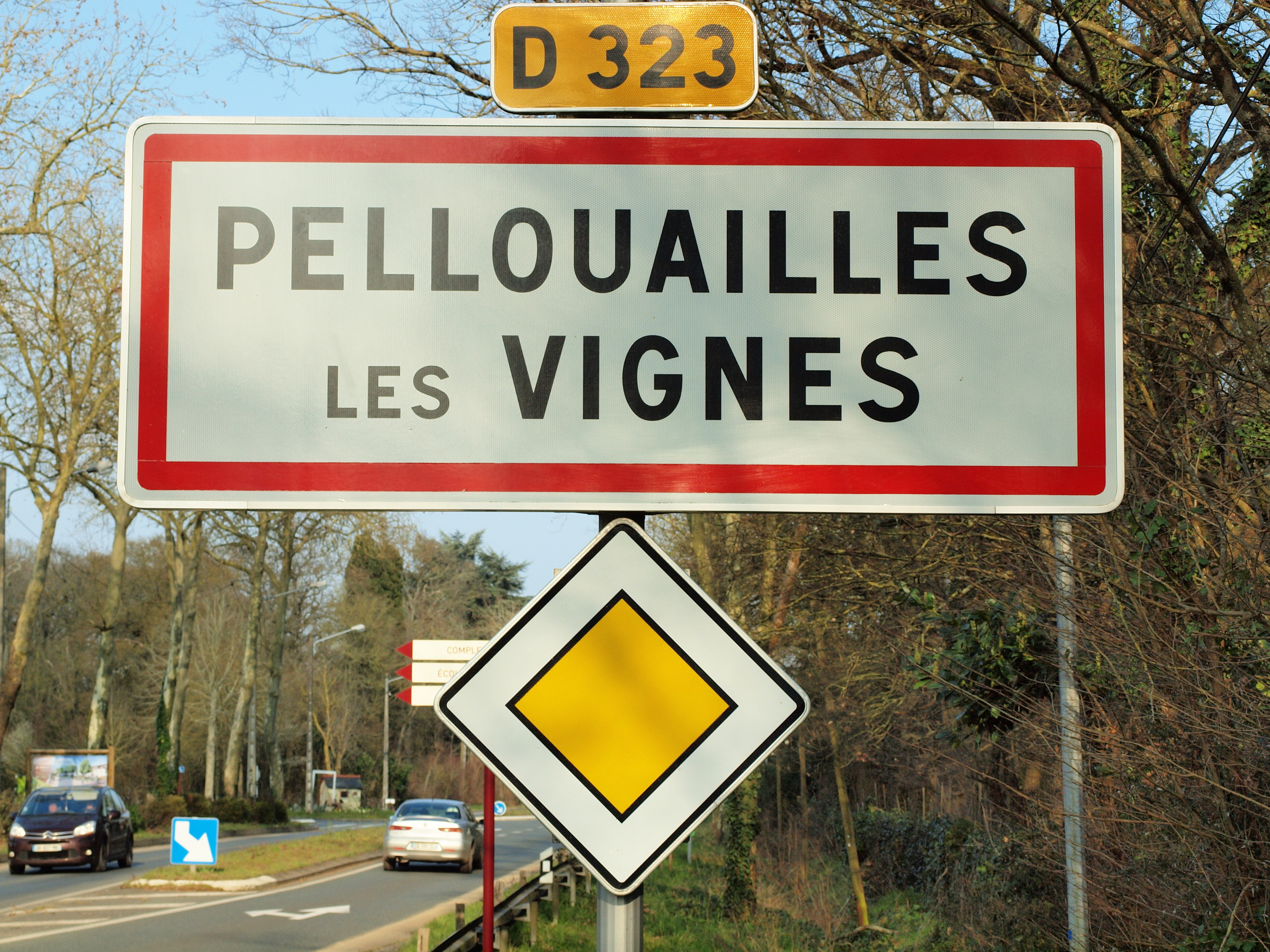
Pellouailles-les-Vignes

En Allemagne, on peut découvrir plusieurs Winzenheim (de) (approximativement : village de vignerons) ainsi que deux Wintzenheim en Alsace, tandis qu'en Italie, dans la province de Bolzano, plusieurs noms de communes sont liées à la route du vin parmi lesquelles Caldaro sulla Strada del Vino, Termeno sulla Strada del Vino, Magrè sulla Strada del Vino, Cortaccia sulla Strada del Vino, Cortina sulla Strada del Vino et Appiano sulla Strada del Vino. En Espagne, dans l'île de Tenerife, la plus grande des îles Canaries, il existe Icod de los Vinos et au Portugal, au nord de Lisbonne, près de Pombal, Figueiró dos Vinhos.
Au Canada, il existe les Vinemount Falls, à Hamilton (Ontario). Aux États-Unis, South Vinemont, est une petite ville de 2 000 habitants, dans le Comté de Cullman, en Alabama.

### Vin dans les jeux

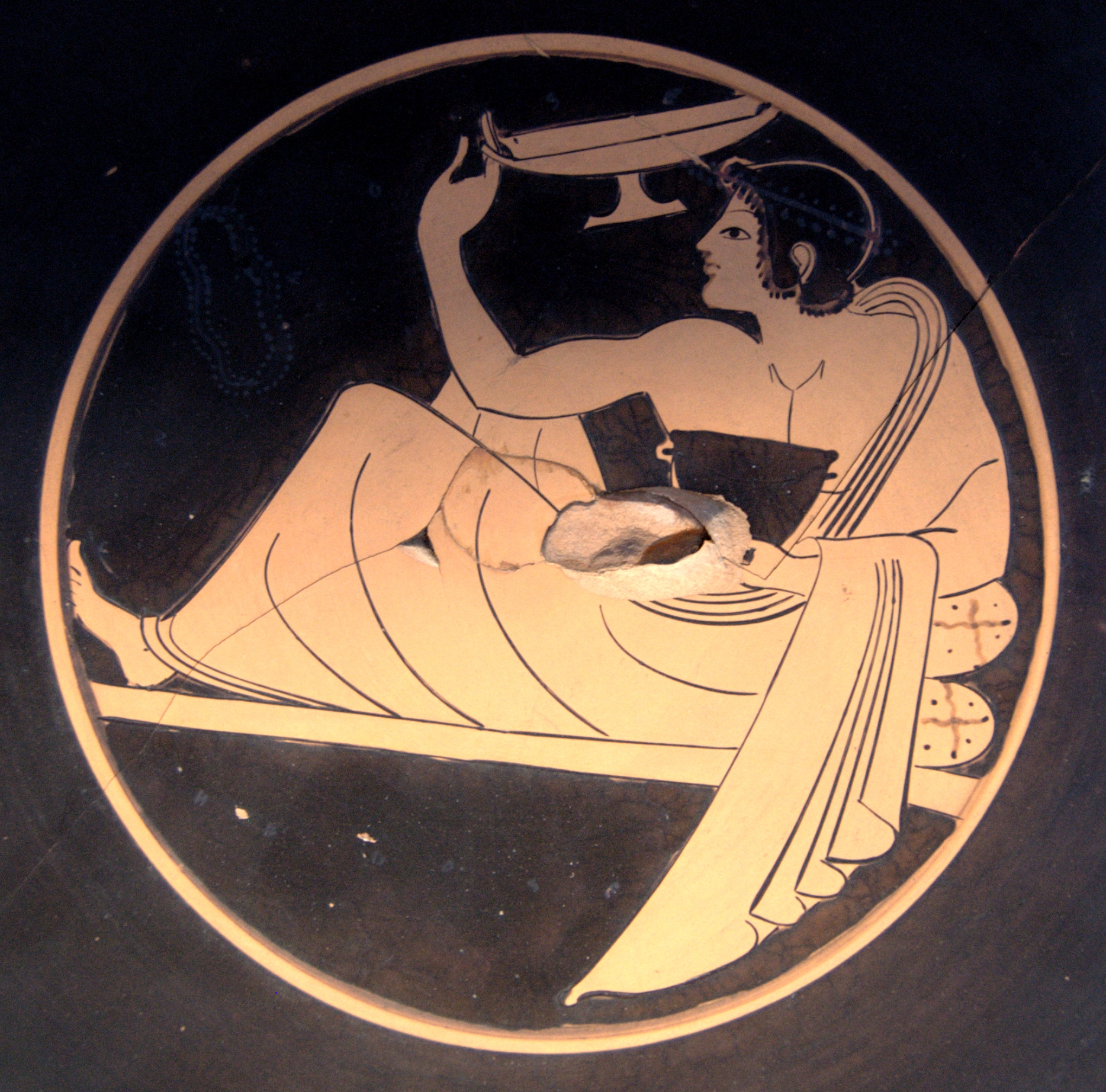
Joueur de cottabe, v. 510 av. J.-C., musée du Louvre

Le cottabe (en grec ancien κότταϐος / kóttabos, étymologie obscure) est en Grèce antique un jeu pratiqué lors des banquets ou encore dans les établissements de bains. Réputé venir de Sicile, il consiste en un détournement ludique de la libation effectuée au début de chaque banquet : dans une libation, on verse quelques gouttes de vin sur le sol en invoquant le nom d'une divinité, principalement Dionysos. À l'origine, pour le cottabe, on verse le reste de sa coupe de vin en invoquant la personne aimée. Par la suite, la pratique se transforme en jeu : l'objectif est alors de jeter le reste de vin (λάταξ / látax) dans un bassin, posé par terre ou sur une table, toujours en prononçant le nom d'une personne aimée. Si les gouttes de liquide atteignent effectivement la coupe, c'est un heureux présage. Outre le présage, le gagnant au cottabe remporte souvent un petit lot : œuf, pomme, gâteau, coupe, voire un baiser. La peinture sur vases montre que le jeu se pratique en tenant une anse du kylix (coupe plate) par un ou deux doigts, les autres doigts étant arrondis « à la manière des joueurs de flûte ». Le poignet est plié ; le lancer se fait par rotation de ce dernier plutôt que par mouvement du bras entier, comme pour le lancer du javelot. L'adresse ne suffit pas : il est important de réussir un lancer souple, de bonne tenue, pour tout dire beau.

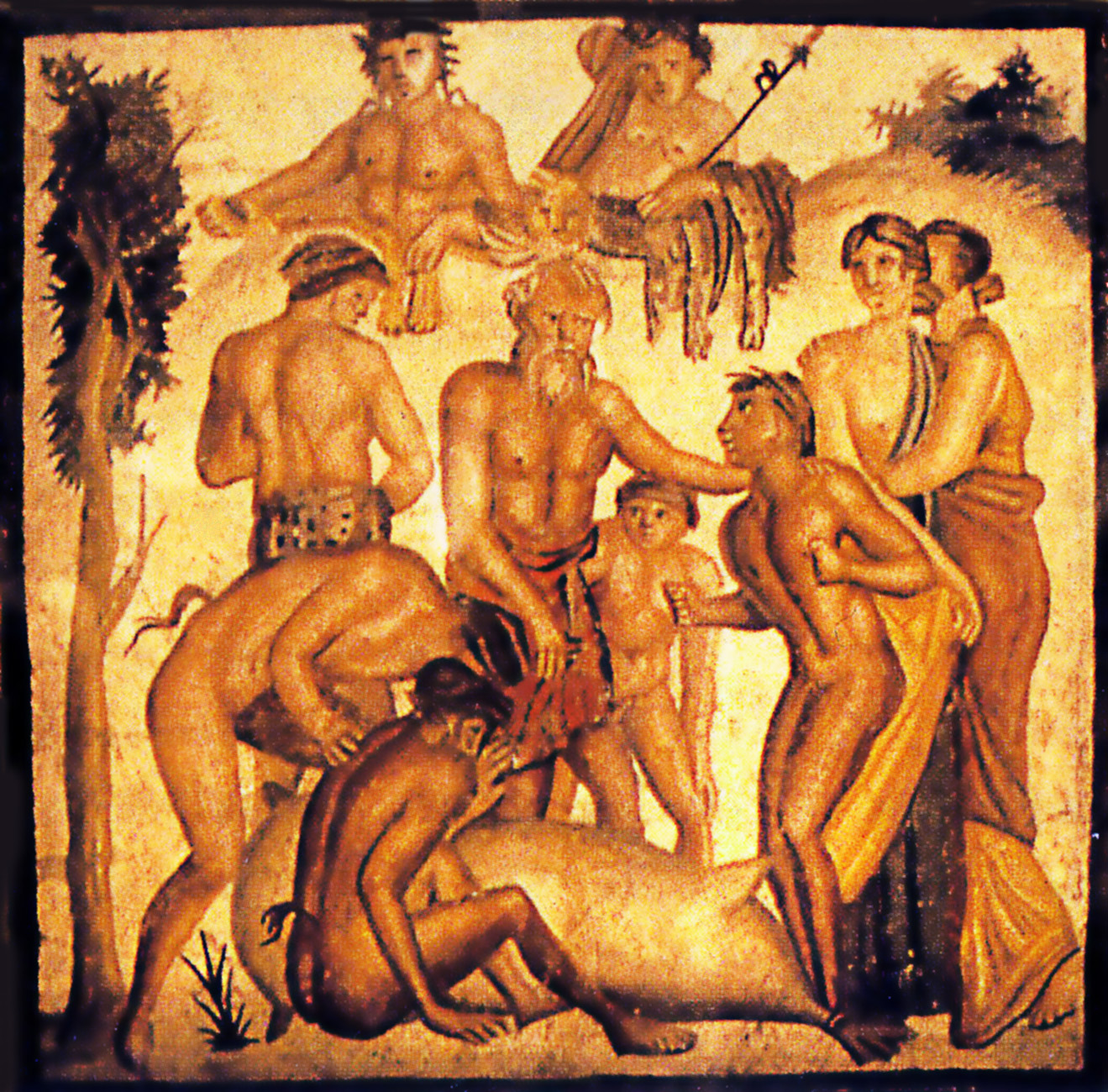
Jeu de l'outre, mosaïque romaine du musée de Berlin

Le Jeu de l'Outre a été pratiqué depuis la plus haute Antiquité dans le pourtour du bassin méditerranéen. Les Grecs s'y adonnaient durant les Dionysies rurales attiques, le second jour des fêtes de Dionysos que l’on appelait Ascolia (askôlia), l’askôliasmos, un concours dont le but était de rester le plus longtemps en équilibre sur une outre en peau de bouc emplie de vin et enduite de suif. En Italie, ce jeu était pratiqué lors des Consualia, fête donnée en l'honneur de Consus, divinité italique et chtonienne, identifiée ensuite à Neptune-Poséidon. Virgile mentionna ce jeu dans ses Géorgiques (II, 384). Les joueurs devaient faire trois sauts sur l'outre en frappant à chaque fois des mains. C'est ce que montre une mosaïque provenant d'Ostie et conservée dans les collections du Berliner Museum : de jeunes athlètes nus sont observés par les femmes et les dieux ; un a déjà chuté, l'autre se prépare à sa tentative.
Il fut implanté en Provence lors de la colonisation romaine et resta populaire jusqu'à l'époque moderne. Connu sous le nom d'« ouire boudenfla » ou « saut du bouc », il est cité dans Mireio par Frédéric Mistral qui fait dérouler ce concours dans les Arènes de Nîmes. Il est attesté aussi à Velaux, à Avignon, lors de la Fête de la Paix qui se déroula le 17 brumaire, an IX, à Caderousse, et à Auriol où il eut lieu lors des festivités de Saint-Pierre en 1844. Le vainqueur gagnait l'outre pleine de vin.

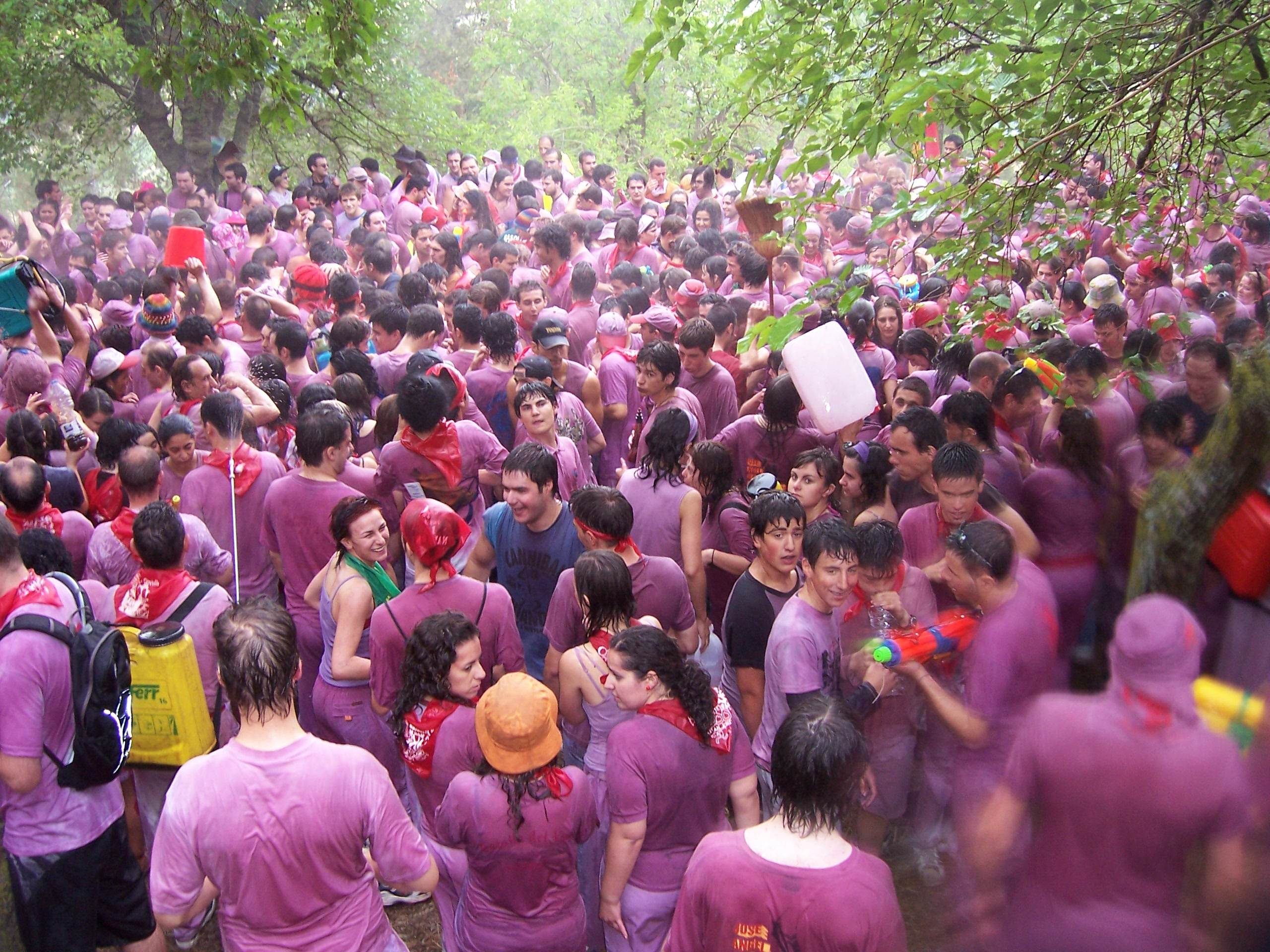
Participants arrosés à la Batalla de Vino à Haro

Pour les festivités de saint Pierre, chaque 29 juin, se déroule à Haro, dans la région de La Rioja, une Bataille du Vin. Elle débute par un défilé qui réunit la population locale. Chacun a revêtu une tenue blanche et arbore un foulard rouge autour du cou. Sous la conduite du premier magistrat de la cité, tous se dirigent munis de gourdes et de bouteilles pleines de vin rouge vers les falaises de Bilibio, où un office est célébré à l'ermitage de saint Félix. Après cette messe, la bataille commence. Elle consiste à s'arroser copieusement de vin de la tête aux pieds, jusqu'aux douze coups de midi. Elle se termine alors par un encierro entre la place de la Paix et les arènes,. Cette bataille fait partie des Fiestas de Interés Turístico Nacional en Espagne.
La fête des Pailhasses de Cournonterral, dans le département de l’Hérault, se déroule chaque mercredi des Cendres. Seuls les habitants du village et quelques invités privilégiés peuvent y participer. Pour éviter tout malentendu, les forces de l’ordre interdisent l’accès au centre de Cournonterral l’après-midi. Durant trois heures, les Pailhasses donnent la chasse aux Blancs à travers les rues, en s’efforçant de les salir à coup de peilles (littéralement « serpillières ») imbibées de lie de vin. Mais toute personne passant par là est considérée comme participant au jeu et peut être salie. À la fin de la période, les ex-Blancs attrapés sont carrément plongés dans des cuves remplies de lie. Les Blancs ont cependant l’initiative puisque ce sont eux qui provoquent en quelque sorte les Pailhasses qu’ils croisent sur leur chemin. À l’origine, les Pailhasses étaient les habitants de Cournonterral et les Blancs ceux d’Aumelas, mais désormais chacun choisit le camp auquel il veut se joindre. Résurgence médiévale ou païenne, la fête des Pailhasses permet d’évacuer les frustrations éventuelles entre villageois et tout le monde peut ainsi entamer le Carême.